# Historia de la Patagonia

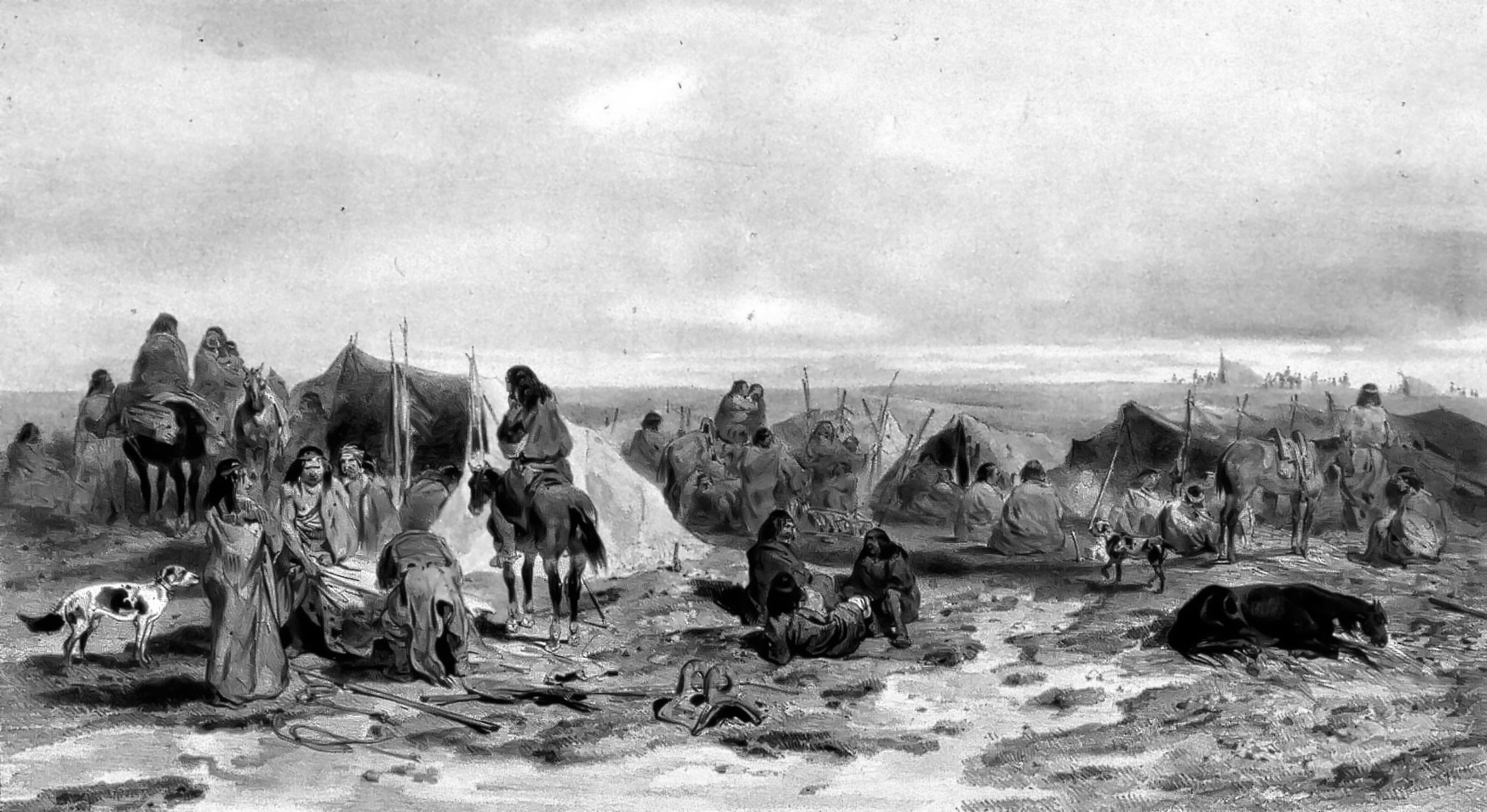
Patagonia en 1842, vista por navegantes franceses.

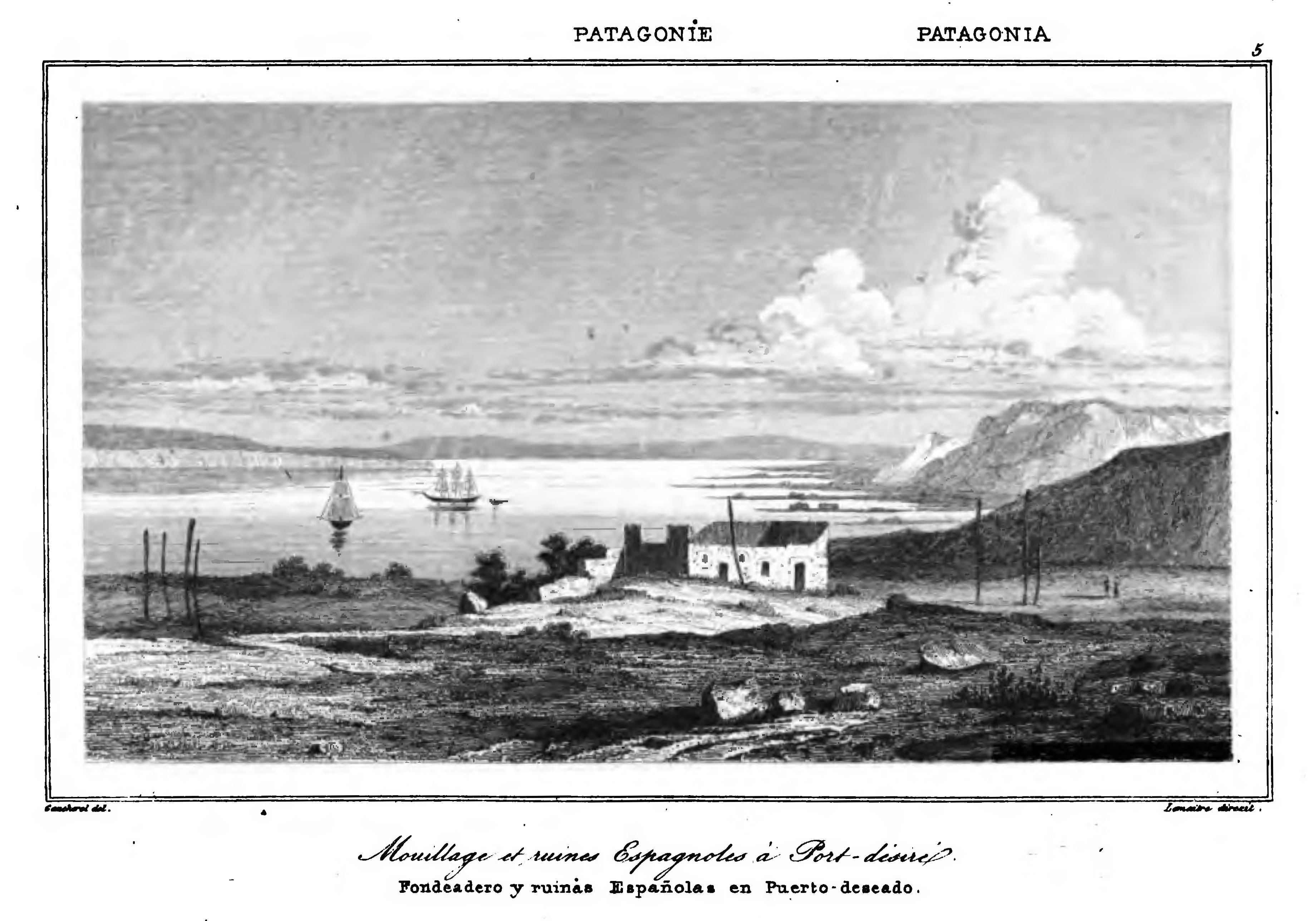
Patagonia. Tierra del Fuego e Islas Malvinas.

La historia de la Patagonia hace referencia a la historia de la zona austral del continente americano, en el sur de los dominios hispanos de Sudamérica. Desde 1522 y hasta el siglo XVIII en los mapas solía ser llamada Patagonia o Tierras Magallánicas toda la extensión inmediatamente al sur del estuario del Río de la Plata. Tanto la falta de conocimiento del territorio como la inevitable imprecisión de la cartografía, llevó a las marcaciones territoriales de las provincias virreinales a algo tan difícil como difuso.
Frente a la determinación de la Monarquía Hispánica de ejercer su dominio, la tenencia efectiva del territorio patagónico estuvo ejercida en el norte por tribus mapuche. Las Tierras Magallánicas abarcaban por su lado Occidental los territorios hacia el sur y este del Archipiélago de Chiloé, habiendo presencia de otros indígenas, conociéndose en parte esa zona como Trapananda y en donde se suponía la existencia de la Ciudad de los Césares, En 1620 el capitán Juan Fernández incursionó en la zona buscando la Ciudad de los Césares llegando hasta el lugar llamado Naval Huapí. y por el otro lado el continuo ataque de los aborígenes pampeanos mantuvo un límite agresivo frente a los avances españoles desde Buenos Aires, mientras que la Patagonia oriental estaba habitada predominantemente por la etnia tsoneka, aonikenk o tehuelche.

## Poblaciones indígenas

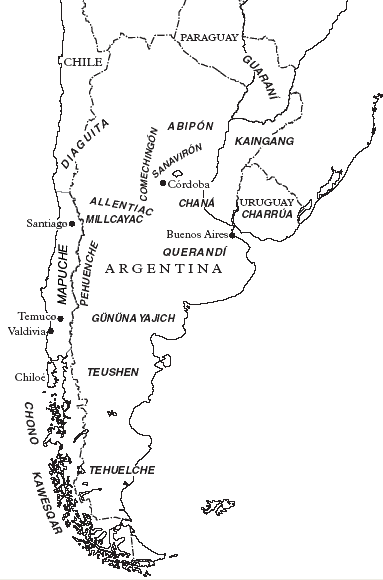
Distribución aproximada de lenguas en el extremo meridional de Sudamérica en tiempos de la Conquista.

Mapa que muestra la ubicación de los pueblos originarios en la Patagonia Austral.

La Patagonia meridional estaba poblada por pueblos de lengua chon principalmente y otros pueblos cuya lengua no parece estrechamente relacionada con la de sus vecinos como los kawéskars, los chonos, los huarpes y los yaganes.
La región de la Patagonia estaba habitada en el pasado por diversas etnias y tribus indígenas, de lengua chon, entre las cuales que destacan en la Patagonia oriental los tehuelches propiamente dichos (aonikenk), los teushen y los gününa këna o guenaken. En la Isla Grande de Tierra del Fuego se hallaban los onas o selk'nam en el norte y centro y los mánekenks o haush en el sudeste, ambos pueblos estaban emparentados entre sí y también hablaban lenguas de la familia chon. En la región de los canales patagónicos habitaban pueblos nómades canoeros: los chonos desde el sur de Chiloé hasta el golfo de Penas, los kawésqars desde una zona de contacto con los chonos hasta el Estrecho de Magallanes y los yaganes o yámanas, que vivían en la zona del canal Beagle y se desplazaban entre el estrecho y el cabo de Hornos. Pastores anglicanos fueron los primeros europeos en convivir con los onas y yámanas con la misión de evangelizarlos. Los indígenas fueguinos fueron diezmados por las enfermedades contagiadas por los europeos y, en el caso de los onas, también asesinados sistemáticamente por buscadores de oro y ovejeros.
La caza y la recolección eran las principales actividades económica de los tehuelches, que dominaban las pampas patagónicas, y de los sélknams, que lo hacían en las de la isla Grande de Tierra del Fuego. En tanto, los chonos, alacalufes y yámanas vivían de la recolección de mariscos y la pesca.
Los hombres blancos incluyeron el ganado vacuno y el caballo, causando alteraciones en la civilización de los Tehuelches. Su alimentación comenzó a ser de estos animales y aprendieron la habilidad de montar y utilizar al caballo. Esto permitió trasladarse con más comodidad y simpleza pudiendo acercarse hacia la zona norte. Podían intercambiar las pieles de los caballos y las plumas de las avestruces como forma de pago.

## SigloXVI
El Tratado de Tordesillas del 7 de junio de 1494 firmado entre las coronas de Portugal y Castilla fijó una línea de polo a polo que pasaba a 370 leguas al oeste de las islas de Cabo Verde (posiblemente el actual meridiano de 46º 37’ longitud oeste) como el límite entre las zonas de conquista de ambas coronas en el Nuevo Mundo. La Patagonia quedó así al oeste de esa línea, dentro de la zona perteneciente a Castilla.

### Descubrimiento de Américo Vespucio
Américo Vespucio ha sido señalado como descubridor de la costa de Patagonia y de las islas Malvinas en un viaje de navegación al servicio de Portugal, que alcanza la bahía de Río de Janeiro y el Río de la Plata, iniciado en Lisboa en mayo de 1501, dirigido por Gonzalo Coelho, del cual tomó el mando a los 32° S. En una carta a Piero Soderini, fechada en Lisboa a 4 de septiembre de 1504 y denominada Lettera di Amerigo Vespucci delle isole nuovamente trovate in quatro suoi viaggi, el navegante relata:

Y tanto navegamos por ese viento [sirocco] que nos encontrábamos tan altos que el polo del mediodía se elevaba fuera de nuestro horizonte 52° y no veíamos las estrellas de la Osa Menor ni de la Mayor, estando alejados del puerto de donde partimos unas 500 leguas por el sirocco [SE].

Esto fue el día 3 de Abril [1502]. Este día se levantó en el mar una tormenta tan recia que nos hizo amainar del todo nuestras velas y corrimos a palo seco, con mucho viento que era el Lebeche [del SW], con olas grandísimas y el aire tormentoso, y era tanta la tempestad que toda la flota estaba en gran temor.

Las noches eran muy largas que tuvimos una la del 7 de Abril que fue de 15 horas, porque el sol se encontraba al final de Aries y en esta región era invierno como puede calcular V.M. En medio de esta tormenta avistamos el día 7 de Abril una nueva tierra de la cual recorrimos cerca de 20 leguas encontrando la costa brava, y no vimos en ella puerto alguno ni gente, creo porque era el frío tan intenso que ninguno de la flota se podía remediar ni soportarlo.

Aunque no llegó a desembarcar ni tomar posesión, luego de este viaje aparecen en los mapas europeos dos ríos llamados Cananor o Camarones y Jordán que sería el Río de la Plata.

### Expedición de Magallanes

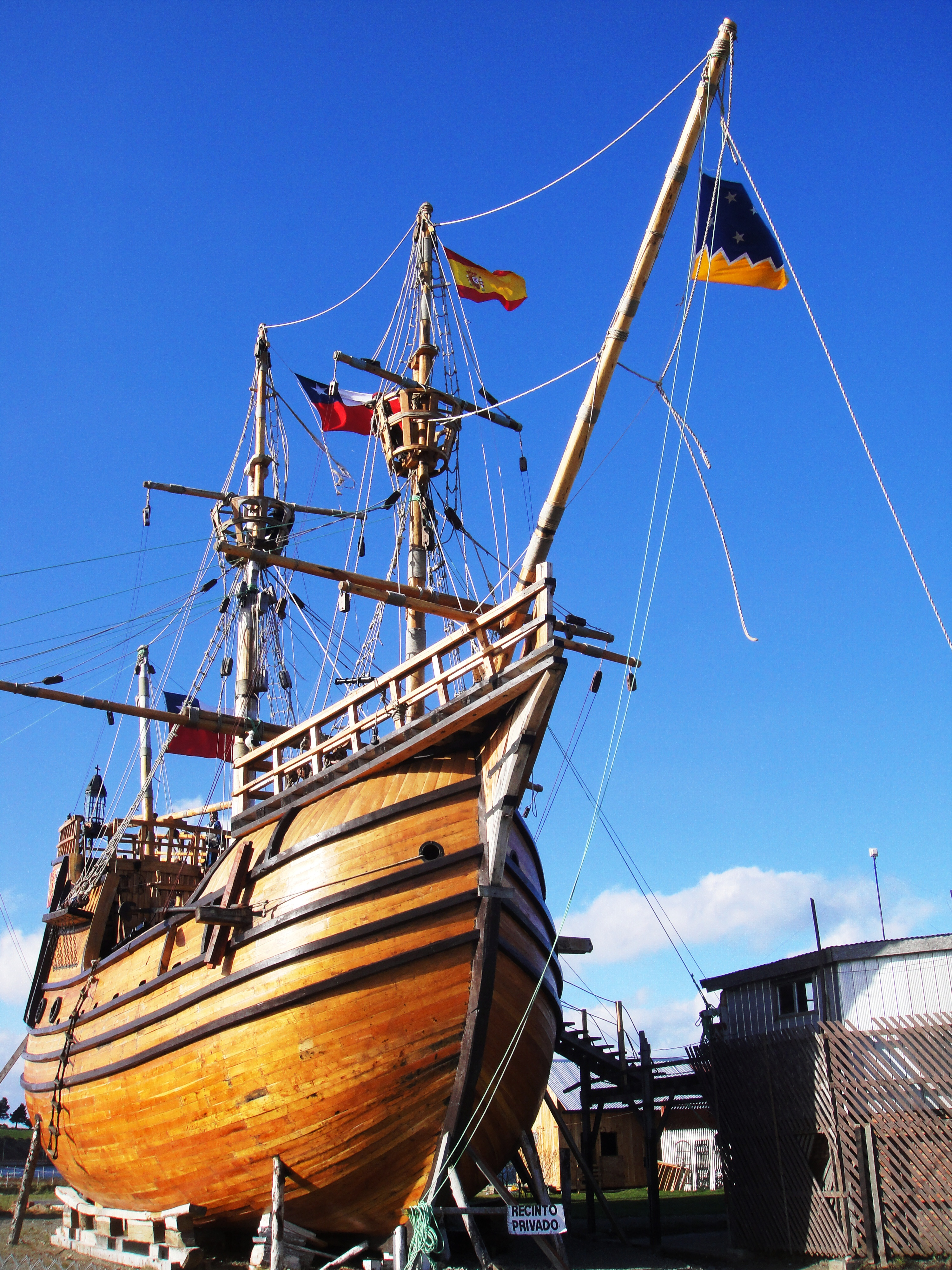
Réplica de la Nao Victoria de Hernando de Magallanes en el Museo Nao Victoria de Punta Arenas.

Fernando de Magallanes zarpó de Sanlúcar de Barrameda el 20 de septiembre de 1519 en una expedición española compuesta por las naves Trinidad, nave capitana al mando de Magallanes; Victoria; San Antonio; Concepción y Santiago con destino a las islas Molucas. El 31 de marzo de 1520 los expedicionarios desembarcaron en la bahía San Julián para pasar el invierno allí, en donde tomaron contacto con los tehuelches. Posteriormente descubren las desembocaduras de los ríos Deseado y Santa Cruz (en donde naufragó la Santiago). Posiblemente el piloto Esteban Gómez de la nave San Antón o San Antonio, tras sublevarse contra Magallanes el 1 de noviembre de 1520, al regresar a España por la ruta de Guinea haya avistado las islas Malvinas el 6 de mayo de 1521, islas que desde ese momento aparecen en la cartografía como de San Antón, S. Antón, Sansón, Sanson o San Son. El 21 de octubre de 1520 descubrió el cabo Vírgenes y el 1 de noviembre, luego de explorar la entrada de mar, entró al estrecho al que llamó de Todos los Santos y hoy es conocido como estrecho de Magallanes. En la ribera sur del estrecho contempló grandes fogatas que desprendían mucho humo, por lo que bautizó como Tierra del Fuego a esa ribera. La travesía del estrecho le tomó 28 días, cuando salió al océano este estaba excepcionalmente calmo por lo que lo llamó océano Pacífico, continuando hacia las Molucas.

### Expedición de Jofre de Loaysa
La expedición de fray García Jofre de Loaisa, a quien también se nombró gobernador general de las Molucas, partió desde La Coruña hacia las Molucas el 24 de julio de 1525 en seis naves con 450 hombres, una de ellas al mando de Juan Sebastián Elcano. El capitán Pedro de Vera con la nave Anunciada desertó de la expedición a la altura del río Santa Cruz, con el propósito de navegar hacia las Molucas por el Cabo de Buena Esperanza, pero no volvió a saberse nada de esta nave. Francisco de Hoces en una exploración al sur del estrecho, descubrió el Pasaje de Drake o de Hoces. La expedición tuvo numerosos problemas, tres de los barcos no consiguieron pasar el estrecho de Magallanes y seis días después de entrar en el Pacífico pierden de vista la carabela San Lesmes el 1 de junio de 1526. El 30 de julio de 1526 murió Jofre de Loaisa y el 4 de agosto también muere Elcano. La única nave restante, la "Santa María de la Victoria", llegó a las Islas de los Ladrones (actualmente islas Marianas) el 5 de septiembre de 1526.

### Provincia de Nueva León

Gobernación de Nueva León después de su ampliación hasta el estrecho de Magallanes en 1536, estando al mando de Francisco de Camargo.

Simón de Alcazaba y Sotomayor fue uno de los adelantados nombrados por el rey Carlos V en las capitulaciones del 21 de mayo de 1534 para explorar y ocupar las tierras americanas. Se le otorgó la Gobernación de Nueva León que iba, según la historiografía chilena, desde el Atlántico al Pacífico desde el paralelo 36º 57' 09' 'S (línea de Coronel a Pinamar) al 48º 22' 52' 'S (línea de isla Campana a bahía Laura), comprendiendo 200 leguas de norte a sur. También existen fuentes argentinas que mencionan el paralelo 36. Alcazaba partió del puerto de Sanlúcar de Barrameda el 21 de septiembre de 1534, en una expedición de 250 hombres en dos naves; la que él mismo comanda, "Madre de Dios" y "San Pedro", que llevaba como capitán a Rodrigo Martínez. La Madre de Dios fue separada de la San Pedro por una tormenta a la altura del Río de la Plata y volvieron a encontrarse el 17 de enero de 1535 en el Cabo Vírgenes, hecho que fue relatado por Alonso Vehedor:

Surgimos a la boca del estrecho; al otro día amaneció con nosotros la nao San Pedro, que había estado tomando agua en el puerto de Santo Domingo, y allí descubrió unas islas en la mar de las cuales hallaron mucha cantidad de bestias, aunque en verdad, de la mitad hacia arriba, parecían leones, por el bramido que daban y su ferocidad, y por el cerco que tenían y los colmillos.

Tuvieron la idea de cruzar al Pacífico, pero la situación climática se los impidió, por lo que retornaron hacia el norte bordeando la costa del Atlántico. El 9 de marzo de 1535 Alcazaba fundó en la Caleta Hornos, de la Bahía Gil, 29 kilómetros al sur de la actual localidad de Camarones, en la provincia del Chubut, el "Puerto de los Leones" o Nueva León, que fue el primer intento de fundar una población estable en la Patagonia. Desde allí el mismo día de la fundación, envió una expedición por tierra en busca de riquezas, la cual recorrió la Meseta de Sotomayor internándose unos 70 kilómetros hasta descubrir el actual río Chico, que llamaron "Guadalquivir", en donde tomaron contacto con los tehuelches. Luego de 20 días de marcha, se produce un motín regresando al puerto, en donde fue asesinado Alcazaba y Sotomayor. Rodrigo de Isla logró dominar la sublevación al costo de 80 expedicionarios muertos, algunos de los restantes lograron llegar al Caribe abandonando Puerto de los Leones el 17 de junio de 1535.
Posteriormente al ser concedida la gobernación a Francisco de Camargo el 8 de diciembre de 1536, el territorio es extendido hasta el estrecho de Magallanes.

### Real Audiencia de Panamá
La Real Audiencia de Panamá fue creada mediante Real Cédula del 26 de febrero de 1538 por el Emperador Carlos V. En ella se incluían las provincias de Tierra Firme (Castilla de Oro y Veraguas), todos los territorios que comprenden desde el Estrecho de Magallanes hasta el Golfo de Fonseca (las provincias del Río de la Plata, Chile, Perú, la gobernación de Cartagena y Nicaragua).

### Armada del obispo de Plasencia

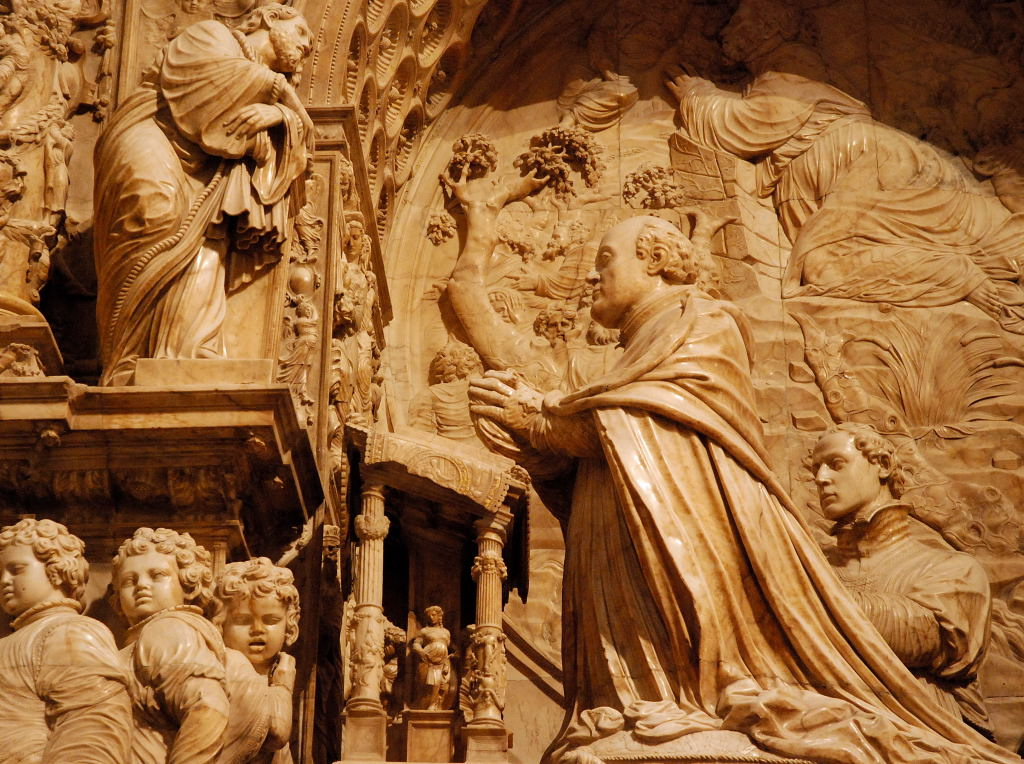
Sepulcro en alabastro, obra de Francisco Giralte, del obispo Gutierre de Vargas Carvajal en la Capilla del Obispo (Madrid)

Francisco de la Ribera como gobernador, comandó la expedición que había sido armada por el obispo católico de Plasencia, Gutierre de Vargas y Carvajal. La expedición, compuesta por cuatro naves, tenía como fin la colonización de la zona del Estrecho de Magallanes, ya que el rey le había concedido el 6 de noviembre de 1536 los territorios entre el paralelo 36° de latitud sur y el estrecho, nombrando a su hermano Francisco de Camargo como gobernador por cesión del obispo el 24 de enero de 1539, pero luego lo reemplaza por[Francisco de la Ribera a quien nombra nuevo gobernador al desistir Camargo. Zarparon de Sevilla en agosto de 1539. El 20 de enero de 1540 las tres naves que lograron llegar entraron en el estrecho, donde sufrieron un temporal que dos días después hundió a la nave capitana al mando de Ribera y separó a los otros dos barcos en direcciones opuestas. El barco comandado por Alonso de Camargo, denominado como Incógnita, logró llegar al Perú tras atravesar el estrecho, descubrir probablemente el canal Beagle y avistar la isla de Chiloé. La otra nave de nombre desconocido, cuyo capitán probablemente haya sido Gonzalo de Alvarado, hizo toma de posesión de lo que se cree eran las islas Malvinas el 4 de febrero de 1540, en donde invernó por cinco meses para finalmente continuar viaje y llegar a España. Esta capitulación quedó sin efecto por no haberse cumplido el cometido.
Texto de la Capitulación de Camargo:

(...) Por cuanto vos, Francisco de Camargo, vecino y rejidor de la ciudad de Plasencia, nuestro criado, por la mucha voluntad que teneis de nos servir i del acrecentamiento de nuestra corona real de Castilla, os ofreceis de ir a conquistar i poblar las tierras i provincias que hai por conquistar i poblar en la costa del mar del Sur desde donde se acabaren las doscientas leguas que en la dicha costa están dadas en gobernacion a don Pedro de Mendoza, hasta el estrecho de Magayais; i con toda la vuelta de costa i tierra del dicho estrecho hasta la vuelta por la otra mar al mismo grado que corresponda al grado donde hubiere acabado en la dicha mar del Sur la gobernacion de don Pedro de Mendoza, i comenzase la suya, i las islas que están en el paraje de las dichas tierras i provincias que ansí habeis de conquistar i poblar en la dicha mar del Sur, siendo dentro de nuestra demarcacion.

### Incorporación a la Corona española

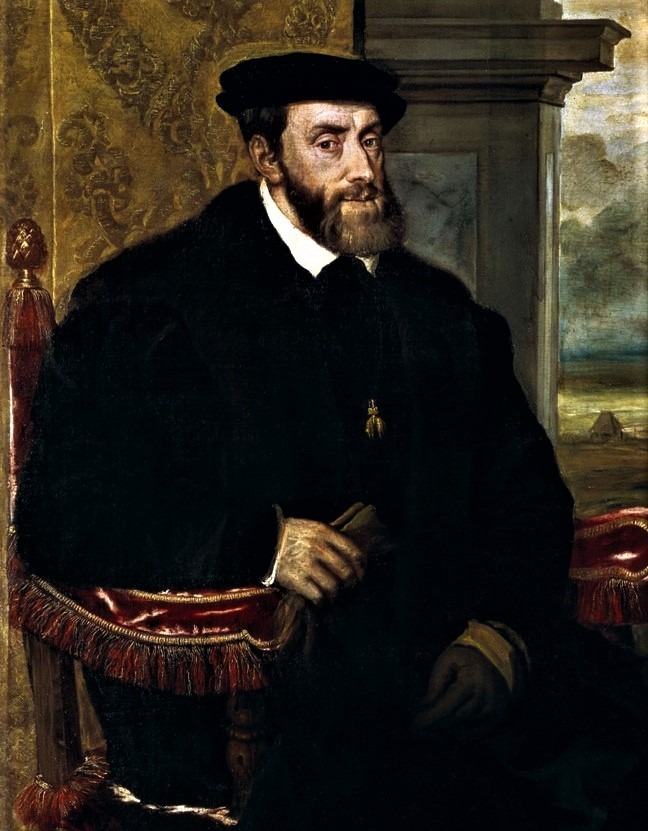
Retrato del rey Carlos I de España y V del Sacro Imperio Romano Germánico.

El mismo día (24 de enero de 1539) en que el rey firmó la capitulación con Camargo, firmó otra con Pedro Sánchez de la Hoz, por la que creó una nueva gobernación hacia el sur del estrecho de Magallanes, llamada Terra Australis, pero no llegó a materializarse y la Capitulación quedó sin efecto.

Primeramente, vos doi licencia i facultad a vos el dicho Pero Sancho de Hoz para que por nos, y en nuestro nombre i de la corona real de Castilla, podais navegar con los dichos navíos que ansí os ofreceis a hacer para la dicha  mar del Sur, donde tienen las dichas gobernaciones los dichos marques don Francisco Pizarro, i adelantado don Diego de Almagro, i don Pedro de Mendoza, i Francisco de Camargo, hasta el dicho estrecho de Magallánes, i la tierra que está de la otra parte dél; y de ida o de vuelta, descubrireis toda aquella costa de la parte del dicho estrecho, sin que entreis en los límites i paraje de las islas i tierra que están dadas en gobernacion a otras personas a conquistar, e a gobernar, ni rescatar, sino fuese mantenimiento para sustentacion de la jente que lleváredes, con tanto que no toqueis en los límites y demarcacion del serenísimo rei de Portugal, nuestro hermano, ni en los Malucos, ni en los límites que, por la última contratacion y empeño, se dio al serenísimo rei. Item, vos prometemos que, hecho el dicho descubrimiento de la otra parte del dicho estrecho, o de alguna isla que no sea en paraje ajeno, os harémos la merced a vuestros servicios; i entre tanto que nos somos informados de lo que así descubriéredes, seais nuestro gobernador dello. (...) Fecha en Toledo a 24 días del mes de enero de 1539 años.

El 20 de noviembre de 1542 fue creado el Virreinato del Perú con jurisdicción teórica sobre toda la América del Sur española, excepto Venezuela, el mismo día fue creada la Real Audiencia de Lima, instalada en 1543, la que suplantó a la Audiencia de Panamá en la jurisdicción sobre la Patagonia.
En 1548, Pedro de Valdivia obtuvo de Pedro de la Gasca, presidente de la Real Audiencia de Lima 

por gobernación y conquista desde Copiapó, que está en 27 grados de altura de la línea equinoccial a la parte del sur, hasta 41 de la dicha parte, procediente norte sur derecho por meridiano, e de ancho entrando en la mar a la tierra hueste leste cien leguas

En 1544 Pedro de Valdivia, ya asentado en Chile, envió dos barcos al estrecho de Magallanes al mando de Juan Bautista Pastene, pero no lograron encontrarlo.
En 1552 Jerónimo de Alderete cruzó desde Chile la cordillera de los Andes por el paso de Mamuil Malal (Neuquén), internándose 30 leguas en una expedición enviada por Valdivia. En 1553, Valdivia envió a explorar por mar a Francisco de Ulloa, quien desembarca en Chiloé, y por tierra a Francisco de Villagrán, quien cruza los Andes por el paso de Tromén.
Valdivia seguía sus expediciones en dirección sur para poder fundar un asentamiento en el lugar, algo que no concretó al encontrarse con los araucanos.
El emperador Carlos I, al confirmar en 1552 el nombramiento de Pedro de Valdivia hecho por de La Gasca, fijó el territorio de la Gobernación de Nueva Extremadura como una franja de 100 leguas de oeste a este desde el Mar del Sur delimitada por los paralelos 27° y 41° de latitud sur (aproximadamente entre Copiapó y Osorno).

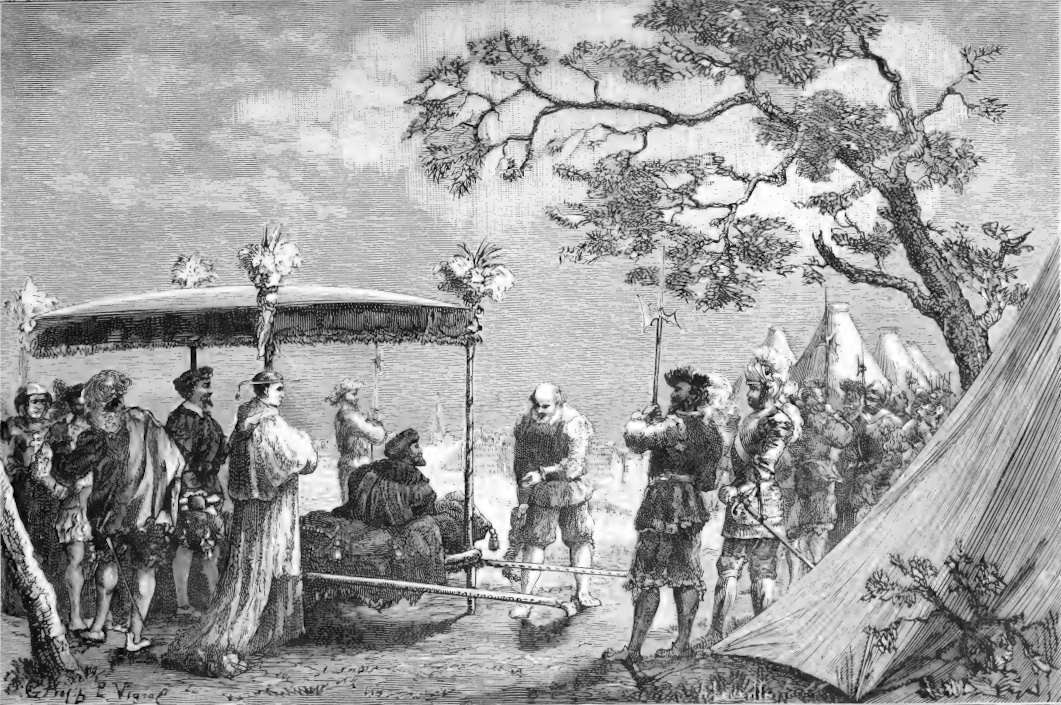
Jerónimo de Alderete ante el emperador Carlos V en Arrás, argumentando en favor de ampliar la gobernación de Chile hasta el estrecho de Magallanes.

A finales de 1554, el rey Carlos I manda una carta al Consejo de Indias expresando:

[...] y en lo que toca a la tierra que está de la otra parte del dicho Estrecho de Magallanes que así mismo havemos dado y concedido en governación al dicho Gerónimo de Alderete le havemos mandado por las causas que se os han escrito que pueda desde la dicha provincia de Chile embiar algunos navíos a tomar noticia e relación de la calidad y utilidad de aquella tierra pues por el presente no ha de pasar en persona ni embiar á conquistarla ni poblarla porque al presente haviendo de atender á lo de Chile, no podría hazerse lo uno y lo otro juntamente

El 15 de diciembre de 1554, el Consejo de Indias responde al rey aconsejando que no es conveniente entrar ni conquistar las tierras de la otra parte del Estrecho:

[...]. Parece que dar facultad su Magestad al presente para que el dicho Gerónimo Alderete ni otra persona alguna pueda entrar ni conquistar ningunas de aquellas tierras comarcanas á Chile ni de la otra parte del Estrecho, no seria cosa conveniente hasta que su Magestad dé orden que se hagan con mas justificación que hasta aquí se han hecho y que su Magestad y la vuestra encargarían mucho sus conciencias, lo qual su Magestad no debe permitir, pues Dios Nuestro Señor siempre le ha hecho é hace grandes beneficios y ampleádole sus estados é señoríos con buenos y justos títulos. [...]. De Valladolid é quince de Diciembre de 1554.

El 29 de mayo de 1555, la princesa Juana de Austria, por medio de una real cédula, nombró gobernador de las tierras hasta el estrecho de Magallanes, sin perjuicio de los límites de otra gobernación, a Jerónimo de Alderete, el cual tras la muerte de Valdivia asumió como gobernador de Chile, pero muere sin llevar adelante su misión. Por otra real cédula de igual fecha, siguiendo el parecer del Consejo de Indias y la cual lleva por dirección "al gobernador de Chile para que, llegado que sea, envíe a tomar razón de la tierra de la otra parte del Estrecho", la princesa dispuso que:

Adelantado don Jerónimo Alderete, nuestro gobernador de la provincia de Chile, ya saveis como os haremos proveído de la dicha governacion hasta el Estrecho de Magallanes y porque nos deseamos saver las tierras y poblaciones que hay de la otra parte del dicho estrecho y entender los secretos que ay en aquella tierra vos mando que dende las dichas provincias de Chile embieis algunos navios á tomar noticia y relación de la calidad de aquella tierra y de la utilidad della y á saver y entender que poblaciones é gentes ay en ella, [...] y entendido el secreto de todo y sabido lo suso dicho nos ominareis relación dello para que vista mandemos proveer en lo que toca á su población lo que viéremos mas conbenir y provereis que se tome posesyon en nuestro nombre de las tierras y provincias que cahen en la demarcación de la Corona de Castilla ponyendo sus cruzes y señales y haziendo los autos nescesarios y trayendoles por testimonio los quales nos embiareis con la dicha relación. Fecha en la villa de Valladolid a 29 dias del mes de Mayo de 1555 años. Firmado: La Princesa.

Otra real cédula de la misma fecha estipuló:

E otro sí tenemos por bien de ampliar y estender la dicha Gobernacion de Chile de cómo la tenia el dicho Pedro de Valdivia otras ciento y setenta leguas poco mas ó ménos que son desde los confines de la Gobernacion que tenia el dicho Pedro de Valdivia hasta el Estrecho de Magallanes, no siendo en perjuicio de los límites de otra Gobernacion.

Como consecuencia de no haber sido nombrado gobernador del otro lado del Estrecho por real cédula, Jerónimo de Aldrete dirige al rey una carta, de fecha 30 de mayo de 1555, en la cual expresa que una de las reales cédulas solamente le ordena que envíe relación de las tierras que hay del otro lado del estrecho y que después de esto se mandará a proveer lo que más convenga. Alderete dice que es inútil que él vaya únicamente para enviar una relación o informe y por esa razón pide que el rey le haga merced de la gobernación del otro lado del estrecho.

[...]. A mi se me da provisión de la governacion de Chile como la tenia el governador Don Pedro Valdivia acrescentada como á el V. Magestad se la avía mandado acrescentar hasta el Estrecho de Magallanes, con cierta orden que se me da para el descubrimiento y pacificación desto acrescentado, y una cédula no para mas de para que pueda embiar á descubrir la tierra de la otra parte del Estrecho y que descubierta embie á V. Magestad la relación, y que entonces se dará la orden y asiento que mas convenga al servicio de Dios y de V. Magestad, y huelgo mucho de que vaya assy por que entiendo la vondad y riqueza de la tierra y sé que aviendo yo servido en ella á V. Magestad y gastando lo que gastaré en descubrirla V. Magestad será servido de mandar hazer la gratificación que acostumbra á sus menores criados y leales vasallos, y sé cierto que en ello no seré agraviado. En esta Real Audiencia está en servicio de V. Magestad el licenciado Alderete mi hermano. Umillmente supplico á V. Magestad sea servido de mandarse acordar de hazerle merced aviendo lugar, pues él é yo no nos ocupamos mas de en servir á V. Magestad; siempre terné muy special cuydado de avisar á V. Magestad de lo que sucediere. [...]. De Valladolid á 30 de mayo 1555. S. C. R. M. Menor cryado y humill vasallo de V. Magestad que sus Reales pies y manos besa. Jerónimo Alderete.

Jerónimo, quien fue nombrado sucesor de Valdivia el 17 de octubre de 1554, falleció mientras volvía a Chile desde España en Panamá debido a la fiebre amarilla. Posteriormente, en una real comisión dictada por el gobernador García Hurtado de Mendoza a Pedro del Castillo, el 20 de noviembre de 1560 señaló:

[...] Por cuanto su Majestad por sus reales Provisiones me encargó la Gobernación de estas dichas Provincias de Chile de Norte a Sur desde el Valle de Copiapó hasta la otra parte del Estrecho de Magallanes, y de este-oeste ciento cincuenta leguas, como se lo dio y señaló por Gobernación al Adelantado Don Jerónimo de Alderete [...].

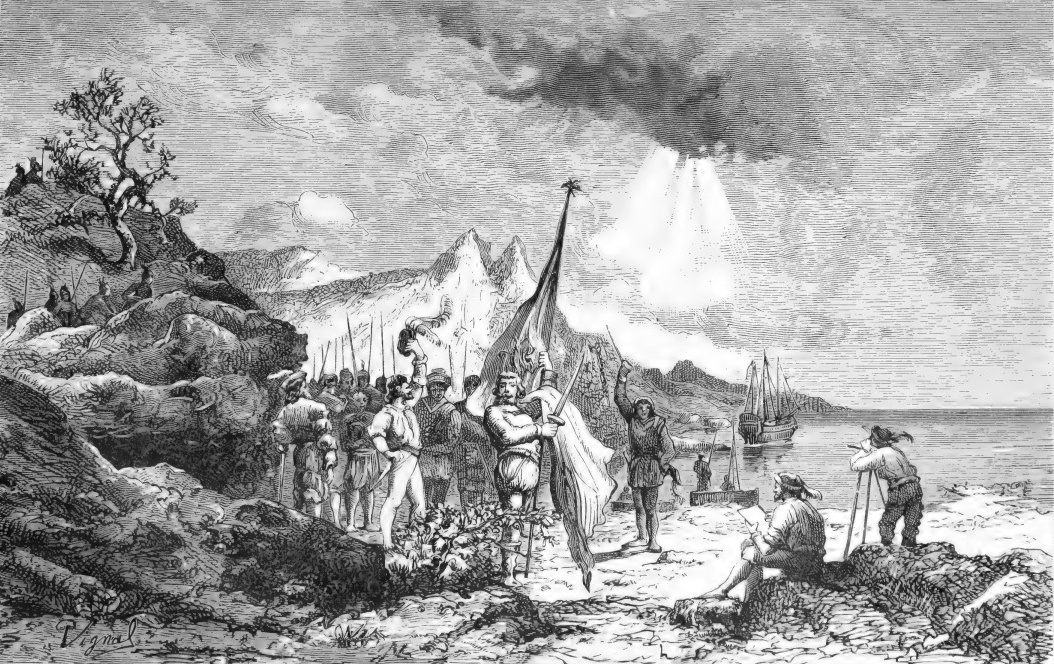
Juan Ladrillero toma posesión del estrecho de Magallanes para la gobernación de Chile y el rey de España en 1558.

En 1557 el gobernador de Chile, García Hurtado de Mendoza, envió a Juan Ladrillero a tomar posesión de ambas riberas del estrecho de Magallanes. a bordo de la San Luis y a Francisco Cortés de Ojea al mando de la San Sebastián, este naufraga y logra regresar llegar a la ciudad de Valdivia en un lanchón en octubre de 1558. Ladrillero es el primero en recorrer el estrecho de Magallanes de oeste a este, explorando también el seno de Reloncaví. Cuando se designa a Francisco de Villagra también se le solicita tomar posesión de las tierras al sur del estrecho en la Real Cédula que lo nombró, pero sin haber sido nombrado gobernador de dichas tierras.
En la real cédula de Bruselas de 1558, el rey da las siguientes instrucciones a Villagra: 

Como veréis por esta nuestra Cédula, la que con esta se os entrega, se os ordena y manda que llegado a aquella tierra enviéis algunos navíos a tomar noticia y relación de la tierra que hay de la otra parte del Estrecho; tenéis cuidado de entender de ello y de avisarnos de la nuevas que trajesen las personas que enviareis a ello

El 18 de mayo de 1565 fue creada en la ciudad de Concepción la Real Audiencia de Chile y hasta que fue disuelta el 25 de junio de 1575 tuvo jurisdicción sobre la Patagonia.
Debido a la costosa e intermitente guerra contra los araucanos (nombre que dieron los españoles a los mapuches), la Capitanía General de Chile nunca tuvo el control efectivo sobre los territorios australes, pero sí se realizaron fundaciones en la Isla Grande de Chiloé, en 1567 Martín Ruiz de Gamboa la conquistó y fundó Castro en febrero de ese año por orden del gobernador de Chile, Rodrigo de Quiroga. También fueron fundadas Chacao (1567), Calbuco (1602) y Carelmapu (1603).

Comunidad de jurisdicciones de la gobernación del Plata y la gobernación de Chile entre 1570 y 1661 según Manuel Ravest Mora.

El 1 de junio de 1570, el rey Felipe II, por medio de una real cédula, otorga a Juan Ortiz de Zárate una expansión de la gobernación del Río de la Plata, ampliándola hasta el estrecho de Magallanes. Previamente el 10 de julio de 1569 el rey había otorgado la gobernación del Río de la Plata a Juan Ortiz, sucediendo a Pedro de Mendoza, Álvar Núñez Cabeza de Vaca y Domingo Martínez de Irala. La incorporación de los territorios previamente asignados a Jaime Rasquin fue pedido por Juan Ortiz el 27 de abril de 1570 ante el Consejo de Indias y el rey. Previamente a esto sus dominios abarcaban, según la historiografía chilena y parte de la argentina, desde el paralelo 25 sur hasta el 36° sur aproximadamente. Además, anteriormente se le habían otorgado a Jaime Rasquín, más 200 leguas de costa en el Mar del Sur (océano Pacífico), las cuales el rey deja sin efecto. La jurisdicción de 1570 comprendía los territorios de la gobernación del Río de la Plata desde 1534 hasta 1569 en conjunto con la ampliación hasta el estrecho de Magallanes, que antes había otorgado a Jaime Rasquín, y según Manuel Ravest Mora, habiendo una superposición de jurisdicciones con la gobernación de Chile y la provincia del Plata entre el paralelo 48º 05' sur, cerca del Puerto Deseado, hasta el estrecho de Magallanes por el sur y el ambos mares en el oeste y este respectivamente, entre 1661 y 1570, con la expansión de la gobernación de Ortiz de Zarate. La real cédula del 1 de junio de 1570 dispone que:

[...] os hazemos merced de la Governacion del Rio de la Plata así de lo que al presente esta descubierto y poblado como de todo lo demas que de aquí adelante descubrieredes y poblaredes ansí en las Provincias del Paraguay y Parana como en las demás provincias comarcanas por vos y por vuestros capitanes y tenientes que nombraredes y señalaredes así por la costa del Mar del Norte como por la del Sur con el distrito y demarcacion que Su Majestad del Emperador, mi Señor, que aya gloria, le dio y concedio al Gobernador don Pedro de Mendoza y despues del a Alvar Núñez Caveza de Baca y a Domingo de Yrala [...] Y por quanto en trece dias del mes de henero del año pasado de mill y quinientos y cinquenta y ocho Nos mandamos tomar cierto asiento y capitulacion con Jayme Rasquin sobre el descubrimiento y poblacion de las dichas Provincias del Rio de la Plata [...] estar subjetos e debajo de la gobernacion de vos, el dicho capitan Juan Ortiz de Zarate, los dichos pueblos declarados e los demas que oviere en las dichas docientas leguas de tierra que dimos en gobernacion al dicho Jayme Rasquin [...] y de todos los demas pueblos que poblase en dozientas leguas desde el dicho Rio de la Plata hasta el Estrecho de Magallanes derechamente por la costa del Mar del Norte y le dimos titulos y provisiones nuestras de la dicha Governacion, y porque el dicho Jayme Rasquin no cumplio de su parte lo que con el asentamos y capitulamos sobre el dicho descubrimiento y población, por la presente damos por ninguno y de ningun valor y effeto la dicha capitulacion e titulos que en virtud della mandamos dar al dicho Jayme Rasquin para que agora ni de aqui adelante en ningun tiempo no valgan ni pueda tener derecho a la dicha Gobernación, y declaramos estar subjetos e devaxo de la Governacion de vos, el dicho capitan Juan Ortiz de Zarate, los dichos pueblos susso (de suyo) declarados y los demas que oviere en las dichas dozientas leguas de tierra que dimos en Governacion al dicho Jaime Rasquin, y si necesario es de nuevo os hago merced de la Governacion dellos, en los quales vos y despues de vos vuestro sucesor podais tenerla y usar de la jurisdiccion della, según y de la manera que la podeis y deveis hazer en virtud de la dicha Capitulacion y capitulos susso yncorporados que con vos se tomó [...]
Real cédula dirigida a Juan Ortiz de Zárate, 1° de junio de 1570

Según el diplomático e historiador chileno Miguel Luis Amunátegui, la capitulación otorgada en 1570 a Juan Ortiz de Zárate no generó derechos permanentes sobre el litoral patagónico ni sobre el estrecho de Magallanes. El diplomático chileno Carlos Morla Vicuña sostuvo que la concesión había caducado por falta de cumplimiento de la obligación de poblar, al igual que ocurrió con la capitulación anterior otorgada a Jaime Rasquín, que fue rescindida por ese motivo.
No obstante, la nulidad por incumplimiento no operaba automáticamente, ya que las Capitulaciones eran contratos bilaterales que requerían revocación expresa por parte del Rey. En el caso de Rasquín, pese a haber vencido el plazo en 1563, su Capitulación de 1557 seguía vigente en 1570, lo que demuestra que no bastaba el incumplimiento para extinguirla, y tuvo que ser abolida explícitamente por el rey.
Asimismo, Morla argumentó que ni Ortiz de Zárate ni su sucesor Torres de Vera y Aragón fundaron asentamientos en las 200 leguas costeras concedidas hacia el sur del río de la Plata, lo que según él, habría sido condición esencial para ejercer jurisdicción y la capitulación no habría tenido efectos reales sobre el territorio, por lo que interpretó que la real cédula de 1570 no pudo menoscabar los límites tradicionales de la gobernación de Chile hasta el estrecho de Magallanes.
Morla también argumentó que el nombramiento de Rodrigo de Quiroga como gobernador de Chile en 1573, cuatro años después de la capitulación de Ortiz de Zárate, se hizo "en los mismos términos que a Valdivia, Alderete, Hurtado de Mendoza y Villagra", es decir, con jurisdicción hasta el Estrecho, Además, destacó que Martín García Óñez de Loyola, sucesor de Ortiz y luego gobernador de Chile, planificaba una expedición hacia la Patagonia y el Estrecho en su calidad de gobernador chileno, reconociendo así los límites australes de dicha gobernación.

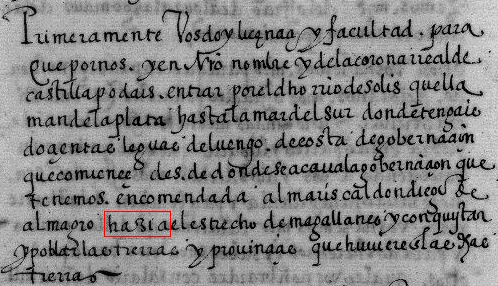
Extracto de la capitulación con Pedro de Mendoza, 21 de mayo de 1534, destacándose la palabra "hazia".

Por su parte el jurista argentino Vicente Quesada, argumentó de que la extensión hasta el estrecho ya habría estado dada a la gobernación del Río de la Plata, sin embargo, Quesada en su transcripción de la capitulación del rey con Pedro de Mendoza de 1534 puso la palabra "hasta el estrecho de Magallanes" en vez de "hacia el estrecho de Magallanes", lo que cambiaba el significado del documento. Las tres cédulas de aquel día hablaban de 200 leguas que iban en dirección sur, "hacia" dicho estrecho, pero sin llegar a él. También Quesada ha sido acusado de omitir la capitulación de Alcazaba, la cual estaba al sur de la de Pedro de Mendoza. La acusación sobre la omisión de la capitulación de Alcazaba es injustificada, por cuanto Quesada se ocupa de ésta en el capítulo 2 y 3 de su obra titulada "Historia colonial argentina".
El 1 de noviembre de 1661 cuando Felipe IV firmó en Madrid una Real Cédula por medio de la cual se creó la Real Audiencia de Santiago estipulando:

todo el Reino ya nombrado de Chile, con las ciudades, villas, lugares y territorios que están comprendidos en el gobierno de estas provincias, tanto las regiones que están hoy pacificadas y pobladas como los que pudieran conquistarse, poblarse y pacificarse en el interior y exterior del estrecho de Magallanes y en el territorio interior inclusive hasta la provincia de Cuyo.

En 1680 el rey Carlos II ordenaba promulgar la Recopilación de las Leyes de los Reinos de Indias hecha para armonizar y ordenar las leyes de la Monarquía, en la cual en su Ley 12 expresa que la Audiencia de Chile tuviese: 

[...] la que tenga por distrito todo el dicho Reyno de Chile, con las ciudades, villas, lugares y tierras que se incluyen en el gobierno de aquellas provincias, asi lo que ahora está pacifico y poblado, como lo que se redujere, poblare y pacificare dentro y fuera del estrecho de Magallanes y la tierra adentro hasta la provincia de Cuyo inclusive.
Recopilación de Leyes de Indias, 1680

Y la Ley 9, Título 15, Libro 2, de la mencionada Recopilación, dispone que la Real Audiencia de Charcas tuviese la siguiente jurisdicción:

[...]; y por el Levante y Poniente con los dos Mares del Norte y del Sur, y línea de la demarcación entre las Coronas de los Reynos de Castilla y de Portugal por la parte de la Provincia de Santa Cruz del Brasil. Todos los quales dichos términos sean y se entiendan, conforme á la ley 13, que trata de la fundación y erección de la Real Audiencia de la Trinidad, Puerto de Buenos Ayres, porque nuestra voluntad es que la dicha ley se guarde, cumpla y execute precisa y puntualmente.

La real cédula de 1680, afirma que no tienen ningún valor legal las leyes que sean diferentes o contrarias a las leyes de la recopilación, pero es la real cédula del 1 de noviembre de 1681 la que autoriza la publicación de la recopilación.
En 1578 el corsario inglés Sir Francis Drake, que había partido de Inglaterra con cinco naves, desembarcó en Puerto Deseado y Puerto Santa Cruz y luego atravesó el estrecho en sólo 16 días, tras naufragar uno de sus barcos y desertar el otro, llegó a Valparaíso, capturó un galeón y continuó rumbo a las Molucas, siendo la segunda expedición en circunnavegar el mundo.
En 1580 fue refundada Buenos Aires por Juan de Garay a nombre del adelantado Juan de Torres de Vera y Aragón. En 1581 realizó una expedición costera hasta la actual Mar del Plata.

### Pedro Sarmiento de Gamboa
Pedro Sarmiento de Gamboa en 1579 partió desde el Callao con dos naves en busca de Francis Drake, quien lo eludió por lo que se dirigió al estrecho de Magallanes con la intención de fortificarlo y colonizarlo. Toma posesión del mismo en 1580 en nombre del rey y continúa viaje hacia España para organizar una expedición para poblarlo.
El rey Felipe II lo nombró "Gobernador del Estrecho de la Madre de Dios, Capitán General del mismo y gobernador de lo que poblare", diciendo que:

Por cuanto nos habemos acordado de mandar fortificar el estrecho de Magallanes y que para esto se hagan en lo más angosto y conviniente dél dos fuertes, el uno a un lado y el otro al otro, que se correspondan, y que se pueblen donde más conviniere en las tierras comarcanas al dicho estrecho y a los dichos fuertes que en él se hicieren, de manera que la gente que entendiere en la población y la que residiere en los dichos fuertes se favorezcan los unos a los otros y se den auxilio en las ocasiones que se ofreciere. Y para que la dicha población se pueda hacer vos, Pedro Sarmiento de Gamboa, os ofrecéis de llevar por ahora al dicho estrecho algunos pobladores y os habemos hecho merced del cargo de nuestro gobernador y capitán general de las dichas tierras comarcanas al dicho estrecho y fuertes, en los límites que por nos están señalados.

Y porque así vos como la dicha gente, con más ánimo y voluntad atendáis al descubrimiento, pacificación y población de las dichas tierras, habemos tenido y tenemos por bien de os hacer merced en las cosas siguientes:
Primeramente, nosotros damos licencia y facultad para que podáis descubrir, poblar y pacificar las tierras comarcanas a los fuertes que se hicieren en el dicho estrecho que no sean de las que se incluyen en los términos de otras gobernaciones que por nos estén dadas a otras personas. Y en ello guardaréis las ordenanzas que por nos están hechas, cuyo duplicado se os entregará cerca de la forma que se ha de tener en el hacer los descubrimientos y poblaciones. [...].

El 25 de septiembre de 1581 partió de San Lucar de Barrameda con 23 barcos y 2.500 personas, de los que sólo logran llegar a destino 4 barcos, desembarcando el 4 de febrero de 1584 en la segunda angostura, aunque tres de ellos regresan a España después de una tormenta conducidos por Diego de la Ribera.
El 11 de febrero de 1584 fundó en el Cabo Vírgenes, en el actual territorio argentino casi en el límite con Chile, la población de Nombre de Jesús y posteriormente, el 25 de mayo de 1584 fundó la Ciudad del Rey Don Felipe en la Bahía San Blas al interior del estrecho de Magallanes en el actual territorio chileno. El 24 de mayo una tormenta arroja a Sarmiento de Gamboa con el barco Santa María de Castro hacia el Atlántico, navegando hacia el Brasil, desde allí envió un barco con víveres pero este naufragó, por lo que los habitantes del estrecho perecen de inanición. Esta Capitulación quedó sin efecto por haber fracasado su intento.[cita requerida]

### Ingleses y neerlandeses en la Patagonia
El 31 de marzo de 1520 la nave San Antonio llegó a Puerto San Julián y se quedó invernando en dicho lugar. En el mes de julio, la San Antonio partió del mencionado puerto y el 28 de julio de ese año descubrió las islas Malvinas.
En 1586 el corsario inglés Thomas Cavendish con tres barcos llegó a Puerto Deseado, lugar al que da el nombre de su barco, el Desire (Deseado). En 1587 entró al Estrecho de Magallanes en donde divisó a 18 sobrevivientes, pero solo uno (Tomé Hernández) aceptó ser rescatado del asentamiento de Rey Don Felipe, rebautizándolo Cavendish como Port Famine (Puerto del Hambre). Cavendish después de realizar piratería en las costas de Chile circunnavegó el mundo.
En 1590 el corsario inglés Andrés Merrik a bordo de la Delicia, haciendo parte de la expedición de John Chidley, ingresó al estrecho después de que fuertes vientos dispersaran la flota y rescata al último sobreviviente la expedición de Sarmiento de Gamboa, pero mueren al regresar al Atlántico.
En 1592 Cavendish en una nueva expedición intentó atacar a Buenos Aires, pero su flota es dispersada por una tormenta, John Davis, quien desertó de la expedición con el barco Desire llegó a las islas Malvinas el 14 de agosto de 1592.
En 1594 otro corsario inglés, Richard Hawkins, a bordo de la Dainty atravesó el estrecho y asaltó Valparaíso y luego tomó rumbo norte, llegando en junio de 1594 a la Bahía de San Mateo en donde fue capturado.
En 1599 el corsario holandés Oliver van Noort cazó pingüinos en Puerto Deseado y luego pasa el estrecho, siendo el cuarto en circunnavegar el mundo.
El capitán holandés Sebald de Weert avistó las Islas Sebaldes (parte del archipiélago de las Malvinas) el 24 de enero de 1600 a bordo de la nave Gelof que formaba parte de una expedición de cinco barcos que había partido de Holanda en 1598 al mando de Jakob Mahu, que al morir fue reemplazado por Simón de Cordes. Una fuerte tormenta dispersó a las naves en el Estrecho de Magallanes, por lo que De Weert después de encontrarse con van Noort decidió regresar a Europa. Baltazar de Cordes ocupó Castro por dos meses antes de continuar hacia las Molucas, mientras que Simón de Cordes murió en la Araucanía.

## SigloXVII
El navegante español Gabriel de Castilla, zarpó de Valparaíso en marzo de 1603 al mando de tres naves en una expedición encomendada por su primo hermano el virrey del Perú, Luis de Velasco y Castilla, para reprimir las incursiones de corsarios neerlandeses en los mares al sur. Al parecer esa expedición alcanzó los 64° de latitud sur avistando las islas Shetland del Sur. No se han hallado aún en archivos españoles documentos que confirmen la latitud alcanzada y las tierras avistadas; sin embargo, el relato del marinero holandés Laurenz Claesz (en un testimonio sin fecha, pero probablemente posterior a 1607), documenta la latitud y la época. Claesz declara que él "ha navegado bajo el Almirante don Gabriel de Castilla con tres barcos a lo largo de las costas de Chile hacia Valparaíso, i desde allí hacia el estrecho, en el año de 1603; i estuvo en marzo en los 64 grados i allí tuvieron mucha nieve. En el siguiente mes de abril regresaron de nuevo a las costas de Chile".
En 1604 el gobernador del Río de la Plata Hernando Arias de Saavedra organizó una expedición hasta el río Negro en busca de la ciudad de los Césares (una mítica ciudad fundada por españoles cuya ubicación exacta era desconocida en la zona).
El 8 de septiembre de 1609 fue reinstalada la Real Audiencia de Chile en Santiago. La Recopilación de Leyes de Indias de 1680, en Ley XII (Audiencia y Chancilleria Real de Santiago de Chile) del Título XIV (De las Audiencias y Chancillerias Reales de las Indias) del Libro II, recoge los límites y los funcionarios de esta Audiencia: 

En la Ciudad de Santiago de Chile resida otra nuestra Audiencia y Chancilleria Real, con vn Presidente, Governador y Capitan General: (...) y tenga por distrito todo el dicho Reyno de Chile, con las Ciudades, Villas, Lugares y tierras, que se incluyen en el gobierno de aquellas Provincias, assi lo que ahora está pacifico y poblado, como lo que se reduxere, poblare y pacificare dentro y fuera del Estrecho de Magallanes, y la tierra adentro, hasta la Provincia de Cuyo, inclusivé. (...)

En 1615 el corsario holandés Joris van Spilbergen atravesó el estrecho y combatió con la nave española Santa Ana de Pedro Álvarez Pulgar, quien la hunde para no rendirse. Spilbergen es el quinto en circunnavegar el mundo.
En 18 de enero de 1616 la expedición comandada por el holandés Jakob LeMaire avistó las Malvinas. Había partido de Ámsterdam con los barcos Eendracht y Hoorn (incendiada frente a Puerto Deseado), al mando de los hermanos Willem y Jan Schouten respectivamente, con el objetivo secreto de encontrar un paso alternativo al Estrecho de Magallanes. El 24 de enero descubren el estrecho de Le Maire y dan nombre a la isla de los Estados. El 29 de enero descubren y pasan el cabo de Hornos al que llaman Hoorn y continúan hacia Java pasando por las islas de Juan Fernández.
En 1619, la expedición García de Nodal, liderada por los hermanos Bartolomé y Gonzalo García de Nodal circunnavegó el archipiélago fueguino y establecieron una marca de navegación «más al sur» descubriendo las islas Diego Ramírez. Gonzalo volvió al estrecho de Le Maire en 1622 pero murió antes de lograr llegar a la Araucanía.
En 1620 Juan Fernández partiendo desde Calbucó llegó al lago Nahuel Huapi.
En 1624 el holandés Jakob L'Hermite regresando del Perú da nombre a la isla L'Hermite y a la Bahía Nassau y explora Tierra del Fuego.
En 1627 Juan Fernández exploró Neuquén.
En 1643 el corsario holandés Hendrick circunnavega la isla de los Estados demostrando que es una isla. Mientras que otro holandés, Brouwer incendió Castro y Carelmapu, al morir fue reemplazado por Elías Herckmans, quien entró en alianza con los mapuches.
En 1649 Luis Ponce de León cruzó la cordillera de los Andes hacia Neuquén en la zona de Epulafquen capturando indígenas y combatiendo con dos neerlandeses que los dirigían. Al año siguiente el jesuita Diego de Rosales viaja a la misma zona llegando al Nahuel Huapi. En 1653 los hermanos Salazar vuelven a la zona a capturar esclavos indios y en 1666 vuelve a hacerlo Diego Villarroel.
En una Real Cédula en 1669 el rey ordena al gobernador de Buenos Aires tomar medidas contra los indígenas y menciona los límites de su gobernación: "(...) que en los términos de aquella jurisdicción por la parte del sud, i confines de la cordillera e Chile, i provincia de Tucumán (...)"
En 1670 John Narborough tomó posesión a nombre de Inglaterra de la zona de Puerto Deseado y pasa el invierno en San Julián.
El 27 de enero de 1690 el inglés John Strong en la nave HMS Welfare (o Farewell) navegó entre las dos islas principales de las islas Malvinas, bautizando el pasaje como Falkland Channel (actualmente Falkland Sound o Estrecho de San Carlos), luego pasó el estrecho de Magallanes.

### La misión jesuita del Nahuel Huapi
En 1609 llegan a Chiloé los primeros jesuitas, Melchor Venegas y Juan Bautista Ferrufino, quienes se establecen en Chequián, en la isla de Quinchao.
En 1650 el jesuita Diego de Rosales viaja a la zona de Epulafquen en Neuquén llegando al Nahuel Huapi enviado por el gobernador Antonio de Acuña y Cabrera para intentar pacificar a los puelches tras la expedición exclavista de Luis Ponce de León en 1649.
En 1656 el jesuita Nicolás Mascardi partió desde Castro recorriendo las islas Guaitecas, Palena y el golfo de Corcovado. En 1660 Jerónimo de Montemayor y Cosme Cisternas misionan a los chonos llegando a bordo de dalcas hasta el estrecho de Magallanes. En 1670 Mascardi funda la misión Nuestra Señora del Populo (luego llamada Nuestra Señora de los Poyas y posteriormente Nuestra Señora del Nahuelhuapi) en Puerto Venado de la Península de Huemul, plantando los primeros manzanos y recorre la cordillera hasta los 44° S. En 1671 exploró los lagos Munster y Colhué Huapi. En 1672 recorrió los ríos Limay y Negro llegando al Atlántico y luego siguió hasta el Cabo Vírgenes. Según Amunátegui, previamente a la fundación de la misión por Mascardi, frailes mercedarios habrían fundado misiones en el Nahuel Huapi procedentes de Osorno y Villarrica.
Las reales cédulas hablaron de la administración de la provincia de Nahuelhuapi por parte del reino de Chile.

confirmar la misión nombrada Nuestra Señora de la Asunción de indios puelches y poyas en la provincia de Nahuelhuapi del reino de Chile
Real cédula del 23 de febrero de 1713

En 1673 Mascardi fue asesinado por poyas en una nueva expedición. En 1689 el jesuita José Zúñiga mantiene por cuatro años una misión en Neuquén.
En 1703 el jesuita Phillip van der Meer (Felipe de la Laguna) restableció la misión del Nahuel Huapi, siendo asesinado en 1707, quedando la misión a cargo de Juan José Guillelmo. En 1713 la misión fue incendiada y Guillelmo fue reemplazado por Manuel de Hoyo hasta 1715.
Guillelmo descubrió el paso cordillerano Vuriloche en 1715 y en 1716 fue asesinado y un año después también asesinan a su reemplazante, el sacerdote chileno Francisco de Elguea (o Helguera), por lo que la misión fue abandonada.

### Misiones en Trapananda

Trapananda fue el nombre con los que los conquistadores hispanos denominaron al actual Aysén.

La región de Trapananda (actual Aysén) fue incorporada a los dominios del Gobierno de Chiloé siendo el área geográfica localizada entre medio del archipiélago de Chiloé y el estrecho de Magallanes, objetivo final a fortificar para el imperio español. Estos dominios abarcaban hasta el cabo de Hornos.
Entre el año 1557 y 1679 se efectuaron doce expediciones religiosas para explorar la región.
En las cartas antiguas la región de la Patagonia, entre los paralelos 48° y 50° Sur, aparecía ocupada casi exclusivamente por una gran isla denominada «Campana» separada del continente por el «canal de la nación Calén», nación que se supuso existió hasta el siglo XVIII entre los paralelos 48° y 49° de latitud sur.
El año 1741 ocurre el naufragio del barco británico HMS Wager en la zona del archipiélago Guayaneco. Tras el suceso España aumentó su interés en la región, aumentando las expediciones al istmo de Ofqui y mandando misioneros franciscanos y jesuitas quienes trasladaron a canoeros.
Entre los años 1762 y 1767 además del 1798 el jesuita J. Vicuña visitó la región. Juan Levien recibió un título de propiedad entre los paralelos 43° y 48° de latitud sur tras su ayuda a José de Moraleda.
En 1749 el rey Fernando VI de España ordenó la construcción del fuerte San Fernando de Tenquehuén en la península de Taitao, posteriormente desmantelado. Previamente el almirante inglés George Anson había promocionado la creación de un asentamiento de su país en la isla Inche.
En 1792 se realiza una expedición al mando de Francisco de Clemente y Miró junto a Luis Lasqueti a la isla Inche del archipiélago de Chonos.

## SigloXVIII

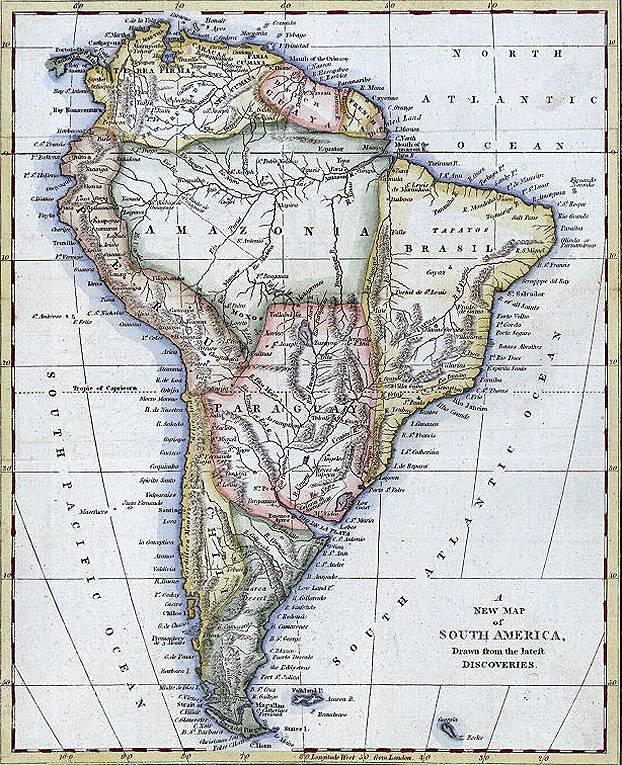
Mapa de c.1730. La Patagonia austral aparece fuera del dominio español.

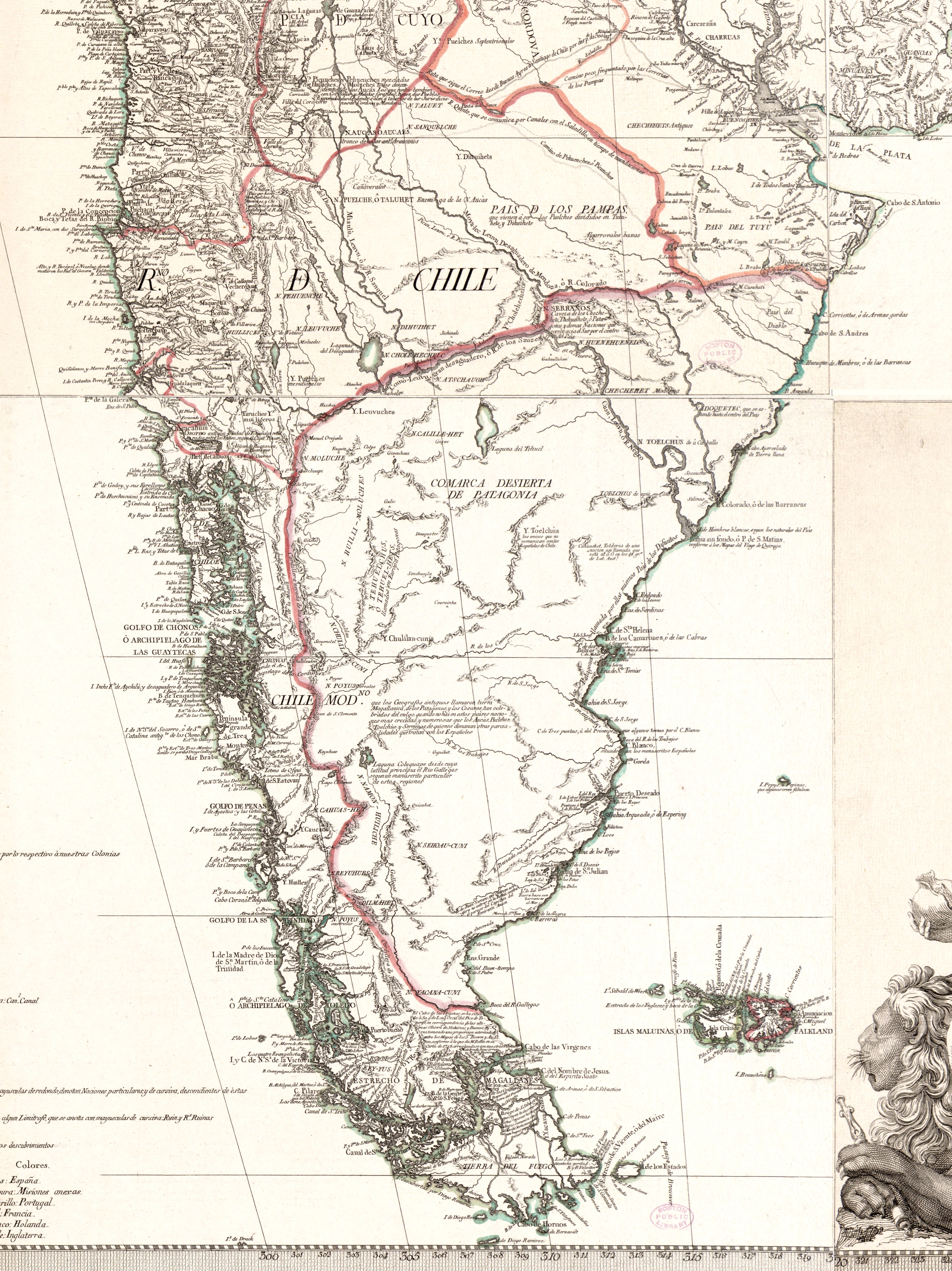
Mapa de Juan de la Cruz Cano y Olmedilla de 1775 mostrando la Patagonia con el nombre "Chile Moderno" en contraste con "Chile Antiguo".

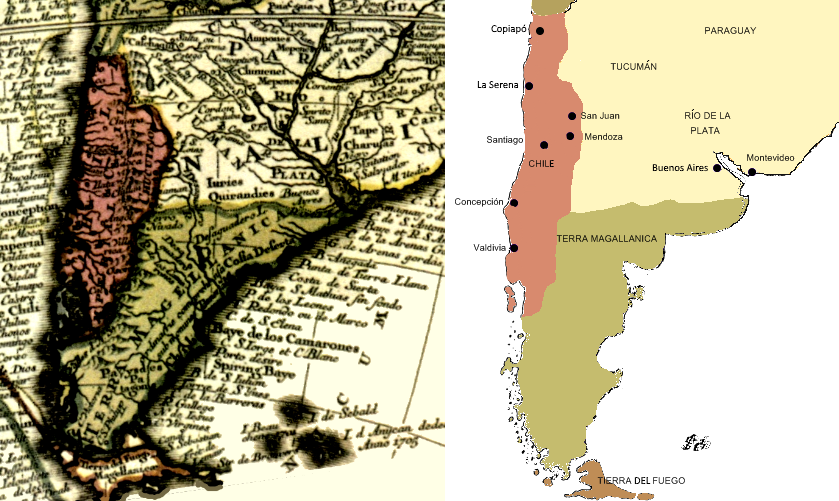
Mapa del comienzo del. Tierra del Fuego aparece separada de la Patagonia y la Patagonia oriental y parte de la occidental aparecen sin dominio específico.

En 1744 el Oficial Real de Santiago siguiendo órdenes del Consejo de Indias realizó una descripción del reino que detalló las Tierras Magallánicas o Chile Exterior dentro de su jurisdicción:

Se gradúa y cuenta todo este Reyno de Chile al presente desde el Cabo de Hornos que está en la altura de 56° hasta el Cerro de San Benito en la altura de 24° Sur á Norte en que está el despoblado que llaman del Perú [...] Incluye toda la Pampa hasta el Mar del Norte rematando en la Bahía sin Fondo o junto al Río de los Leones a los 44° de latitud, y declinando de este paraje para el Estrecho de Magallanes hasta el Cabo de Hornos por la playa del mapa que incluye esta relación hasta los 56° de latitud en que esta comprende, según ella y la cuenta que se ha hecho (1390) mil trescientas noventa leguas de circunferencia por todo el Reyno, que son las demarcaciones más puntuales, señas y deslindes más seguros que hemos podido adquirir, por personas prácticas avecindadas y la fé en cuyo conocimiento están sus moradores por razón de deslinde de Reyno, Provincias y sus tierras con quienes se comparten
Oficial Real de Santiago, 1744

El límite descrito corresponde con la extensión de cien leguas de ancho este-oeste que fue dada a la gobernación de Nueva Extremadura y provincias de Chile en el siglo XVI. Según Mateo Martinic, con cálculos hechos con datos proporcionados por geógrafos y pilotos de la época de la conquista, daría que la legua española es de más de 6 km actuales. Con el cálculo de las cien leguas desde el la costa del océano Pacífico daría como resultado que aproximadamente el límite llega al meridiano 65 oeste, en el golfo de San Matías, actual puerto de San Antonio Oeste.
Sin embargo, usando el cálculo de las cien leguas españolas de 17,5 al grado (1 legua de 17,5 al grado = 6,3505 kilómetros) desde la costa del océano Pacífico y a 41 grados de latitud sur (límite meridional del Reino de Chile fijado por el Virrey del Perú, Pedro de la Gasca), el límite oriental llega hasta los 66° 22' 56.93" de longitud oeste, a 102 kilómetros de la costa del Golfo San Matías.
Posteriormente, el Procurador General Joaquín de Villarreal envía al Rey Fernando VI un informe titulado “Informe hecho al Rey nuestro señor don Fernando el VI por don Joaquín de Villarreal, sobre contener y reducir a la debida obediencia los indios del Reino de Chile”, de fecha 22 de diciembre de 1752, solicitado por el monarca, en el cual se expresa la extensión territorial del Reino de Chile. Este informe fue aprobado por Real Cédula, del 8 de febrero de 1755, y se formó teniendo a la vista el mapa enviado por el presidente de Chile en 1739. Sobre el territorio del Reino de Chile, el informe dice:

Mándame Vuestra Majestad reconocer el expediente que se ha dignado remitirme, compuesto de varios documentos venidos del Reino de Chile, sobre las diligencias practicadas, […]. 1. El Reino de Chile, por lo que toca al presente asunto, es un territorio que, confinando por el norte con el Perú, al fin del despoblado de la Provincia de Atacama, por el sur con el mar de Chiloé, por el oriente con la cordillera nevada, y con el mar del sur por el poniente, tiene de largo Norte-Sur 340 leguas de 20 al grado. Su longitud Este-Oeste, o desde el mar a la cordillera, es irregular. Consta del expediente (1) ser de 36 leguas a los 27 grados de latitud, y de 45 leguas a los 37 grados (2). Y por los mapas generales se reconoce ser la misma, o mayor en lo restante del reino. Para arreglar esta diferencia, se divide el reino en dos partes, la que ocupan los españoles, y la que habitan los indios rebeldes. En la primera, que tiene Norte-Sur 240 leguas desde los 25 hasta los 37 grados, discurro que la distancia recta de mar a cordillera, no pasa de 30 leguas en los 27 grados, ni de 40 en los 37; y siendo 35 el medio proporcional entre 30 y 40, juzgo que la parte ocupada por los españoles tiene 240 leguas Norte-Sur y 35 de mar a cordillera, que forman la área de 8.400 leguas cuadradas. La segunda parte tiene 100 leguas de Norte-Sur, y 40 de mar a cordillera, como se ha visto; con que la área o superficie será de 4.000 leguas, y la de todo el reino de 12.400 de 20 al grado. De donde se ve ser aquel reino un tablón cuadrilongo de tierra, que tiene de largo 340 leguas encerradas entre el mar y la cordillera nevada, y de 35 a 40 leguas de ancho de mar a cordillera. Los españoles ocupan por la parte del norte las 240 leguas hasta el famoso río Bio-Bio, sin que puedan ser atacados de los indios por otro lado; porque no hay indios que temer por la parte del Perú, ni por el mar, ni por la cordillera nevada. Los indios ocupan lo restante hasta el mar de Chiloé, a excepción de la plaza de Arauco y presidio de Valdivia, situados en su terreno.

Notas:
 (1) Consta del testimonio de autos, que envía el Presidente en carta de 30 de marzo de 1746, que a los 30 grados en que se fundó el pueblo de San Francisco de la Selva, es de 36 leguas la distancia de mar a cordillera, según el informe del corregidor.
 (2) Consta del mapa y plano de los fueros que remite el Presidente en carta de 28 de abril de 1739.

### Los jesuitas en la Patagonia oriental y la Pampa
El Rey, por Real Cédula del 30 de diciembre de 1744, se dirige al Gobernador del Río de la Plata, Domingo Ortiz de Rozas, ordenándole que haga entrada en la tierra de los patagones para catequizar a los indios patagones, pampas, serranos y demás que habitan desde el Cabo San Antonio hasta el Estrecho de Magallanes, se funde una reducción o pueblo de indios a tres leguas del mar, elegir puerto para establecimiento futuro, se haga un reconocimiento de las costas patagónicas, enviar familias a las que se les reparta tierras y subsidios y se establezca un presidio de españoles para defensa de las nuevas poblaciones en el puerto que parezca más conveniente, que será el mejor y más cercano al Estrecho de Magallanes. La Real Cédula dice así:

El Rey. Don Domingo Ortiz de Rozas, Mariscal de campo de mis Reales Ejércitos, Gobernador y Capitán General de mi ciudad y Provincia de Buenos Aires, y Río de la Plata. Ya sabréis por documentos de vuestra gobernación, el anhelo con que los gloriosos Reyes mis Predecesores, han deseado que los indios Patagones, los Pampas y Serranos y demás que habitan el terreno de ese Cabo de San Antonio hasta la entrada del Estrecho de Magallanes sean ilustrados con la luz del Santo Evangelio, y que en cédula del año mil seiscientos ochenta y cuatro se mandó a este fin que a los misioneros jesuitas se les diese la escolta necesaria para hacer entrada a los indios Patagones que habitan aquellas costas y están más cercanos al Estrecho de Magallanes. Que con motivo de aprobar a vuestro antecesor las providencias dadas para fomento [...] he determinado que con misión separada se haga entrada en la tierra de los Patagones lo más cercano que sea posible al Estrecho de Magallanes, para que caminando ambas Misiones desde opuestos puertos a juntarse en ese mismo centro, pueda más fácilmente lograrse la iluminación de aquellos infelices indios, y habiendo hecho tratar el punto con el P. Juan Joseph Rico de la misma Compañía de Jesús, Procurador General de esa provincia, va encargado de que pasarán dos o tres misioneros de la misma Compañía en embarcaciones que se considere oportuna para aquellas costas, que reconociéndolas todas muy bien en el paraje que se hallase oportuno y más próximo que sea posible al Estrecho de Magallanes entrarán los misioneros con la escolta necesaria a hablar a los indios, [...] y que en el intermedio procurarán hacer una reducción o pueblo de los mismos indios a distancia de dos o tres leguas del mar, y puerto que se eligiere para establecimiento sucesivo. Y siendo esta empresa del mayor servicio de Dios y mío, [...] he concedido a don Francisco García Huydobro que que pueda llevar un Patache de cabida de 80 toneladas poco más o menos, al cargo de don Joseph de Villanueva de Pico, con las circunstancias que se expresarán en sus órdenes [...] y proveída la misma embarcación, e irla mandando don Joseph de Villanueva, y llevar en ella los Padres jesuitas, y soldados de escolta que se le destinasen, reconocer toda la costa desde el Cabo de San Antonio hasta la misma boca del Estrecho de Magallanes, y todos los puertos, ensenadas y caletas que haya en toda ella, y traer de todo puntual relación, y poner a los Padres en tierra y los soldados de su escolta [...]. Como mi Real ánimo es que para resguardo de las nuevas poblaciones, que espero de la piedad Divina, se formen en aquellas naciones, se ponga un presidio de Españoles en el Puerto que parezca más conveniente, que será el mejor y más cercano al Estrecho de Magallanes, sin embargo que en virtud de las noticias que reciba, aplicaré desde aquí todas las providencias convenientes, será muy de mi Real agrado que entre tanto apliquéis desde ahí algunas según os lo permita esa situación, como poner en él alguna tropa con la posible defensa, algunas familias a quien se les repartan tierras, subsidios y ventajas para que puedan formar un pueblo que de gentes pobres que no tengan ahí otro tanto, acaso las podréis conseguir, y se irán voluntarias a establecer donde se les dé medios para mantenerse. Y de todo cuanto más pueda conducir para este establecimiento, y sea sólido y permanente, y me daréis cuenta muy por menor, adelantando para su logro todo cuanto sea posible y conveniente, que así es mi voluntad. Dada en Buen Retiro a treinta de diciembre de mil setecientos y cuarenta y cuatro. YO, EL REY. Refrendado: Zenón de Sornodevilla.

Estas medidas no eran accidentales y transitorias, sino permanentes, como crear pueblos de indios, un presidio de españoles y se manden algunas familias a las cuales se repartan tierras y subsidios. El gobernador del Río de la Plata, debía auxiliarlos y enviar embarcaciones que periódicamente les llevasen lo necesario para su subsistencia. Eran actos de soberanía y jurisdicción, que el Rey encargaba al gobernador de dicho territorio.
La evangelización de la provincia de Nahuel Huapi, al oriente de los Andes, dependía de Chiloé. La real cédula del 23 de febrero de 1713 dice:

atendidos el atraso y la miseria que experimentaron y que experimentan los religiosos de la Misión nombrada Nuestra Señora de la Asunción de indios Puelches y Poyas que nuevamente se ha vuelto a establecer en la provincia de Nahuelhuapi del Reino de Chile, mando que en las Cajas de vuestro cargo que son en las que tengo mandado pagar el situado del dicho Reino de Chile, separéis en cada un año, así los cuatro mil ochocientos pesos que están asignados para los sínodos de las Misiones que antes estaban establecidas, como también lo que correspondiese al sínodo de la que nueva y últimamente se ha erigido y tengo confirmada de indios Puelches y Poyas en la Provincia de Nahuelhuapi en dicho Reino de Chile, previniéndonos, al mismo tiempo, que la suma de la cantidad que, por el expresado motivo, satisficiereis, las hayáis de desfalcar precisamente del todo del situado del referido Reino de Chile y la remitáis de menos a él.
Real cédula del 23 de febrero de 1713

Antonio Bermejo comentó respecto a las jurisdicciones eclesiásticas que "no coincidía muchas veces con las demarcaciones políticas en la organización administrativa de las antiguas colonias españolas […] Por consiguiente, el hecho de haber fundado una misión religiosa en tal o cual punto, en nada, afecta la soberanía que sobre él mismo podía haber ejercido otra autoridad".
En 1745 el gobernador del Río de la Plata, José Andonaegui, encomienda a los jesuitas José Cardiel, Matías Strobel y José Quiroga crear una reducción en la Patagonia. Entre diciembre de 1745 y enero de 1746 Cardiel y Quiroga partieron de Buenos Aires en un barco que iba al mando del capitán Joaquín Olivares y Centeno, alcanzando Puerto Deseado el 6 de enero de 1746, luego de realizar exploraciones continúan hasta el cabo Vírgenes, desde donde regresan hasta la bahía de San Julián en donde dejan una cruz con la inscripción Reinado de Philipe V. Año 1746. Al no encontrar tierras adecuadas, regresaron a Buenos Aires el 4 de abril de 1746.

### Expediciones francesas
En 1695 el francés M. de Gennes pasó el estrecho de Magallanes. Otra expedición francesa en 1698 al mando de Jacques Gouin de Beauchêne invernó en Puerto del Hambre al no poder pasar el estrecho en un intento de fundar colonias en el Pacífico. En 1701 descubrió la isla Beauchene. Otros franceses, Bisloré y De la Marre, en 1706 llegan a las Malvinas y dan nombre a Port Louis.
En 1713 M. Marcant llegó a la isla Clarence y da nombre al canal Bárbara.

### Creación del virreinato del Río de la Plata

Mapa oficial titulado “Carta esférica de la parte interior de la América Meridional para manifestar el camino que conduce desde Valparaíso a Buenos Ayres”, de 1810, realizado por la Dirección Hidrográfica de Madrid. En este mapa, que llega hasta los 38° de latitud sur, se observa que el límite entre el Virreinato del Río de la Plata y el Reino de Chile está en la cordillera de los Andes y el extremo norte de la tierra magallánica forma parte del Virreinato.

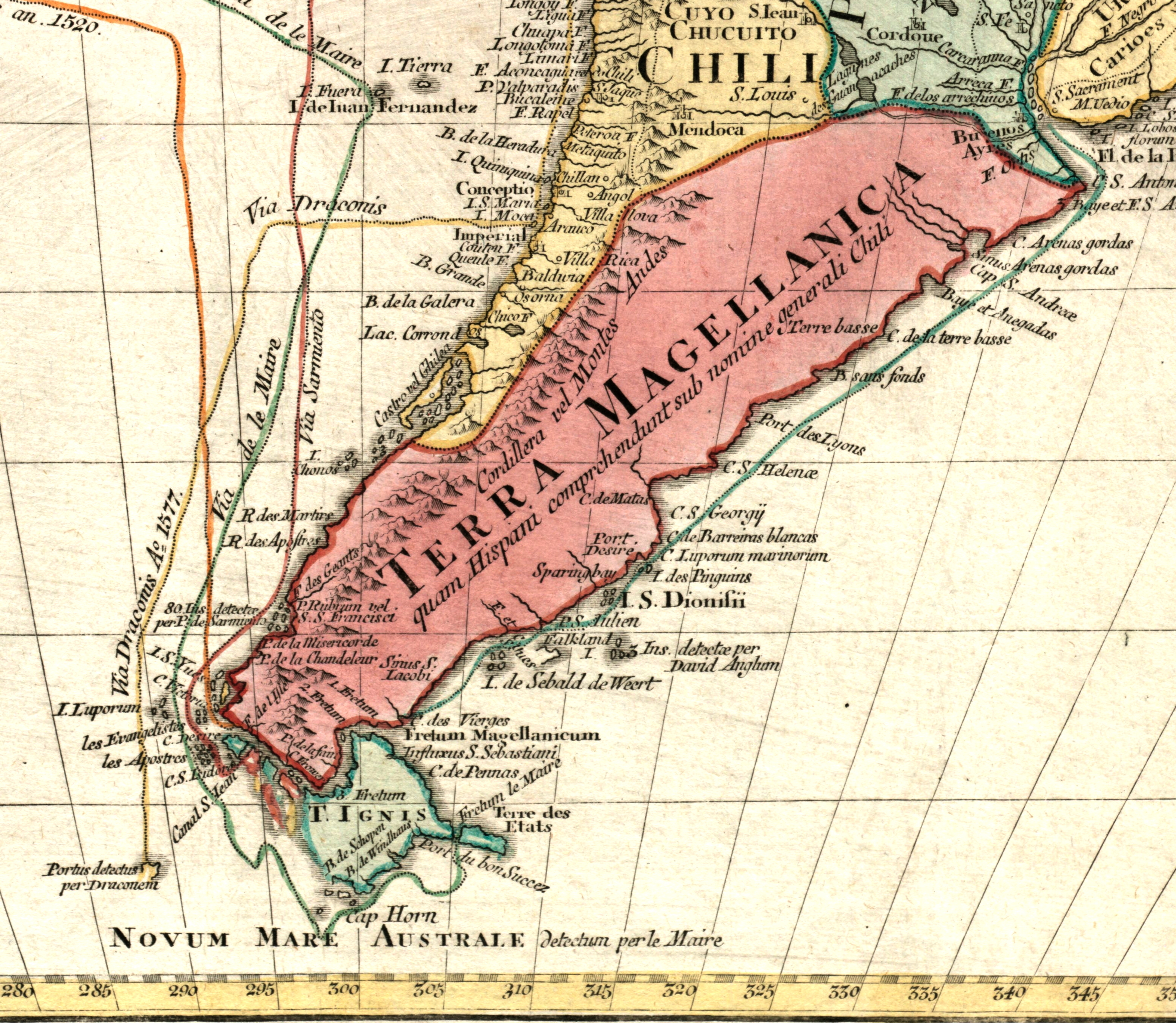
Mapa de 1772 de la "Terra Magellánica" con el subtítulo "que los españoles comprenden con el nombre general de Chile".

En 1768 el capitán general de Chile Ambrosio O'Higgins, elevó una carta dirigida al Consejo de Indias solicitando con urgencia que se le autorizase el poder fundar asentamientos en la costa patagónica atlántica para poder tomar posesión de la zona y evitar que naciones extranjeras como Gran Bretaña se adelantasen, textualmente "atendiendo a la defensa interior del Reino".
El año siguiente la carta fue presentada en una reunión extraordinaria del Consejo de Indias en Madrid en la que el fiscal general expresó: 

Don Ambrosio O'Higgins remite una presentación, su fecha en Santiago de Chile a 7 de julio de 1769, acompañada de unos apuntamientos sobre el estado actual de aquel Reino, misiones y poblaciones de la frontera, con reflexiones sobre la posibilidad y precisión de extenderlas tanto por la Costa Oriental y Occidental del Cabo de Hornos y Tierras Magallánicas, como también por las Pampas de Buenos Aires"
Consejo de Indias, 1769

 Además Ambrosio O'Higgins buscó la incorporación de los indios pampas, presentes en la Patagonia Oriental.
En 1775, el español Juan de la Cruz Cano y Olmedilla crea un mapa de Sudamérica de carácter oficial que, según la historiografía chilena, habría sido usado un año después para crear el virreinato de la Plata. Con la creación de esta nueva entidad, se transfiere la provincia de Cuyo (en específico el rey hace referencia a los territorios de las ciudades de Mendoza y San Juan) desde la Capitanía General de Chile. El límite sur de los territorios transferidos al naciente virreinato es el río Diamante, acorde con al acta de fundación de la ciudad de Mendoza y con el mapa de Cano y Olmedilla. 

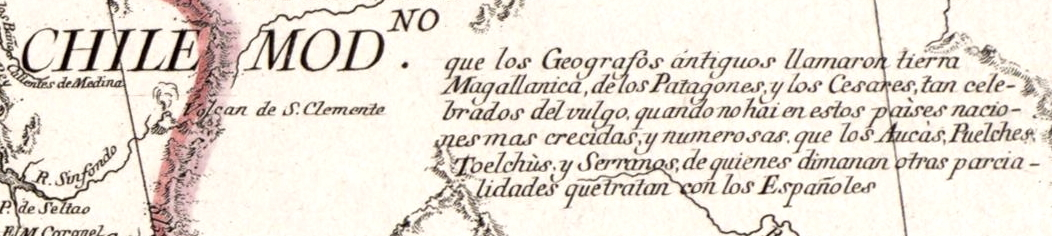
Extracto del mapa de Cano y Olmedilla de 1775, documento oficial del Imperio Español, el cual especifica que el nombre de "Chile Moderno" hace referencia a la Patagonia.

En el mapa se explicita el término "Chile Moderno" en la cordillera, además de apreciarse el nombre "Reino de Chile" inclusive en la parte oriental de los Andes. La Comarca desierta de la Patagonia limitaba con los dominios de Buenos Aires en el cabo Corrientes, un poco más al norte de la actual ciudad de Mar del Plata. Se describe que "Chile Moderno" hace referencia a "que los Geografos antiguos llamaron tierra Magallanica, de los Patagones y los Cesares tan celebrados del vulgo, quando no hai en estos paises naciones mas crecidas y numerosas que los Aucas Puelches Toelchus y Serranos de quienes dimanan otras parcialidades que tratan con los Españoles" haciendo referencia a la equivalencia del término con el de Tierra Magalánica como en otros mapas de antiguos. El 7 de abril de 1776 mediante una real orden el rey dispone que se le de a Cano y Olmedilla una gratificación en dinero "en atención a la diligencia y acierto con que ha compuesto y grabado el Mapa de América
Meridional". El 23 de febrero de 1802 mediante una Real Orden se autoriza el reparto de ejemplares del mapa en los ministerios y el consejo de Indias.
En 1781, el Rey Carlos III designa a Juan Francisco Aguirre como Comisario de demarcaciones para dirigir la cuarta partida demarcadora de límites entre las posesiones hispano-lusitanas en el Río de la Plata. Como consecuencia de su trabajo en la demarcación de límites, Aguirre escribió la obra titulada “Diario del Capitán de Fragata de la Real Armada don Juan Francisco Aguirre en la demarcación de límites de España y Portugal en la América Meridional”, de 1793, y en el Tomo 1°, Libro 3°, Capítulo 4° “Trátase del Virreynato de Buenos Aires”, dice:

[...]. El Virreynato de Buenos Aires, aunque no tiene de creación sino unos pocos años, yo considero es en el día el mayor de la América, por la cantidad de terrenos que abraza, inclusos los poblados de gentiles. Tomado así en grande, por la parte del Brasil, es su frontera la línea divisoria, desde el mar hasta el Perú, cubiertos los pueblos de Chiquitos (pues desde estos al N. lo restante de la línea referida es frontera de Lima y Santa Fe) del Perú abraza toda la jurisdicción de la Real Audiencia de Charcas que va a dar hasta con el mar del sur, haciendo fronteras con los reinos de Lima y Chile. Vuelve después hacia el sur salvando siempre este último Reino por lo más oriental de sus cordilleras, hasta el cabo de Hornos desde donde vuelve al N. por la costa del Océano, incluyendo todos los terrenos de Magallanes y Patagones. [...].

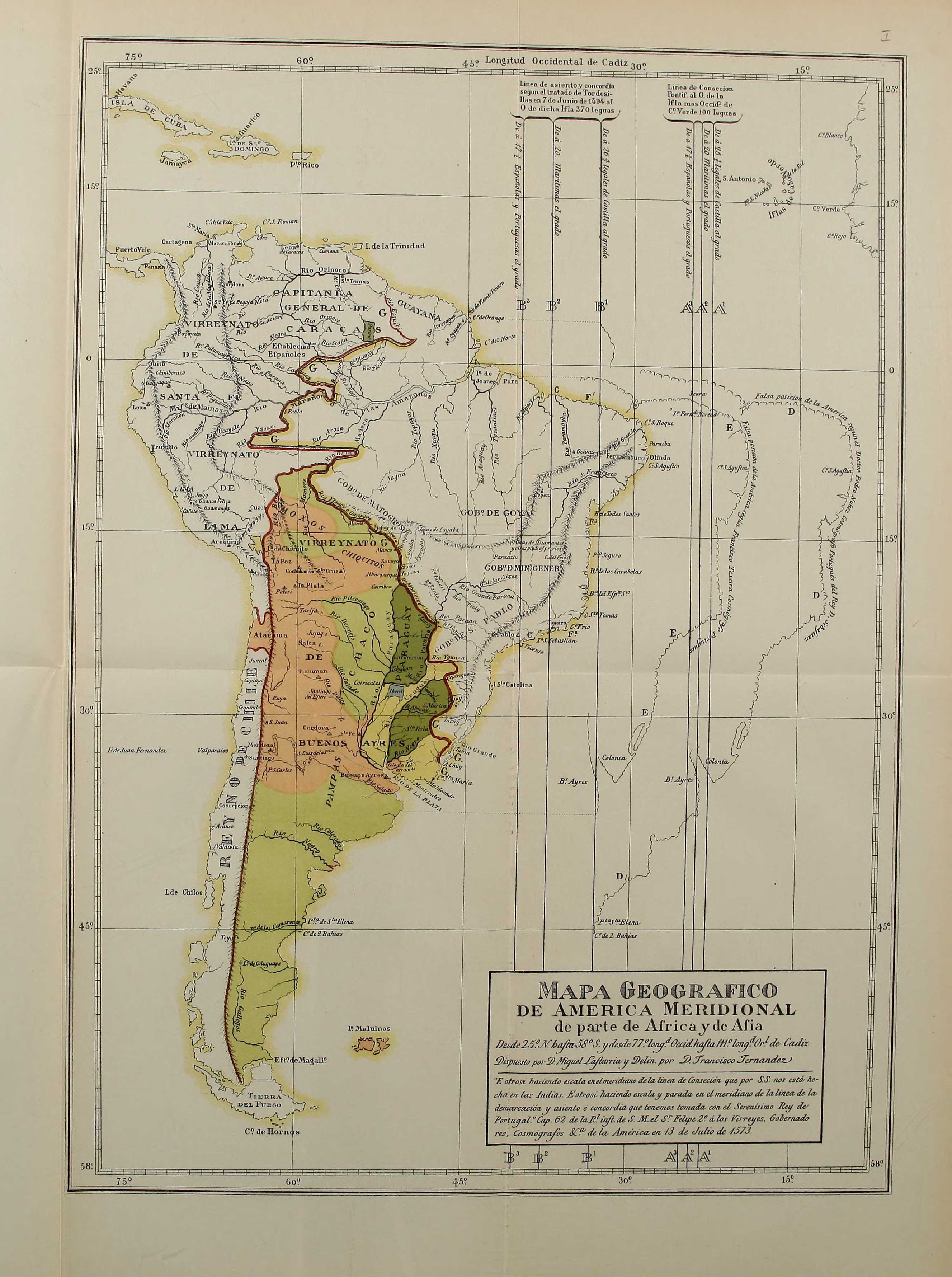
Mapa del Virreinato del Río de la Plata realizado por Miguel de Lastarria en 1804.

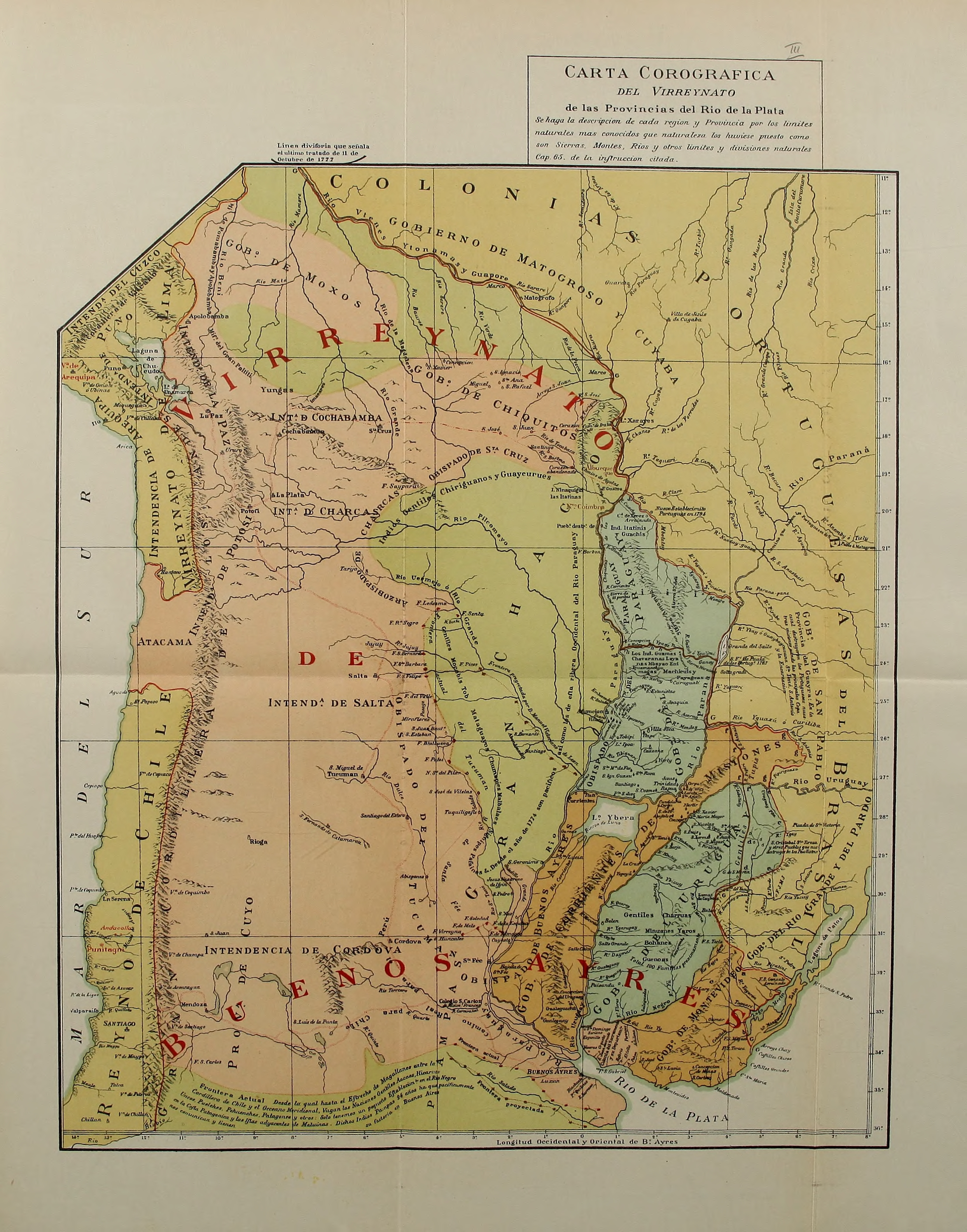
Mapa de la parte septentrional del Virreinato del Río de la Plata, realizado por Miguel de Lastarria en 1804, en cuya parte inferior se puede observar la frontera indígena interna (no política) del Virreinato.

En 1788, el Rey Carlos III autoriza a Alejandro Malaspina a realizar un viaje de carácter científico y político por las colonias españolas en el mundo. La expedición zarpó de Cádiz el 30 de julio de 1789. La expedición de Malaspina se valió de tres cuestionarios oficiales para su uso en el Virreinato del Río de la Plata. El tercer cuestionario lleva por título Respuestas a las preguntas del señor don Alejandro Malaspina concernientes a la situación de las Provincias del Río de la Plata y contiene cuatro preguntas con sus respectivas respuestas y dice así:

Primera. Límites y división del Gobierno de Buenos Aires antes que se le uniesen las Provincias del Perú.
 Aunque en lo antiguo todas las Provincias del Río de la Plata hacían un solo gobierno dilatadísimo, como que se extendía desde el Estrecho de Magallanes hasta los confines del Perú, se cree que esta respuesta debe ceñirse al estado de este gobierno antes de la erección del Virreinato, y bajo este supuesto es necesario contemplarle bajo de dos aspectos, a saber, como gobierno político, o como capitanía general.
 El gobierno político solo comprendía lo que hoy se llama Provincia de Buenos Aires, esto es en lo material desde el Estrecho de Magallanes hasta el Río Paraguay con todas las tierras que se hallan al este de la célebre Cordillera de los Andes, término del Reino de Chile por esta parte y siguiendo la costa para arriba hasta el Cabo de Santa María; pero esta posesión se retenía con solo el ánimo por cuanto solo se extendía la población desde la embocadura del Río de la Plata hasta el Río Paraguay, en cuya extensión se situaban a la banda del norte de dicho río los puertos de Maldonado, y pueblo de Maldonado chico, Montevideo puerto, ciudad, y plaza de armas, Santo Domingo Soriano pueblo de indios, la Colonia ciudad, que fue de portugueses, y el Puerto de las Vívoras, que sirven para el trajín de barcos del río, y más adentro de la costa las fortalezas de Santa Teresa, y Santa Tecla fronterizas al Brasil, como lo están también en lo interior los pueblos de indios del Uruguay.
 De esta banda del sur se halla lo primero el antiguo Puerto de la Ensenada de Barragán ya inutilizado por no frecuentarse, y más adentro a 12 leguas de distancia la Capital de Buenos Aires, puerto libre, ciudad capital de el Virreinato, y plaza de armas, y siguiendo por el Río de la Plata al del Paraguay la ciudad de Santa Fe, y últimamente la de las siete Corrientes sobre el Paraguay, que con las villas de Luján, San Nicolás, y algunos pagos hacen toda la población de esta extendida provincia.
 Considerada como capitanía general comprendía las otras dos provincias del Paraguay, y Tucumán. La capital del Paraguay es la Asunción, ciudad, y obispado, y comprende su jurisdicción a las villas Rica, Real, y Curuguaty con parte de los Pueblos de Misiones, y el Tucumán estaba poblado por las ciudades de Córdoba, Santiago del Estero, San Miguel del Tucumán, Salta, Rioja, Catamarca, y Jujuy, casi todas las cuales hacen vía recta para la Villa de Potosí, centro de las riquezas, y ellas con los pagos fortines, y haciendas de sus jurisdicciones respectivas cubren un camino de 400 leguas desde esta Capital a Jujuy, como las anteriores forman otro camino de 500 leguas hasta el Paraguay. Estas tres Provincias se han apellidado las Provincias del Río de la Plata, por cuanto viniendo desde los Montes de Potosí el Río Pilcomayo, a desembocar en el Paraguay, y éste en el de la Plata se contemplan todas tres como hijas de una misma madre, mirándose en el concepto de los poetas como las tres gracias americanas, conocidas por las Ninfas Argentinas.
 
Segunda: Límites, y extensión que tiene en el día, y división de sus partidos o intendencias.
 En el día se han extendido los límites de esta capitanía general a todo lo que comprende el Virreinato, cuya periferia puede señalarse desde el istmo del Tuy, formado antes del Río Grande entre la famosa laguna Mini y el Mar, bajando la costa para el sur hasta el Estrecho de Mayre, subiendo desde allí por la cordillera de Chile que divide la América meridional norte-sur hasta los 25 grados sur o acaso más arriba, o hasta menos altura, y desde allí hasta tocar con la línea de demarcación ajustada por los Reyes Católicos, y Fidelísimo. Este Virreinato está dividido en nueve provincias, que hacen otras tantas intendencias, a más de cuatro gobiernos. Las intendencias son Buenos Aires, Paraguay, Cuyo, Tucumán, Cochabamba, Plata, Potosí, Paz, y Puno. Los gobiernos militares son Montevideo, Misiones, Moxos, y Chiquitos.
 
Tercera: Su colocación respectiva.
 A la entrada del Río de la Plata sobre los 36 grados de latitud austral, se sitúa desde luego el Gobierno de Montevideo, a quien se consideran las tierras, que hay entre dicho río, y la Laguna Mini por cuyas orillas corre la línea de división con el Brasil, y desde la costa hasta la jurisdicción de las Misiones de Indios Guaranís. Fronteriza al primer Gobierno está la Intendencia de Buenos Aires, cuya capital es la ciudad del mismo nombre donde residen el Virrey, Obispo, Real Audiencia, Tribunal de Cuentas, y Tesorería General de Hacienda a más de la Dirección de Tabacos, y Aduana principal de esta América, dividiendo el Río de la Plata dichos Gobierno e Intendencia. El Gobierno de Misiones linda con la Intendencia del Paraguay por el poniente, y por levante con la Provincia de las Minas de San Pablo de los portugueses, provincia originaria de bandidos, conocidos antiguamente con el nombre de Mamelucos. La Intendencia del Paraguay está al norte de la de Buenos Aires, y su capital es la Asunción con toda la jurisdicción de su obispado. Al poniente de la misma Intendencia está la de Cuyo: su capital Córdoba, y sus pueblos San Luis, San Juan, Mendoza, y Rioja, que son todo su obispado. Al noroeste de Buenos Aires, en el camino del Perú está la Intendencia, y Obispado del Tucumán: su Capital Salta, y sus pueblos Santiago del Estero, Tucumán, Catamarca, y Jujuy. Síguese la Intendencia de Potosí a que está anexa la Superintendencia de la Casa de Moneda que allí reside, y jurisdicciones de las provincias de Chayanta, Atacama, Lipes, Chichas, y Tarija. Inmediata está la Intendencia de la Plata: su capital la ciudad del mismo nombre donde reside una Real Audiencia y el Arzobispado Metropolitano de todos los obispados de este Virreinato: en lo interior del Perú quedan las intendencias de la Paz, y Puno, y los gobiernos de Moxos, y Chiquitos fronterizos a las posesiones portuguesas de Matogroso. La Intendencia de Cochabamba por la parte de la ciudad de Santa Cruz de la Sierra, parece que debe lindar con la del Paraguay dividiéndolas el Gran Chaco, o una extensión de terrenos ocupados por bosques inmensos, que sirven de abrigo a muchas naciones bárbaras.
 
Cuarta: I) Extensión y límites de la Intendencia de Buenos Aires. II) Número de sus habitantes con distinción de pueblos y castas. III) Su clima, y calidad del terreno. IV) Sus producciones, y ganados de toda especie. V) Su comercio interior, y con la Metrópoli. VI) El estado de aumento o disminución, en que hoy se hallan los ramos que lo forman.
 I) Quedan suficientemente indicadas la extensión, y límites de la Intendencia de Buenos Aires.
 II) […]. III) […]. IV) […]. V) […]. VI) […].

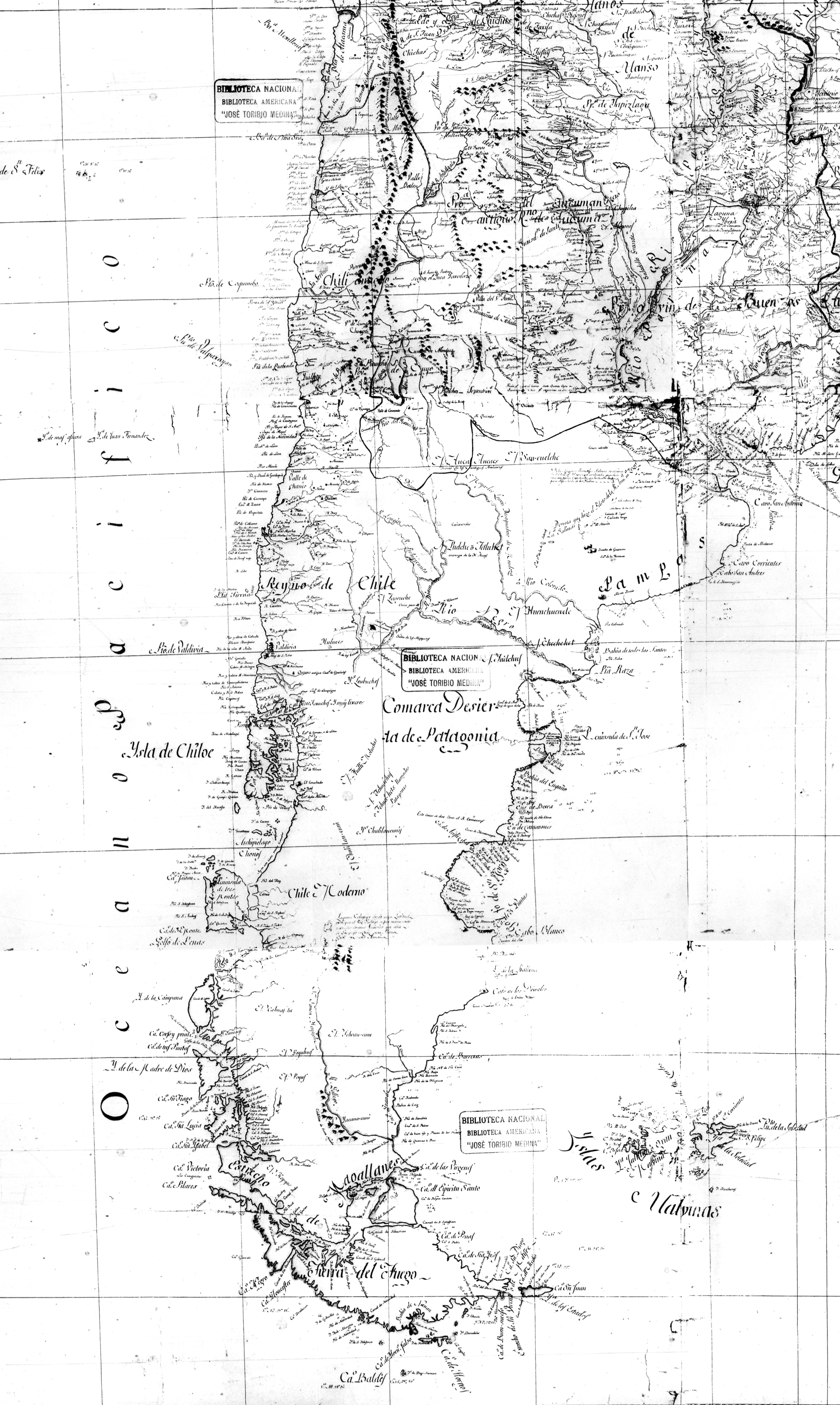
Reino de Chile en el mapa de Agustín Ibáñez y Bojons de 1800, se aprecia una frontera similar a la del mapa de Olmedilla de 1775 en la costa atlántica, cerca del paralelo 36° sur.

En 1800 el teniente coronel del ejército español y capitán primero del cuerpo de Ingenieros, Agustín Ibáñez y Bojons realiza un mapa de la América del Sur en el cual muestra límites similares al mapa de Cano y Olmedilla de 1775, con la diferencia que el límite atlántico del reino de Chile se acerca al paralelo 36° sur en vez del 38° sur, además en su descripción reproducida en el libro Monumenta Chartographica Indiana de 1942, realizado por Julio Guillén Tato para el Ministerio de Asuntos Exteriores de España, se menciona que contiene los "límites del Virreinato de Buenos Aires", además que en el mapa mismo se indica "Fronteras de Buenos Ayres":

Al SE cartela circular con explicación, clave y notas. [...] segun se conbino para el mejor desempeño de los reconocimientos de mar y Tierra que practicó el constructor del mapa en el año de 1800 de Orden de la Superioridad. Es Copia. Contiene los límites del Virreinato de Buenos Aires, de donde seguramente procede, y leyenda en un lugar sobre los de España y Portugal, como ésta: Desde el Puerto de Maldonado hasta el Rio Grande de San Pedro fué levantado por los Geografos de la demarcacion de Límites entre las dos Coronas de España y Portugal que dio principio en el Arroyo de Chuy el Año 1780. Comprende desde el Ecuador hasta los 57°S desde los 23°30E a 24°30W de Buenos Aires. En la misma Real Sociedad Geográfica de Madrid existía otro mapa que, aunque sin tanta finura de lavado, era seguramente el original; estaba firmado por Ibañez y era idéntico en tamaño y en todo. También poseía esta Real Sociedad el mapa de Millau, de la América del Sur (17..), citado por Fernández Duro Disquisiciones Nair. y que sirvió, en gran parte, a Cruz Cano para formar el suyo que hemos descrito más arriba.

El mapa fue enviado al Secretario de Estado José de Urruña por Martínez de Cáceres en 1802 y el propio Ibáñez lo envió en 1804 al Gobierno español con un plan de operaciones para recuperar algunos territorios ocupados por los portugueses.

### Creación de asentamientos españoles en la costa atlántica

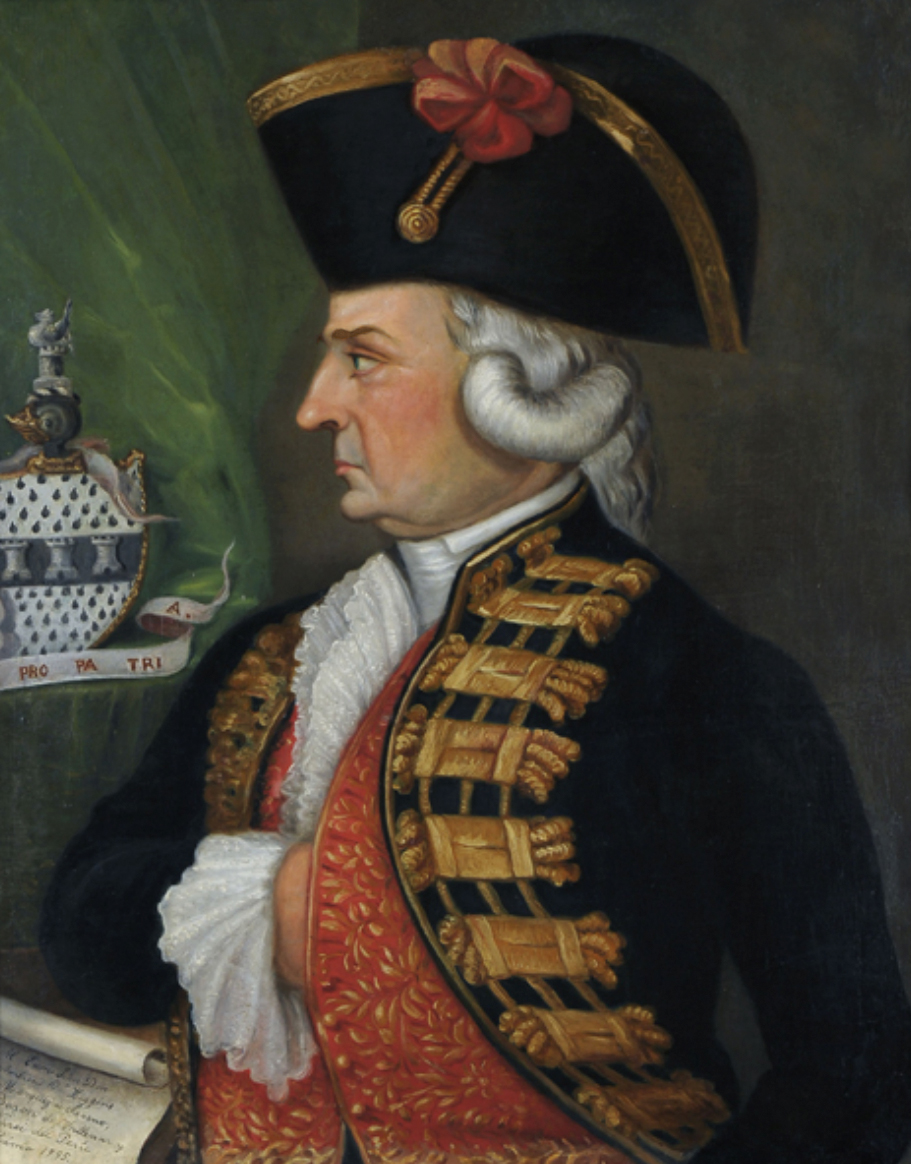
El rey acata las recomendaciones del Gobernador del Reino de Chile y posterior Virrey del Perú, Ambrosio O'Higgins de poblar la Patagonia Oriental ante la amenaza de otras naciones europeas de aprovechar la ausencia del Imperio español en la zona.

Las exploraciones británicas en las islas del Atlántico sur así como sus presiones para romper el monopolio español, más la expansión portuguesa en el estuario del Plata, determinaron que la Corona española creara el Virreinato del Río de la Plata el 1 de agosto de 1776, y en 1798 terminara la dependencia de la Capitanía General de Chile con respecto a Lima. 

Para detener la amenaza británica en este periodo el rey encargó a los virreyes de Buenos Aires, a partir de 1778, la fundación cuatro establecimientos: Carmen de Patagones, en 1779, Fuerte de San José de la Candelaria (Península de Valdés), Puerto Deseado y la colonia de Floridablanca (1780) en la bahía de San Julián y, según la historiografía chilena, disponiendo que los mismos dependieran accidentalmente del virreinato por temas de proximidad, sin que esto alterara la jurisdicción política del litoral patagónico atlántico. Lo que, según Mateo Martinic, estaría explicitado como parte del reino de Chile en las Instrucciones del 8 de junio de 1778 firmada por el ministro Gálvez. Según la historiografía argentina, los establecimientos dependían permanentemente del Virreinato por estar dentro de su jurisdicción.

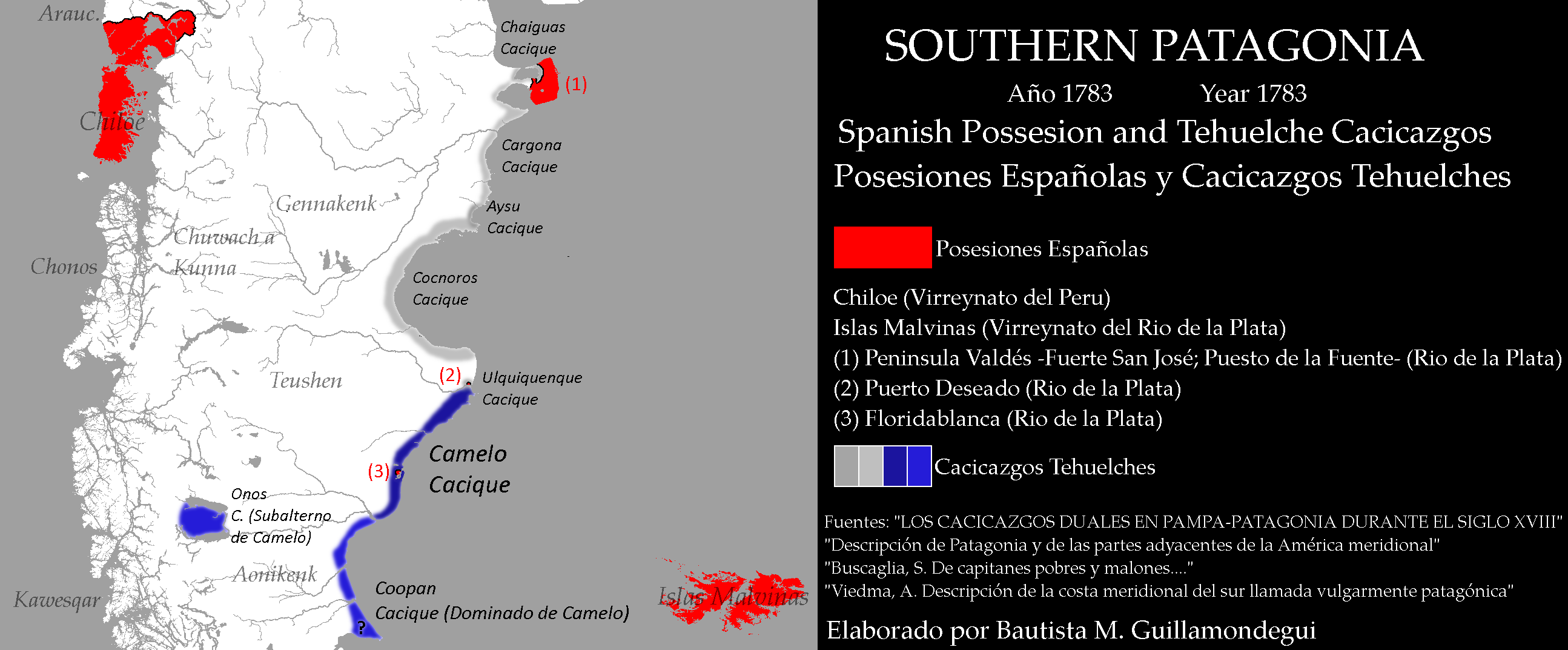
Mapa de la Patagonia en el Año 1783

En las Instrucciones para establecer fuertes y poblaciones en la costa que corre desde el Río de la Plata hasta el Estrecho de Magallanes, que llevan por título “Apuntes y advertencias para las instrucciones que se deben formar en Buenos Aires por el Virrey de aquellas provincias con acuerdo del Intendente de Ejército y Real Hacienda de ellas, a los sujetos destinados por Su Majestad para establecer poblaciones y fuertes provisionales en la Bahía Sin fondo, la de San Julián, u otros parajes de la costa oriental llamada Patagonia que corre desde el Río de la Plata hasta el Estrecho de Magallanes”, del 8 de junio de 1778, firmada por el ministro Universal de Indias, José de Gálvez y que acompañaban a la Real Orden del 24 de marzo de 1778, se expresa que:

[...] Son dos los parajes principales a que debemos dirigir la atención, para ocuparlos desde luego con algunos establecimientos que sucesivamente se vayan perfeccionando, y que sirvan de escalas para otros. El primero es la Bahía Sin Fondo, o Punta de San Matías, en que desagua el Río Negro, que se interna por cerca de trescientas leguas al reino de Chile, y esta circunstancia hace más precisa su ocupación, y que se erija allí un fuerte provisional. Y el segundo, la Bahía de San Julián, u otro paraje de los situados más al sud, y con mayor inmediación al Estrecho de Magallanes, si aquella bahía no ofrece proporciones, como aseguran algunos, que dicen haberla reconocido: para que en ella, o en su inmediato terreno, se establezca una población capaz de subsistir por sí misma a beneficio del tiempo, y de servir de escala o apoyo para otras más avanzadas que se deben erigir después. [...] Para que se efectúen los dos establecimientos con la posible brevedad, y se aseguren sus progresos en lo venidero, [...] el Gobierno de Buenos Aires deberá nombrar las demás personas que se necesitan al intento, y proveer de embarcaciones pequeñas en que puedan hacerse los reconocimientos que son indispensables, a fin de escoger los sitios más a propósito para la erección de poblaciones. [...]; y se tomarán en Buenos Aires las medidas correspondientes para socorrer los nuevos establecimientos en tiempos oportunos, y evitar que se malogren por falta de subsistencia. [...] Formado así el establecimiento, se dará aviso al Virrey para que disponga el envió de algunas familias, con los víveres y útiles precisos a su subsistencia y ocupación; cuidando que los nuevos pobladores sean casados y de buenas inclinaciones, y que con ellos se destinen sacerdotes que les administren los sacramentos, profesores de medicina o cirugía para su curación, y los precisos artesanos con las herramientas respectivas a cada oficio, y listas individuales de todos los utensilios. [...] que el Comisionado de Bahía Sin Fondo hará practicar los más exactos reconocimientos del país inmediato, y procurando sacar de ellos todo el provecho posible para la solidez y aumento de aquel establecimiento, extendiendo sus exploraciones a los terrenos internos, procurará dirigirlas por mar, como a primer objeto, hacia la boca del Río Colorado, a las Barrancas, que se interna también hacia el Reino de Chile, y se halla situado como a veinte leguas al Norte del Río Negro, que forma el puerto de la Bahía Sin Fondo. [...] Y el Comisionado de San Julián, o de otro paraje donde se verifique este segundo establecimiento, cuidará también de hacer reconocimientos en el país interno, y en la costa que corre hasta el Estrecho de Magallanes, informando con individualidad de los parajes adonde conceptúe que se deben erigir nuevas poblaciones en lo venidero, para evitar que, ocupados por otra nación, se aventure la seguridad de aquellos dominios, y nuestra libre navegación en sus manos. Las noticias circunstanciadas que vayan comunicando los Comisionados y Comandantes de la Bahía Sin Fondo y de San Julián, de sus fuertes subalternos, al Gobierno de Buenos Aires, prestarán luces y conocimientos para tomar en lo sucesivo las medidas convenientes, a fin de conseguir la idea que Su Majestad se ha propuesto, de asegurar la pura posesión de aquellos dominios, y de precaver los designios peligrosos del Ministerio Británico, [...]. Y respecto de que las demás prevenciones que deban hacerse a los Comisionados, se dictarán con mayor conocimiento y acierto por el Virrey de Buenos Aires, cuya pericia militar y celo auxiliados por la actividad del Intendente de aquellas Provincias, proporcionarán cuanto necesite esta importante expedición, deja el Rey al cuidado de aquellos Jefes que tomen todas las medidas que regularen precisas al completo logro de ella, fiando del verdadero amor que profesan a su real servicio, y de las grandes obligaciones en que les constituyen sus empleos, que no perdonarán diligencia, trabajo, ni fatiga que pueda facilitar el buen éxito que Su Majestad desea. Firmado: José de Gálvez.
Aranjuez, 8 de junio de 1778

El ministro de Relaciones Exteriores de Chile, Adolfo Ibáñez, en su nota del 28 de enero de 1874, dirigida al Ministro Plenipotenciario de la República Argentina en Chile, Félix Frías, manifestó que el territorio por donde corren los ríos mencionados en los apuntes y advertencias del ministro José de Gálvez era chileno. El ministro Félix Frías, en su nota del 17 de febrero de 1874, en respuesta dirigida al ministro Adolfo Ibáñez, dijo sobre el Río Negro y Río Colorado que:

Así, pues, Señor Ministro, la frase relativa a los ríos que se internan en el Reino de Chile, significa evidentemente que pasan al lado occidental de la cordillera, en el que uno y otro, según Falkner, tenían su origen. De manera que el ministro español, lejos de afirmar que esos ríos fueran chilenos, que fuera chileno el territorio que recorrían, lo que indicaba es que atravesaban los Andes, línea divisoria de las dos colonias. [...] La acepción misma del verbo internarse muestra el error en que ha caído V. E.; pues aplicada al curso de los ríos significa esa palabra pasar de un territorio a otro. Así cuando se dice que un río se interna en un bosque o en una montaña, no se quiere expresar que sólo recorre el bosque o la montaña, sino que viene de otra parte. Si, pues, los ríos Negro y Colorado, se internaban en el Reino de Chile, claro es que venían de otra parte, de otro territorio que no era el de Chile: es decir, del argentino.

En cumplimiento de la Real Orden, del 24 de marzo de 1778, y de las Instrucciones dadas por el ministro José de Gálvez, del 8 de junio de 1778, se llevó a cabo la toma de posesión del Puerto de San Julián, cuya acta dice:

En la costa de la América Meridional del Sur llamada Patagonia, a primero de abril del año de mil setecientos ochenta; Yo, don Juan Vicente Falcón, contador y tesorero interino de los nuevos establecimientos de esta costa, por disposición del Excmo. Señor Virrey de las Provincias del Río de la Plata, a cuya jurisdicción pertenece; certifico, y doy fe que ante mí y testigos infrascriptos se desembarcó en el puerto que se nombra de San Julián y está a los cuarenta y nueve grados veinte minutos latitud Sur. […].

De la misma forma se expresan las actas de toma de posesión de Puerto Santa Elena, Puerto San Gregorio y Puerto Deseado.
Con el objetivo de dirigir los nuevos asentamientos y de no alterar esta jurisdicción, el soberano creó un nuevo empleo, el de Comisario-Superintendente, por lo que estas colonias formaron la "Superintendencia de los Establecimientos Patagónicos", reservándose para sí mismo la facultad de nombrarlos y no a los virreyes, siendo posteriormente abandonadas las dos últimas, pero con la obligación del virrey de Buenos Aires de reconocerlas anualmente, subsistiendo el Fuerte de San José hasta el 7 de agosto de 1810, fecha en que fue destruido por los tehuelches y Carmen de Patagones sin interrupciones hasta la actualidad.
En el Título de Comisario Superintendente de la Bahía Sin Fondo y San Julián a favor de Juan de la Piedra, mediante Real Cédula del 14 de mayo de 1778, el Rey expresamente dispone que:

Con el importante fin de hacer la pesca de la ballena en la costa de la América Meridional, impedir que otras naciones consigan este beneficio y así mismo que quede resguardada de cualquier tentativa que en lo sucesivo pueda intentarse contra el dominio que me pertenece de aquellos países; he tenido por conveniente se establezcan en las Bahías Sin Fondo y de San Julián, comprendidas en la referida costa del nuevo Virreinato de Buenos Aires, y en los demás parajes que en lo sucesivo sean adaptables y se determinen, […]. En su consecuencia, […] concurriendo estas circunstancias en vos Don Juan de la Piedra, Ministro que habéis sido de mi Real Hacienda en las Islas Malvinas, he venido en elejiros para que desempeñéis este encargo, con el carácter y denominación de Comisario Superintendente de las citadas nuevas poblaciones y establecimientos, […]. Y así mando al Virrey Gobernador y Capitán General del nuevo Virreinato de Buenos Aires e igualmente al Intendente de Ejército y Real Hacienda que recibiendo de vos aquel, el juramento en la forma acostumbrada os hagan reconocer ambos superiores por tal Comisario Superintendente de las mencionadas poblaciones, […]. Y de este título firmado de mi Real mano, sellado con mi sello secreto y refrendado de mi Secretario de Estado y del Despacho Universal de Indias se tomará razón en los oficios de mi Real Hacienda de Buenos Aires a que corresponda. Dado en Aranjuez, a catorce de Mayo de mil setecientos y setenta y ocho. YO, EL REY. Refrendado: José de Gálvez – Título de Comisario Superintendente de las nuevas poblaciones de Bahía Sin Fondo y de San Julián en la Costa de la América Meridional para Don Juan de la Piedra. Cúmplase lo que su Majestad manda. Buenos Aires, 5 de Octubre de 1778. Juan José de Vértiz.

De igual modo se expresan los demás Títulos de Comisario Superintendente, expresándose en cada uno de estos títulos que dichas costas patagónicas pertenecen a la jurisdicción del Virreinato de Buenos Aires. Como surgen de los títulos de Comisario Superintendente de los establecimientos patagónicos, dichos Comisarios tenían como autoridades superiores al Virrey del Río de la Plata y al Intendente de Ejército y Real Hacienda, de quienes dependían. Después, mediante Real Cédula, de fecha 5 de agosto de 1783, se modifica la Ordenanza de Intendentes de 1782 y se elimina el dualismo de los dos jefes superiores (Virrey y Superintendente General de Hacienda) y, en lo sucesivo, solamente hubo un jefe superior (el Virrey), en cuya persona se reconcentraba el gobierno, tal como lo había ejercido el Virrey Pedro de Cevallos. Los dos jefes superiores solo duraron el tiempo en que Juan José de Vértiz fue Virrey y Manuel Ignacio Fernández, Superintendente; pero al nombrarse a Francisco de Paula Sanz, como Intendente General de la Provincia de Buenos Aires, ya queda éste como subordinado al Virrey, porque se estableció que sólo hubiera un jefe superior.
El 20 de diciembre de 1783 se celebró el parlamento en Lonquilmo, presidido por Ambrosio O'Higgins en representación de Ambrosio de Benavides Medina. En este se incorporan al cuatro butalmapu los indígenas del oriente de los Andes, consiguiendo su lealtad al monarca y la vigilancia de las tierras magallánicas a través de los capitanes generales de Chile y del comandante general del ejército de la frontera araucana. El acuerdo relata: 

3.° Que serán en adelante también comprendidos en este mismo butalmapu los puelches y indios pampas que poseen los países de la parte septentrional del reino desde Malalguí y fronteras de Mendoza hasta el Mamilmapu situado en las pampas de Buenos Aires, los que formando un cuerpo y parcialidad con nuestros puelches y pehuenches de Maulé, Chillán y Antuco serán intimados a nombre del Rey Nuestro Señor a someterse en común con los demás indios a los actuales términos de la paz general, asegurados de la protección real siempre que desistan de las perniciosas correrías y hostilidades ejecutadas continuamente con los españoles de la jurisdicción de Buenos Aires (...) 18.° Que han de confesar y reconocer por su Rey y Señor Natural a nuestro católico monarca Carlos III, que Dios guarde; que han de ser fieles y obedecer sin faltar jamás en cosa alguna a las órdenes que de parte de S. M. les fueren comunicadas por los señores capitanes generales y comandante general de la frontera... Asimismo se les encarga de parte de S. M. a los caciques fieles de los expresados butalmapu y a los indios de clase común, si hay en la actualidad hacia las Tierras Magallánicas alguna colonia o establecimiento de gente extraña y que den cuenta de lo que supieren para la
inteligencia de la capitanía general de Chile

El convenio dado a conocer al rey, quien lo aprueba mediante la real orden de 16 de noviembre de 1784.
El Presidente y Capitán General de Chile, Ambrosio O’Higgins, por nota oficial fechada en Quillota el 3 de abril de 1789, y dirigida a don Ambrosio Valdés, Ministro de Su Majestad, dijo estas palabras, posteriores al Parlamento de Lonquilmo con los indios:

Excmo. Señor. Entre los más graves cuidados que ha ocasionado a estos gobiernos de Buenos Aires y Chile la vecindad de los indios infieles de la parte oriental de las cordilleras que dividen ambas jurisdicciones, ha sido uno el contrarrestar por diversos modos a las incursiones de las parcialidades del famoso Llanquitur, que en compañía de su padre igualmente cacique corsario de las pampas, y naturales de la cordillera de Ranquel, pasaron años ha con varios trozos de Pehuenches y Huilliches al Mamelmapú, país situado en el intermedio entre estas sierras y la Punta del Sauce, a donde permanecieron ejercitando por mucho tiempo correrías excesivas contra los pueblos españoles ultramontanos hasta el año pasado de mil setecientos ochenta y cuatro, que hallándome mandando aquella frontera regresó internando hacia estos lados con quinientos y más Huilliches huyendo de las expediciones que por aquella parte emprendió para perseguirlos el expresado Gobierno de Buenos Aires; solicitó este caudillo luego la alianza y abrigo de los Pehuenches, la de los Puelches y aun de los Llanistas al sur del río Biobio, esforzando a todos a formar cuerpo y continuar al abrigo de la aspereza y distancia de su retiro, las crueldades y robos que acostumbraba hacer sobre los españoles destacando de estas montañas partidas de ladrones a robarles sus haciendas, al paso que para descuidar y adormecer nuestra vigilancia, quiero persuadirme, quería entablar negociación de paces y someterse en adelante al Gobierno de Chile […].

El Virrey Nicolás del Campo, marqués de Loreto, pidió informes a las autoridades del Virreinato sobre este suceso, y la contestación de Rafael de Sobremonte, Gobernador Intendente de Córdoba del Tucumán, datada en Córdoba el 5 de julio de 1789, expresa que había acordado con el señor Presidente de Chile que, siempre que se acercasen los indios del Virreinato a las fronteras de aquella jurisdicción en demanda de auxilio, se lo prestase por la suma importancia que resultaba para el distrito de Buenos Aires. La nota de Sobremonte dice así:

Excmo. señor: Satisfaciendo la orden de V. E. de 16 del pasado, para que entienda mi informe al concepto en que se explica el señor Presidente de Chile, en el oficio que pasó a V. E. con fecha 3 de abril último, en que parece atribuye a sus providencias el suceso de la muerte de Llanquitur, diré, que en las circunstancias del acaecimiento, en la grande distancia de Mendoza en que se hallaba Pinchitur, Caniguan y Currulupi, principales caciques Pehuenches, pudieron más bien recibir el auxilio de la frontera de la Concepción, que de la nuestra, como efectivamente se verificó, teniendo al sargento de Dragones, Francisco Vivanco, con una partida de veteranos y milicianos en su auxilio, que ha estado muchos meses entre ellos y les ha acompañado en los ataques que tuvieron el año pasado, y con este refuerzo de gente, de armas de fuego, se logró el vencer a dicho cacique, por esta razón presumo que la mayor proporción que ofrecía la inmediación de los que habían de ser auxiliados, fue causa de que la providencia surtiese el deseado efecto; pero tampoco es dudable que las providencias de V. E. para interesar a los Pehuenches en el vencimiento de Llanquitur, lo que sobre el particular les expuse en Mendoza para segundar tan justas disposiciones, y lo que acordé en virtud de ello, con dicho señor presidente, para que siempre que se acercasen hacia las fronteras de su jurisdicción estos indios a pedir auxilio, es de suma importancia para las de este distrito, de hacerse de este perjudicial cacique, dieron a mi ver el primer impulso y movimiento al suceso ventajoso que se ha conseguido, que es cuanto conceptúo y puedo decir a V. E. en el particular. Dios guarde a V. E. muchos años. Córdoba, 5 de julio de 1789. Firmado: Excmo. señor el marqués de Sobremonte.

El Virrey, en su nota del 10 de junio de 1789, informó al Comandante de la Frontera de Mendoza que el presidente de Chile había avisado tanto al Virrey como al Gobernador Intendente de Córdoba del Tucumán de las incursiones que se intentaban sobre las fronteras del Virreinato, es decir, del lado oriental de los Andes, cuando había llegado a su noticia por las relaciones de los indios de la Capitanía General de Chile con los de Buenos Aires. La nota dice así:

El señor Presidente de Chile me ha pasado con oficio de 5 de mayo último, copia de una relación del viaje que acababa de hacer el capitán de amigos Santiago Salazar, a su Reducción de Cura y Pelchimanso de indios infieles de aquella frontera, noticiando entre otras cosas, el retiro de los Huilliches a Mamelmapú y recelarse que salgan a invadir las posesiones y caminos de esa jurisdicción, de resultas de los destrozos que han padecido en las guerras con los Pehuenches. Y aunque al mismo tiempo me dijo que daba igual aviso al gobernador-intendente de esa provincia, no excuso comunicar a V. S. estas noticias por si algún accidente se las hubiese retardado, y para que se esté con el mejor cuidado, aprovechando de los caciques amigos para tomar seguras noticias de los intentos de los altaneros, y cortárseles en tiempo en beneficio de esos vecindarios y de otros de esa y esta provincia. Junio 10 de 1789. Al Comandante de la Frontera de Mendoza.

Las notas de Ambrosio O’Higgins, de Rafael de Sobremonte y del Virrey Nicolás del Campo transcriptas prueban que el Parlamento de Lonquilmo fue un medio de consolidar la paz entre los indios de uno y otro lado de la cordillera, sin alterar las jurisdicciones gubernativas, ya que tanto las autoridades de Chile como las del Virreinato acordaron auxiliarse dándose aviso de las correrías de los indios a fin de tomar las medidas necesarias en sus respectivas jurisdicciones. Esta fue la inteligencia que se dio a ese pacto, como lo prueban los sucesos posteriores y la correspondencia oficial, puesto que siempre que se trataba de las relaciones con los indios de una u otra frontera, se reconocía el límite de los Andes. Los indios que habitaban desde Malalgüé hasta Mamelmapú concurrieron a ese parlamento, previo permiso de las autoridades del Virreinato, a cuyo territorio pertenecían, y bajo la expresa orden de dar cuenta de lo que pactasen. De manera que no fue un acto espontáneo de sometimiento de los indígenas, sino una transacción para celebrar la paz con los indios de Chile donde se celebró el parlamento.
Ambrosio O’Higgins, siendo Presidente y Capitán General de Chile, en oficio del 1° de julio de 1789, dirigido al Virrey de Buenos Aires, dijo:

Comunico a V. E. esta noticia principalmente para su debida inteligencia y lo que pueda conducir para las providencias que hayan tomado con ocasión de las de igual naturaleza ocurridos por la Patagonia y demás costas del Norte de la jurisdicción de V. E., de que se ha servido darme parte.

Y por oficio del 8 de abril de 1789, dirigido al Ministro Antonio Valdés, Ambrosio O’Higgins también expresó:

Excmo. señor: Entre los más grandes cuidados, que ha ocasionado a estos gobiernos de Buenos Aires y Chile, la vecindad de los indios infieles de la parte oriental de las cordilleras que dividen ambas jurisdicciones […].

El 4 de marzo de 1793, se celebró el parlamento de Negrete, en cuya apertura Ambrosio O’Higgins dijo:

Caciques mis antiguos amigos, lleno de gozo por la satisfacción que hoy tengo de ver en mi presencia sobre este campo hermoso de Negrete, como otra vez en Lonquilmo, los principales caudillos de los cuatro Butalmapús en que está dividida la tierra que corre desde el sur de este gran río Biobio hasta los países más meridionales del continente, y desde la cordillera hasta el mar, os saludo a todos en nombre del rey […].

Y los artículos 7 y 15 del mencionado parlamento, disponen que:

[...] 7.° Que estando enredados de tiempos a esta parte los Pehuenches con los Huilliches de la otra banda de la cordillera y haciéndose una guerra abierta, en cuyos choques y encuentros han perecido muchos de una y otra parte sin que haya sido posible contener este desorden, a causa de que no siendo éstos del distrito de este mando, no ha habido ocasión de reconvenirles sobre ello, ni providenciar lo conveniente para que cesasen estas diferencias, habiendo logrado hoy atraer a dichos Huilliches a este parlamento, representados por dos diputados que me han dirigido, manifestándome sus buenas disposiciones para hacer terminar la guerra destructora, que acabará en breve con ambas naciones, si no se procura cortar con la posible anticipación; se les aconseja, previene y manda que dejando de la mano para siempre las armas, vivan en quietud y tranquilidad y aplicándose a la crianza de ganados, piensen seriamente en aumentarlos por este medio legítimo y preferible al de las malocas de que hasta ahora han hecho un ejercicio y profesión, en inteligencia que si en adelante los Huilliches atacaren como agresores a los Pehuenches e infringieren este orden y la paz que ahora me han ofrecido guardar, no se podrá dejar de sostener a éstos y prestarles las fuerzas que la soberana autoridad del rey tiene dispuestas en mis manos para proteger a todos sus fieles y obedientes vasallos, cuales son y han sido siempre los Pehuenches. [...] 15.° Que por cuanto sin embargo de lo repetidamente ordenado a los Butalmapús de los Llanos para que sus caciques cuiden con celo y vigilancia que los mocetones o indios particulares de guerra, no se mezclen con los Huilliches de la otra banda de la cordillera para hacer incursiones y correrías sobre las pampas de Buenos Aires, en sus ganados, casas, haciendas y arrias de los españoles y comerciantes de las provincias de aquel virreinato, estoy seguramente informado que este exceso ha continuado después del parlamento de Lonquilmo, causando grandes perjuicios a la población de aquellas partes, al real erario que sufre inmensos gastos en las tropas que paga para contenerlos, y sobre todo un grande escándalo por la falta de respeto y subordinación que induce este procedimiento: se ordena y manda a los expresados gobernadores y caciques de los Butalmapús de los Llanos que redoblen su cuidado acerca de este particular, poniendo cuantas diligencias estén en su mano para evitar la emigración de los mocetones al otro lado de la cordillera y que en el caso de no poder impedirla, me den cuenta con toda anticipación por mano del señor comandante general, para que con tiempo se tomen las medidas convenientes a precaver los daños que puedan irrogar. [...].

Se realizaron más parlamentos de aquel tipo por orden del gobernador Luis Muñoz de Guzmán hasta 1803.
En el oficio del Virrey Pedro Melo de Portugal, dirigido al Gobernador Intendente de Córdoba, Rafael de Sobremonte, datado en Montevideo el 26 de enero de 1797, se expresa que el presidente de Chile solicitó del Comandante de Armas y Frontera de Mendoza, José Francisco de Amigorena, y éste lo hizo presente al Virrey, que los caciques pehuenches de Malalgüe se junten con los de Balbarco en la Plaza de los Ángeles (donde tuvo lugar antes el Parlamento celebrado en 26 de diciembre de 1783 en Lonquilmo) o en la ciudad de Chillán de aquel reino, a fin de celebrar un parlamento para tranquilizar sus desavenencias. El oficio dice así:

Acompaño a V. S. el adjunto oficio documentado que me ha dirigido en diligencia por los Fuertes de la frontera el Comandante de Armas de la de Mendoza, don José Francisco de Amigorena, en que enseguida de sus anteriores avisos sobre la solicitud del señor presidente de Chile de que los caciques pehuenches de Malalgüe se junten con los de Balbarco en la Plaza de los Ángeles, o en la ciudad de Chillán de aquel reino a celebrar un parlamento para tranquilizar sus desavenencias, informado de haberse prestado gustosos a ello, y de los efectos que ha tenido por conveniente mandar aprontar desde luego para agasajar a algunos de los mismos caciques amigos según se lo pidieron para poder presentarse con decencia en el Congreso, solicitando me sirva librar a aquellos ministros de Real Hacienda la correspondiente orden para la satisfacción de este gasto, a fin que con su vista y devolución me signifique V. S. la que se le ofrezca. Montevideo, enero 26 de 1797. Firmado: Pedro Melo de Portugal.

El Virrey de Buenos Aires, Pedro Melo de Portugal, dictó la resolución que fue comunicada al Comandante de Armas y Frontera de Mendoza, en los términos siguientes:

Aviso a V. S. por ahora el recibo de sus 3 oficios de 10, 17 y 21 de enero último, que tratan de disposiciones relativas al agasajo, y demás auxilios conducentes al viaje de los caciques amigos de Malalgüé para presentarse en la ciudad de Chillán al meditado parlamento de reconciliación con los de las parcialidades amigas de aquella frontera, y así mismo de los avances que sufrieron los pehuenches de Balbarco de otras naciones, y aplaudiendo a V. S. desde luego su celosa dedicación en tan interesante asunto, he dado a todo su correspondiente curso con encargo del más posible pronto despacho; quedando en comunicar a V. S. oportunamente las resultas. Montevideo, febrero 9 de 1797. Al Comandante de Armas y Frontera de Mendoza. Firmado: Pedro Melo de Portugal.

Al sur de la Araucanía en 1792 se iniciaba desde Chile la refundación de Osorno en zona previamente sin control por parte de las autoridades españolas desde el siglo XVI.
En 1790 la Real Compañía Marítima de Carlos IV, en sociedad con particulares, instaló un fuerte en Puerto Deseado para ser utilizado en la extracción de aceites de lobos marinos y de ballenas. El fuerte fue abandonado en 1807 al disminuir la rentabilidad y por causa del clima y los ataques ingleses. Los restos de este fuerte fueron hallados en 2008.
En el Archivo General de Indias es conservado un manuscrito del primer delineador del Depósito Hidrográfico de la Corona de España, el teniente de navío Andrés Baleato. Creado por una real cédula, termina con tres notas, en la segunda de las cuales enuncia:

En la costa septentrional del Estrecho de Magallanes está el Morro de Santa Águeda o Cabo Froward, desde el cual corre hacia Norte la Cordillera de los Andes y divide a la tierra patagónica en oriental y occidental. La oriental siempre se consideró del Virreinato de Buenos Aires hasta el Estrecho de Magallanes, sin embargo de no tener más establecimientos que hasta el Río Negro y la Guardia de la Bahía de San José. La Patagonia occidental pertenecía al Reino de Chile hasta el mismo Estrecho de Magallanes, no obstante que las conversiones de indios no pasaban de lo más Sud del Archipiélago de Chiloé con algunas entradas que hacían los misioneros en el Archipiélago de Guaytecas o de Chonos. La tierra del Fuego no tuvo establecimientos ni conversiones pertenecientes a Buenos Aires ni a Chile y su separación del continente por el Estrecho de Magallanes hacía imaginaria su pertenencia.
Andrés Baleato, Descripción geográfica del Virreinato del Río de la Plata (1803).

Por encargo del intendente de Concepción, el alcalde provincial don Luis de la Cruz emprendió en 1806 la exploración de un camino hacía el Atlántico, denominado camino de los chilenos. El intendente lo autorizó diciendo "cómo se podrá extender hasta nuestros establecimientos de la costa de Patagonia". Cruz fue acompañado por un grupo de oficiales del ejército real de Chile y a poca distancia de Buenos Aires, le dijo al cacique aucae Curripilún: "Vosotros fuistéis siempre pobres hasta que llegaron los españoles a estos desiertos chilenos a procrear caballos, vacas y ovejas para vuestro sustento". Y en un memorial presentado al Tribunal del Consulado de Santiago en 1807, el explorador dijo: "Encontrará el Consulado que por él se une a este reino con el de Buenos Aires, quedando a nuestro favor tanto número de tierras cuantas puede gozar el reino de Chile en toda su extensión. Encontrará V.S. calidades de terrenos primorosos para extender nuestras haciendas de ganados, y que nuestro comercio se extiende hasta Europa. Encontrará arbitrios seguros para defendernos por las costas patogénicas de nuestros amigos (los indios) para la defensa, sin multiplicar gastos al erario y mediante ellos extender nuestros descubrimientos y conquistas a los lugares más remotos".

## SigloXIX

### La expansión mapuche
Durante el periodo colonial el territorio patagónico oriental norte (hoy provincias argentinas del Neuquén y Río Negro) se vio fuertemente influenciado por los mapuches  en el proceso que se conoció como la araucanización de la Patagonia. Varios grupos indígenas de la Araucanía migraron al lado oriental, con lo que llevaron la lengua mapudungun. Ésta sustituyó a las lenguas de los grupos locales (excepto en el extremo austral), viéndose reflejado en que la palabra "tehuelche" (pueblo aborigen de la Patagonia oriental) es de origen mapuche.
Las tribus patagónicas no fueron pasivas a la conquista. Anteriormente los mapuches hicieron colapsar el dominio español del sur de Chile y, aun en el siglo XIX, las etnias pampas y ranqueles araucanizadas saqueaban campos, fortines y poblados, muy cerca de Buenos Aires. Distintos cacicazgos del lado oriental se dedicaron al contrabando de ganado entre la Argentina y Chile, robando en el primero en lo que se denominó "malones" para luego vender lo en el segundo, una práctica que duró mucho tiempo tanto colonial como republicano, hasta que los ejércitos del general Julio Argentino Roca  dieran por terminada la campaña militar denominada "Conquista del Desierto".

### Emancipación de España

Disputa de la Patagonia Oriental, Tierra del Fuego y el estrecho de Magallanes entre Argentina y Chile durante el.

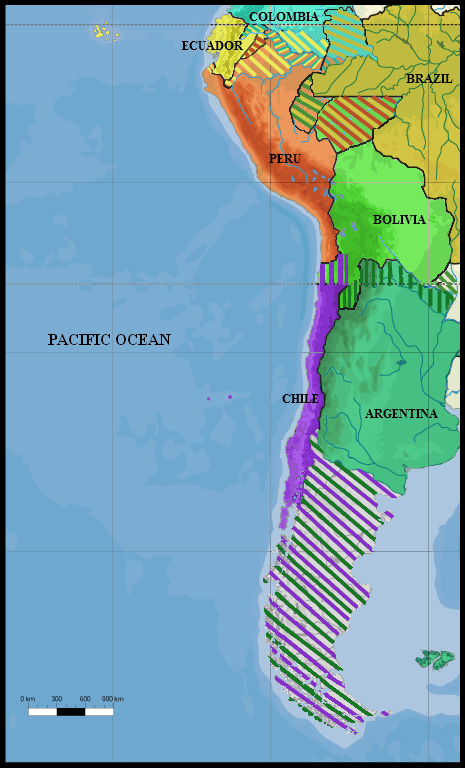
En este mapa se muestra Sudamérica en 1879, y entre los territorios disputados entre los nuevos estados, se aprecia toda la Patagonia.

Los límites definidos por la Corona Española entre sus dominios, luego serían objeto de debate por Chile y la Argentina, quienes al momento de su independencia buscaban regirse por el principio del uti possidetis iure. En 1810 subsistían dos establecimientos patagónicos dependientes del Río de la Plata.

Mapa de la presencia efectiva de la República de Chile en la Patagonia Oriental entre 1810 y 1877 antes de las campañas argentinas de Roca en 1877 y Villegas en 1884, y antes del tratado de 1881.

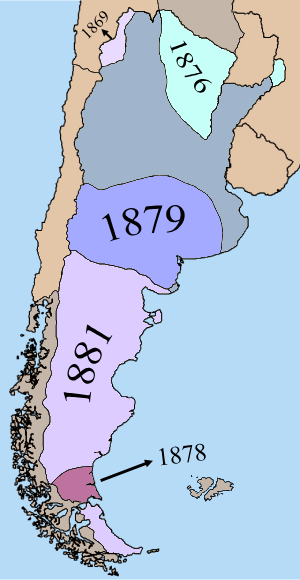
Mapa de la evolución de la ocupación de territorio ejercida por el Estado argentino en el.

En 1856 Chile y la Argentina, en base al debate académico surgido entre académicos de ambos países, se reafirma que sus límites debían seguir el uti possidetis, mediante un tratado, es decir, por las disposiciones normativas vigentes en el año 1810 dictadas por España. 
En el artículo 3.º de la Constitución de Chile de 1822 se establece que: «El territorio de Chile conoce por límites naturales: al Sur, el Cabo de Hornos; al Norte, el despoblado de Atacama; al Oriente, los Andes; al Occidente, el mar Pacífico [...]». Idéntico texto se refrendó en las constituciones de 1823, 1828 y 1833; es decir, siempre se dejaba fuera de la soberanía de Chile todo el sector del estrecho de Magallanes al oriente de la cordillera andina, pero se incluían todos los territorios al occidente de la misma, sin embargo, historiadores chilenos plantearían que estos límites descritos no reflejaban el uti possidetis juris, siendo parte de la disputa historiográfica al respecto.
El presidente argentino Juan Manuel de Rosas intentó llegar a acuerdos directos con los hermanos Pincheira, quienes eran guerrilleros realistas, defendiendo para Argentina lo que fue la frontera indígena sur del virreinato del Río de la Plata. Con tal objetivo envía una carta a José Antonio Zúñiga, comandante de las partidas, con fecha del 8 de noviembre de 1830 describiendo la frontera que no debían traspasar:

Las guardias que pertenecen a esta provincia de mi mando y a la de Santa Fe, y que es necesario que U.U. respeten como cosa sagrada, son: Patagones, Bahía Blanca, Tandel, Solores, Chascomuz, Ranchos, Monte, Lobos, Navarro, Luján, Fortín de Areco, Salto, Pergaminos, Rojas, Mercedes y Melincué. Esta es la línea de adentro. La de afuera corre desde la Bahía Blanca a Trimosí, de Trimosí a la Cruz de la Guerra, de la Cruz de la Guerra al Potroso, y del Potroso a Mercedes y Melincué, cuya línea es igualmente necesario que la respeten U.U. como lo más sagrado con todas las estancias que están dentro de ellas
8 de noviembre de 1830, Carta del gobierno de Rosas a los Pincheira

En tanto, ambos estados comenzaron un proceso por afianzar y expandir sus soberanías en la región. Si bien la Confederación Argentina había logrado llegar con sus ejércitos a dominar hasta el río Negro y el río Limay en 1833, la Guerra Civil hizo retroceder el área bajo su control efectivo. Con tensiones en la zona cordillerana al este de Talca en 1842 inicia la disputa de la Patagonia Oriental, Tierra del Fuego y el estrecho de Magallanes entre ambos países. El presidente de Chile Manuel Bulnes, en tanto, y siguiendo los deseos de su prócer Bernardo O'Higgins, envía en 1843 a la goleta Ancud, al mando de Juan Williams, para fundar la colonia de Fuerte Bulnes en el estrecho de Magallanes. Posteriormente, se fundaría la ciudad de Punta Arenas, unos kilómetros al norte. 

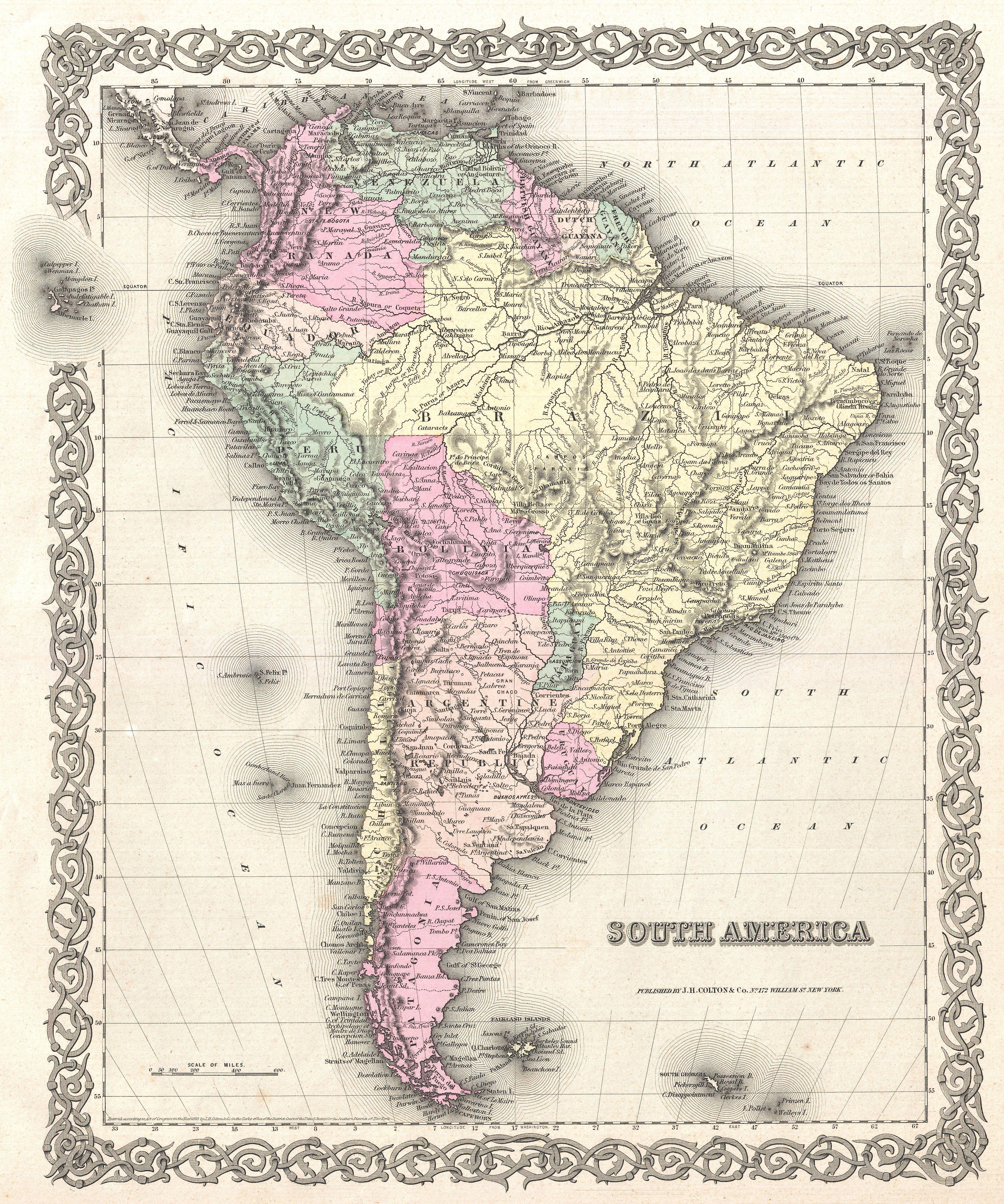
Mapa de Sudamérica en 1855.

De esta manera toma posesión del estrecho y se adelantó en poblarlo a Argentina, la cual reclama años después en 1847 mediante oficio firmado por el ministro de Relaciones Exteriores, Felipe Arana y busca hacer una colonia en la bahía San Gregorio la cual fracasa. Argentina por entonces se encontraba inmersa en un largo período de conflictos internos y externos. Chile controlar este estratégico paso, anulando las aspiraciones de Francia y el Reino Unido.

Presencia efectiva de Chile en la Patagonia Austral entre 1843 y 1879.

La decisión de Manuel Bulnes fue clave para que posteriormente, al negociarse el texto del tratado de 1881, la totalidad del estrecho quede bajo dominio chileno. El gobierno chileno se preocupó también de afianzar su colonización en las zonas de Valdivia y Llanquihue (en la actual región de Los Lagos), principalmente gracias a la inmigración de colonos alemanes. A la vez, diversas expediciones de reconocimiento de navíos chilenos en las costas de la actual Santa Cruz, generaron tensiones con Buenos Aires. Como la fundación del Puerto Gallegos el 4 de marzo de 1873 en las orillas del río homónimo  por parte de Chile, como también del asentamiento de Los Misioneros en 1874, o su presencia en la zona del Alto Neuquén.
Argentina, además de ejercer soberanía efectiva sobre Carmen de Patagones y Viedma, procedió desde mediados del siglo XIX al establecimiento de colonias en las zonas costeras de las actuales provincias de Santa Cruz y Tierra del Fuego, por iniciativa de Luis Piedrabuena.
El 18 de enero de 1869, con el visto bueno del gobierno argentino, se estableció una misión anglicana en la bahía de Ushuaia, en las costas del canal Beagle, Isla Grande de Tierra del Fuego, formando su primer asentamiento no aborigen. La ubicación de esta pequeña aldea sirvió para que posteriormente, al negociarse el texto del tratado de 1881, el sector oriental de la isla quede en Argentina.[cita requerida]
Finalmente dicho tratado delimitó la Patagonia entre ambos países de forma similar como el citado documento.

### Reino de la Araucanía y la Patagonia

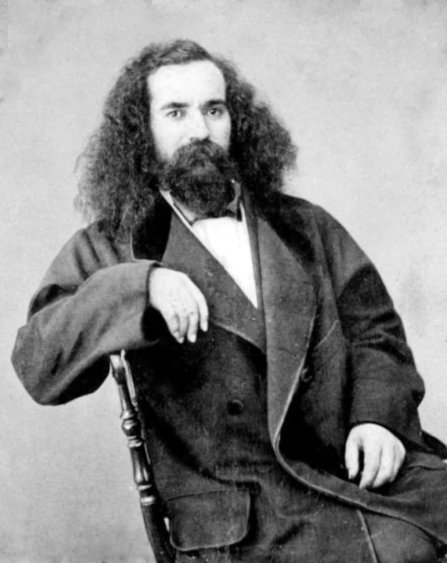
Orélie Antoine de Tounens fundador del reino de La Araucanía.

Un aventurero francés, Orélie Antoine de Tounens se dirigió a la zona de la Araucanía, hizo contacto con el lonco Quilapán, al que entusiasmó con su idea de fundar un estado para el pueblo mapuche como forma de resistencia al ejército chileno durante la época final de la Guerra de Arauco y el 17 de noviembre de 1860 fundó el Reino de la Araucanía y se proclamó rey bajo el título de Orélie Antoine I. Durante los días siguientes, Tounens promulgó la constitución del reino y, el 20 de noviembre del mismo año, declaró la anexión de la Patagonia, estableciendo como límites el río Biobío por el norte, el Océano Pacífico por el oeste, el Océano Atlántico por el este desde el río Negro hasta el estrecho de Magallanes, límite austral del Reino. El gobierno chileno, bajo el mando del presidente José Joaquín Pérez, ordenó el arresto de Tounens en enero de 1862, siendo trasladado a Los Ángeles donde fue recluido y luego se exilió en Europa.

### Colonización galesa
La primera colonización exitosa de la Patagonia fue llevada a cabo en el siglo XIX por 153 inmigrantes galeses, que el 28 de julio de 1865 arribaron en el velero Mimosa al Golfo Nuevo. Estos inmigrantes llegaron al Chubut escapando de la nueva confesión religiosa que los soberanos ingleses querían imponer en Gales. Pocos meses después, se asentaron en el Valle Inferior del Río Chubut, fundando en su margen norte el pueblo de Rawson, que llamaron así en honor al ministro del Interior argentino, Guillermo Rawson, de quien habían recibido ayuda para su asentamiento en la Patagonia.
A mediados de 1886, comenzaron la construcción de un ferrocarril para unir la Bahía Nueva con el valle inferior del río Chubut, como consecuencia de esa construcción, surgen en sus cabeceras los pueblos de Puerto Madryn (Bahía Nueva) y de Trelew (valle inferior del río Chubut). Entre 1874 y 1876 llegaron al Chubut  nuevos contingentes de colonos galeses, los cuales, pacíficamente y en mutua colaboración con los tehuelches avanzaron por los valles fluviales creando nuevas poblaciones permanentes hasta los valles cordilleranos (Trevelin, Esquel, Valle 16 de Octubre etc.). También varias familias se instalaron en el Valle Medio de Río Negro, en la localidad de Luis Beltrán, donde desarrollaron un sistema de riego que fue de gran importancia para el crecimiento de esa región. En la actualidad, el día 28 de julio se celebra de una de las mayores festividades de la comunidad galesa: El Día del Desembarco. Ese día, en todas las capillas galesas del Valle del Río Chubut se hacen ceremonias, se sirve un té y se realizan distintos festejos, como recitales de canciones y poesías en lengua galesa.

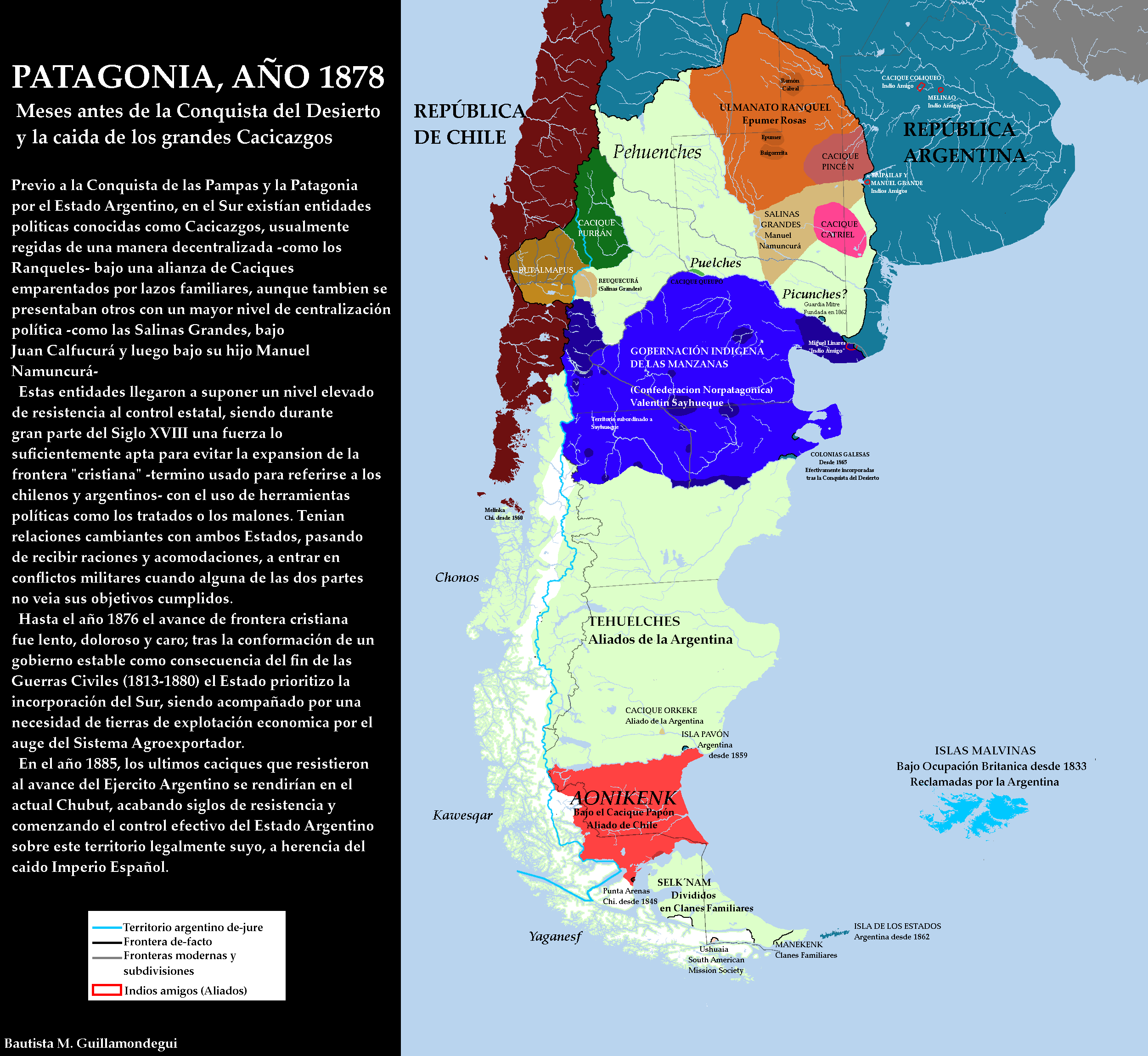
Mapa de la Patagonia, la Araucanía y las Pampas en el año 1878, antes del comienzo de la Conquista del Desierto y el fin de la Ocupación de la Araucanía.

### Ocupación de la Araucanía y Conquista del Desierto
En 1879 se da el último gran levantamiento mapuche en la actual IX Región de la Araucanía debido a la migración de fuerzas chilenas al norte por la guerra del Pacífico, al mismo tiempo el general Julio Argentino Roca dirigió la Campaña del Desierto en la Patagonia Oriental que le da control militar a la Argentina sobre la zona de Neuquén y Río Negro. El levantamiento fue sofocado por las tropas a cargo de Cornelio Saavedra Rodríguez en 1881, dando fin al proceso de que en la historia chilena se conoce como Ocupación de la Araucanía.

### Boomde la ganadería ovina
La cría de ovinos en la Patagonia se realizó mediante un sistema de estancias adaptado de las prácticas británicas en las islas Malvinas, Australia y Nueva Zelandia Cada una de estas estancias se administraba desde un casco central (un complejo central de edificios) donde vivían administradores, capataces y algunos pocos trabajadores, que se multiplicaban en la temporada de esquila.

## Las disputas limítrofes

Pérdidas territoriales de la República de Chile de iure (por derecho) según la historiografía chilena.

Disputa limítrofe del río Encuentro-Alto Palena.

La lucha diplomática entre los dos países por la administración de la zona comenzó en 1842, debido al debate académicos al servicio de sus respectivos Estados, se firma firma del tratado de 1856. En 1881, se definió el límite (del cual surgieron diferendos posteriores), en plena guerra del Pacífico (1879-1883) entre Chile contra Perú y Bolivia. El enviado plenipotenciario chileno para solucionar el conflicto, Diego Barros Arana, declaró que las tierras en litigio no eran más que grises páramos estériles.
Para evitar una guerra entre ambos países fue clave la firma del Tratado de Límites de 1881 el cual establece el límite sobre la cordillera de los Andes hasta el paralelo 52°, estando el Estrecho de Magallanes en territorio chileno, garantizando el libre tránsito de las naciones sobre éste, dividiendo la isla Grande de Tierra del Fuego en una línea recta de norte a sur hasta fijar el límite en el canal Beagle. El Tratado de Límites de 1881 establecía que el límite sería una línea imaginaria formada " (...) por las más altas cumbres que dividen las aguas (...)" hasta el paralelo 52° S. La Isla Grande de Tierra del Fuego sería dividida en dos partes, quedando la occidental en posesión chilena y la oriental en posesión argentina. En 1893 se firmó un protocolo para resolver incongruencias entre la demarcación y el espíritu del tratado.
Sin embargo, la dificultad por definir la línea imaginaria y la situación de las islas del Beagle, provocaron diversas situaciones de tensiones diplomáticas entre ambos países. El problema se originó debido a que no siempre las más altas cumbres de los Andes coinciden con la línea divisoria de las aguas, especialmente en la región patagónica. Las primeras dificultades se solucionaron a través de los llamados Pactos De Mayo, en 1902, por los cuales chilenos y argentinos se comprometían a zanjar sus diferencias a través de un laudo arbitral para el cual eligieron como árbitro al Reino Unido.
En 1978 los problemas limítrofes entre la Argentina y Chile llegaron a una tensa situación, conocida como Conflicto del Beagle, en que ambos países casi se enfrentan en una guerra, por la posesión del Canal Beagle y en su extremo más oriental, las islas Picton, Nueva y Lennox, el fallo arbitral británico dictó a favor de Chile, sin embargo, la Argentina se negó a reconocerlo, tachándolo como insanablemente nulo, argumentando que el Tribunal arbitral habría violado su propia competencia al adjudicar tierras y aguas situadas fuera de la zona conocida como «martillo», que estaba definida en el Compromiso Arbitral. Este enfrentamiento fue solucionado finalmente gracias a la intervención de la Santa Sede, la que propuso en 1983 una solución coincidente en parte con la tesis chilena en lo que respecta a la posesión de las islas, habiendo fallado de igual manera el anterior laudo arbitral británico, pero a favor también y en parte de la tesis argentina en que según el tratado de 1881 Chile no puede pretender costa en el Atlántico como tampoco la Argentina en el Pacífico, tomando como referencia el Cabo de Hornos, la tesis chilena afirmaba la delimitación natural entre los océanos Pacífico y Atlántico Sur por el arco de las Antillas Australes, contraponiéndose a la tesis argentina la cual consideraba una línea recta desde las costas de la Isla Grande de Tierra del Fuego por el norte con el centro en el Cabo de Hornos hasta la Antártida, sin considerar el fondo marino. Tras ello el límite actual fronterizo sobre el mar territorial, circunda a pocas millas de las mencionadas islas hasta llegar al Cabo de Hornos. Otros puntos de diferencias limítrofes, como el Campo de Hielo Patagónico Sur, disputa la cual se firmó un Acuerdo en 1998 y es la última disputa ya que queda un tramo por delimitarse definitivamente entre el monte Fitz Roy y el cerro Murallón, esto mismo está dicho en el Acuerdo, y ambas naciones están negociando una delimitación definitiva y clara, que además deje contentos a los países. La Disputa de la laguna del Desierto, fue solucionada mediante un acuerdo firmado en Santiago en 1996 por los presidentes de ambos países, acuerdos que estaban todos previstos en una agenda del tratado convenido ante la Santa Sede. Es que el tratado internacional de límites e integración entre Chile y la Argentina mediado por el Papa Juan Pablo II, y que duró años de estudio, análisis, y que gracias a su demora trajo calma en lo social, político y comercial, no solo dio fin al problema del Beagle sino que además comprende un sinnúmero de acuerdos que apuntan a la paz definitiva como a la integración en múltiples aspectos entre ambas naciones.

## La Patagonia argentina

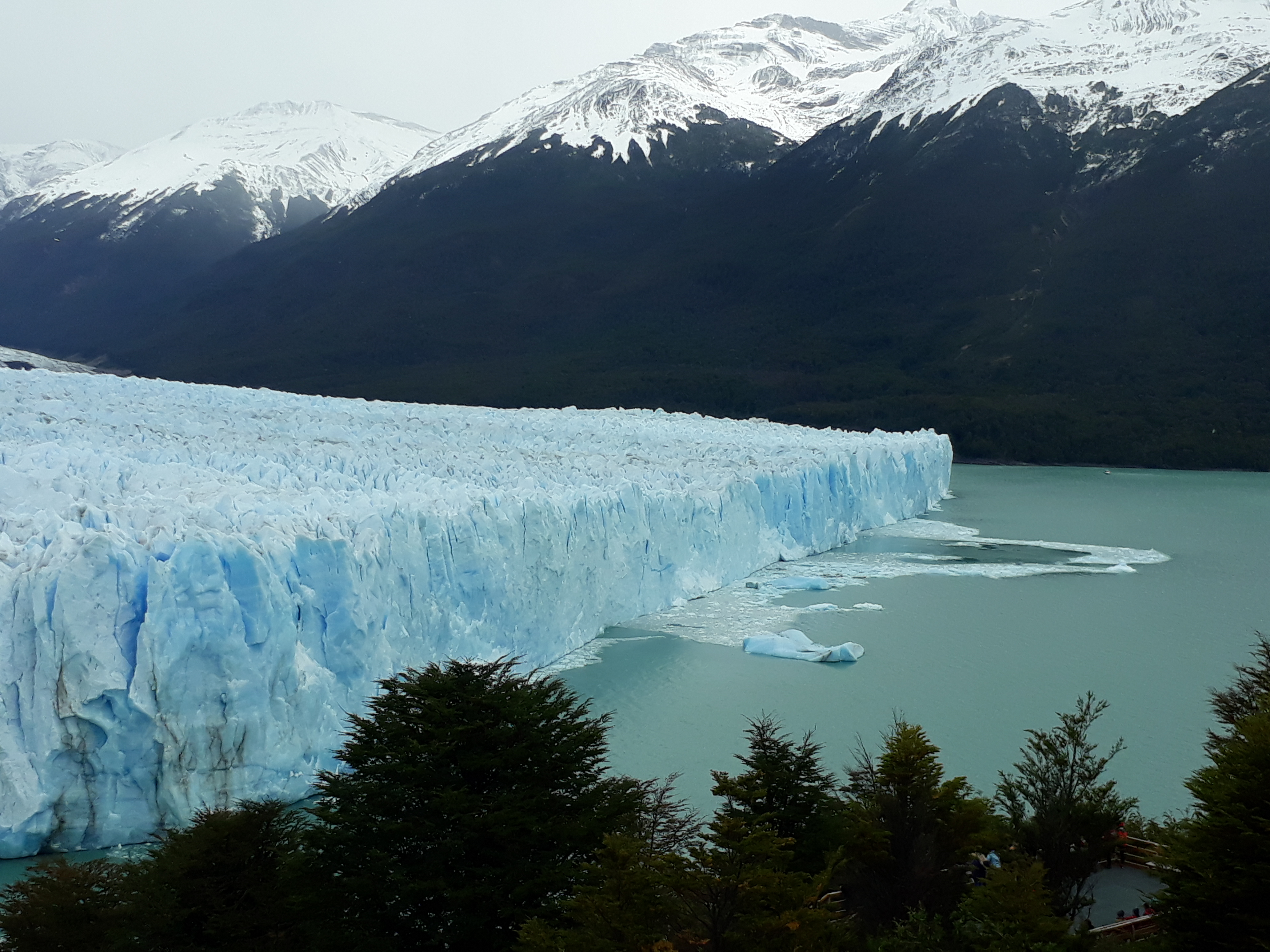
Glaciar Perito Moreno y Lago Argentino en el parque nacional Los Glaciares, Patagonia argentina.

Para la historia de las provincias patagónicas argentinas véase:
- Historia de Chubut
- Historia de Santa Cruz
- Zona Militar de Comodoro Rivadavia
- Historia de la Provincia de Río Negro
- Historia de la Provincia del Neuquén
- Historia de la provincia de Tierra del Fuego, Antártida e Islas del Atlántico Sur

## La Patagonia chilena
- Historia de la Región de Magallanes
- Historia de la Región de Aysén
- Historia de la Región de Los Lagos
- Zona austral de Chile

## Época actual

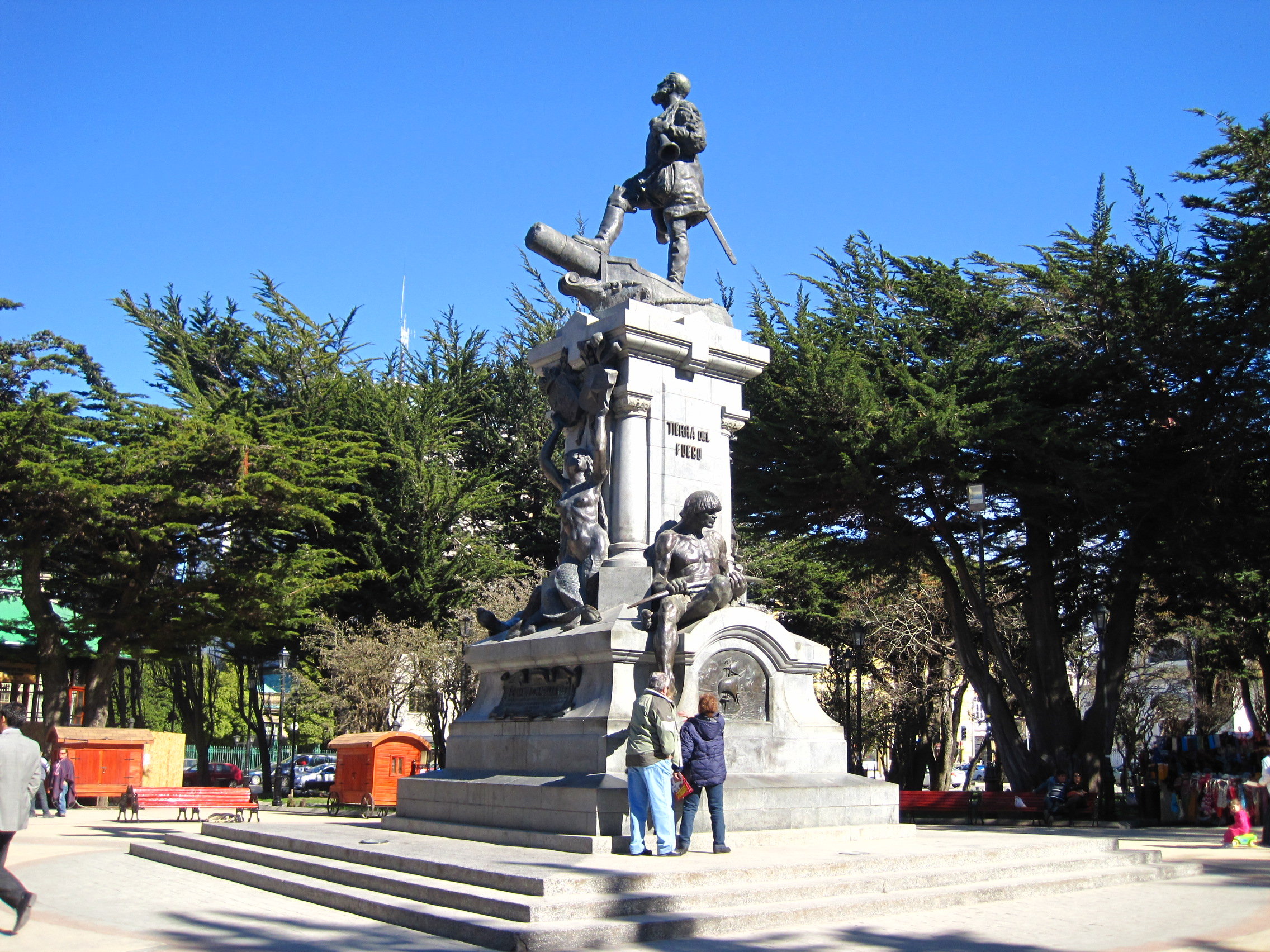
Monumento a Hernando de Magallanes en la ciudad chilena de Punta Arenas.

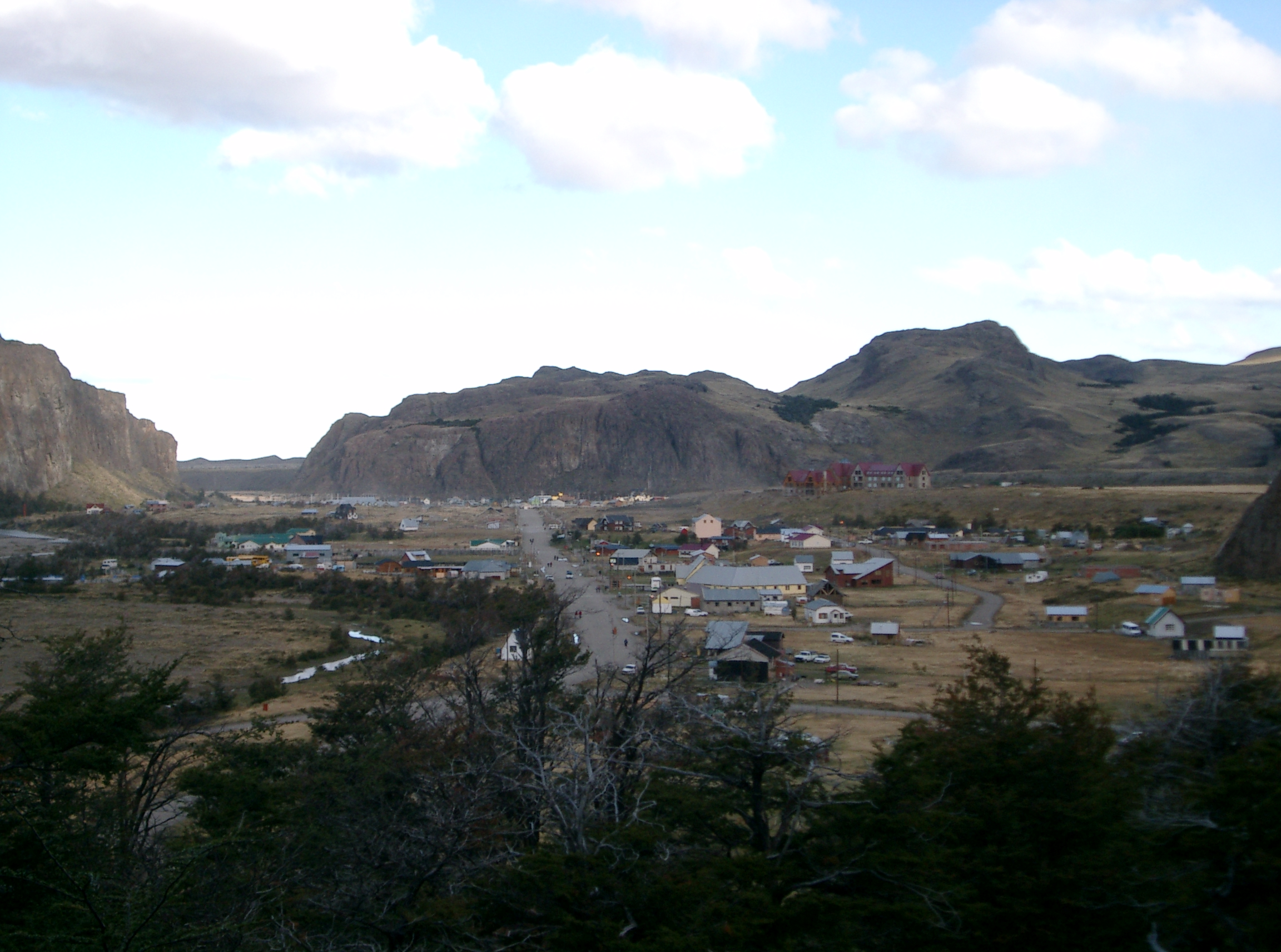
El Chaltén, Argentina.

Hoy ambos países colaboran activamente en temas de interés común, en especial temas de conservación medioambiental y de desarrollo económico y turístico. Las relaciones entre las comunidades a ambos lados de la frontera son fluidas y son comunes las relaciones familiares entre ambos países. Como ejemplo de ello, la madre del Presidente argentino Néstor Kirchner (elegido en 2003 y oriundo de la provincia de Santa Cruz), es chilena descendiente de croatas, oriunda de Punta Arenas, como también lo es el presidente chileno Gabriel Boric, oriundo de Punta Arenas.
La Patagonia se terminó de colonizar recién entrado el siglo XX y en muchos aspectos es todavía una región de frontera. En los archipiélagos al oeste la pesca y la explotación de los bosques de ciprés de las Guaitecas se fundan pueblos que apenas aparecen en los mapas; al este, las grandes estancias dan paso a parques naturales privados o estatales y a un turismo de campo. La cultura patagónica presenta elementos de las culturas tehuelche, fueguina, mapuche, chilota, chilena, argentina y europea. 
Actualmente, bajo el nombre de Proyecto Patagonia, el gobierno argentino impulsa una iniciativa para promover el desarrollo territorial, económico y productivo de la región que incluyen a las provincias: La Pampa, Río Negro, Neuquén, Chubut, Santa Cruz, Tierra del Fuego, Antártida e islas del Antártico Sur.

## Galería de mapas antiguos

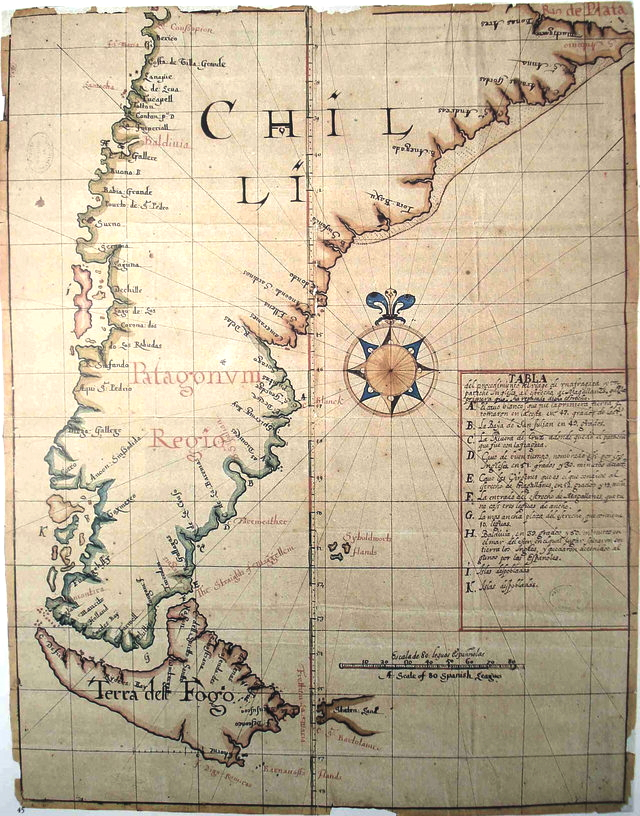
Mapa de 1671.
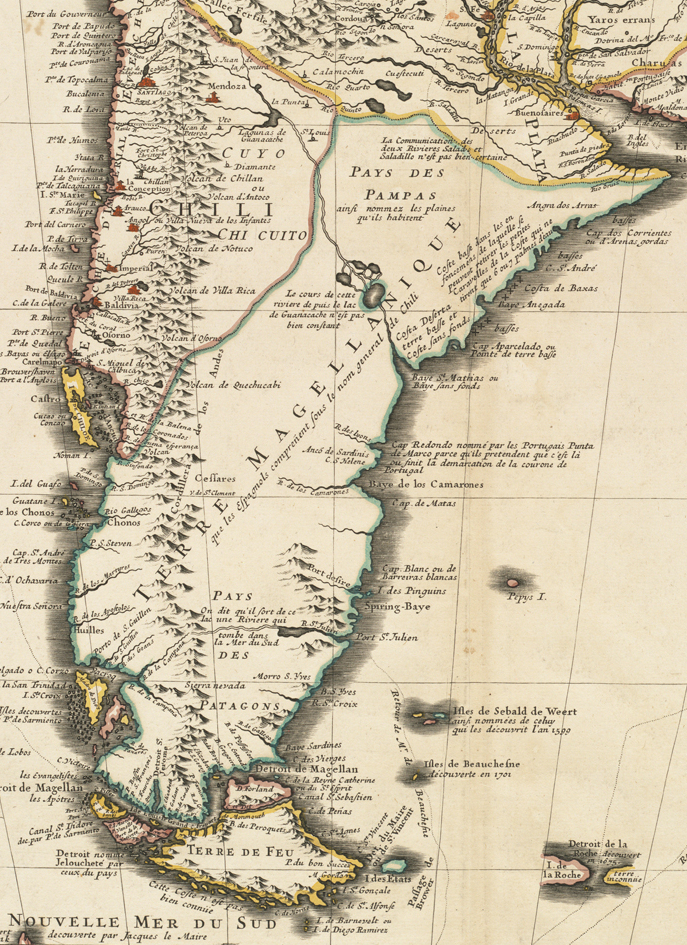
Mapa del francés Guillaume de l’Isle de 1703 mencionando a la "Terra Magellánica" con el subtítulo "que los españoles comprenden con el nombre general de Chile".
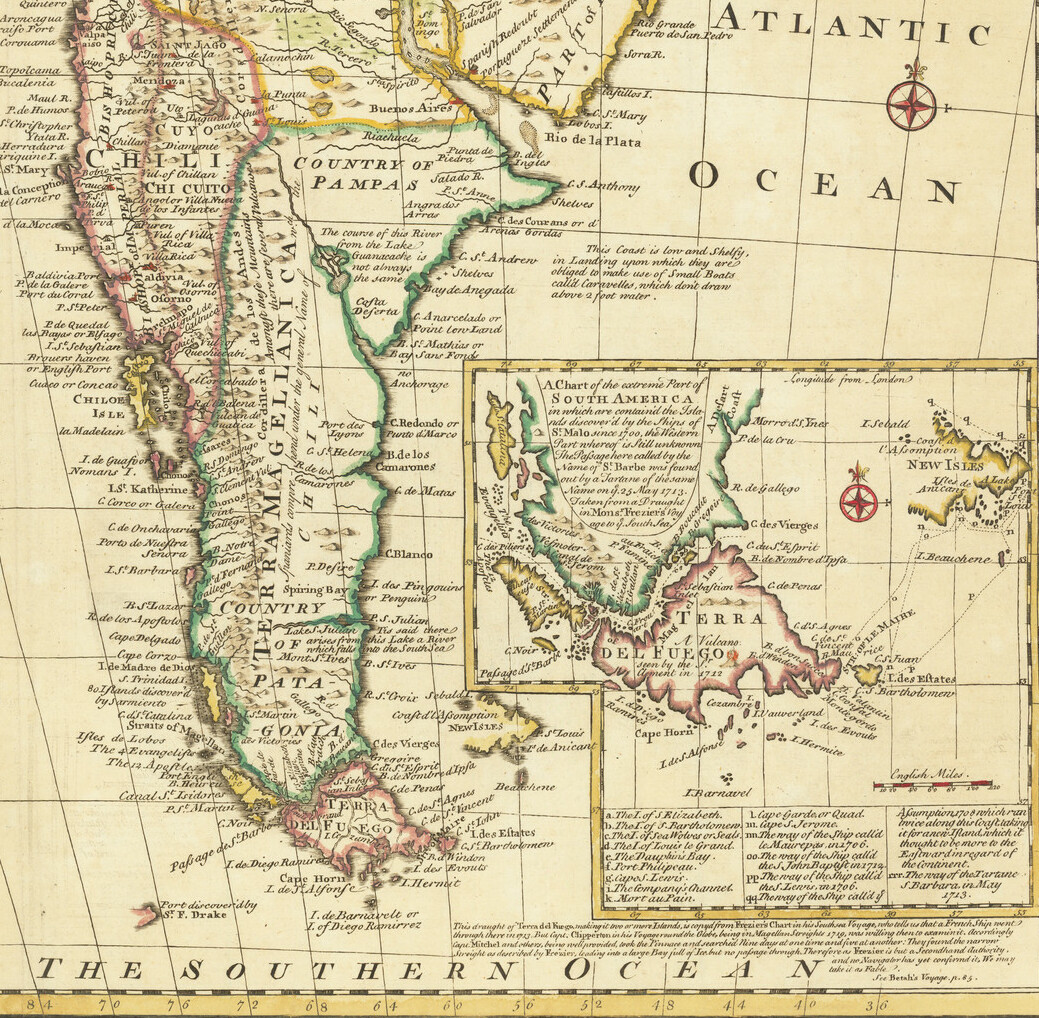
Mapa del inglés Emanuel Bowen con el mismo texto que el de Guillaume de L'Isle pero en inglés.
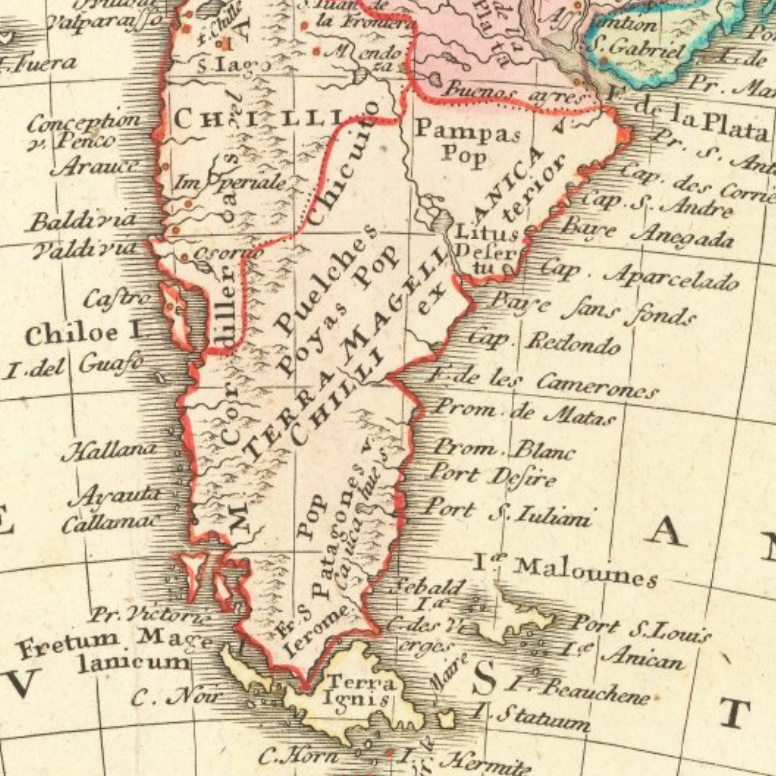
Mapa de Homann Heirs y Johann Matthaus Haas de 1746, se menciona a la Terra Magallánica como "Chile Exterior".
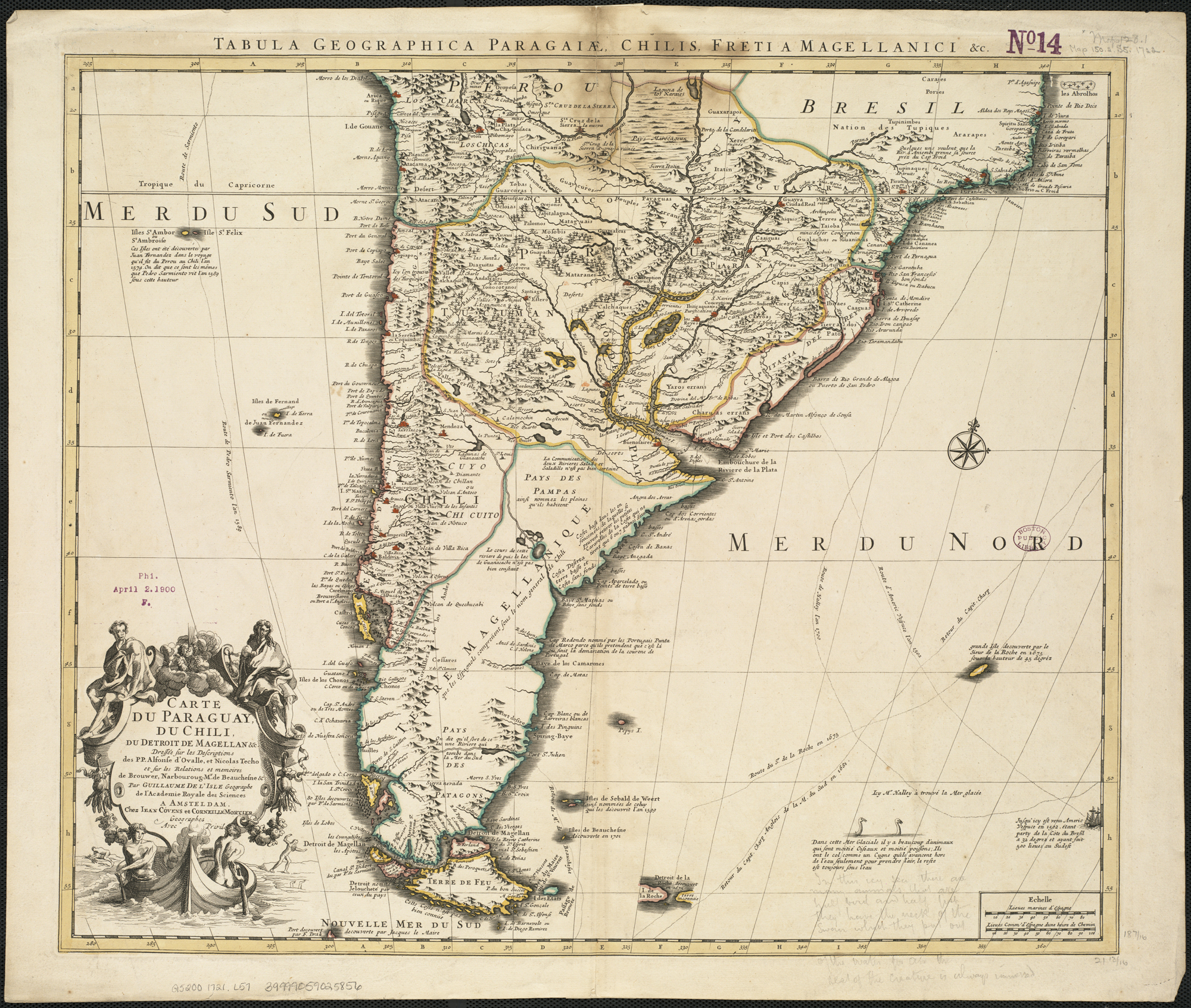
Carte du Paraguay, du Chili, du Detroit du Magellan de Guillaume d'Isle (siglo XVIII)
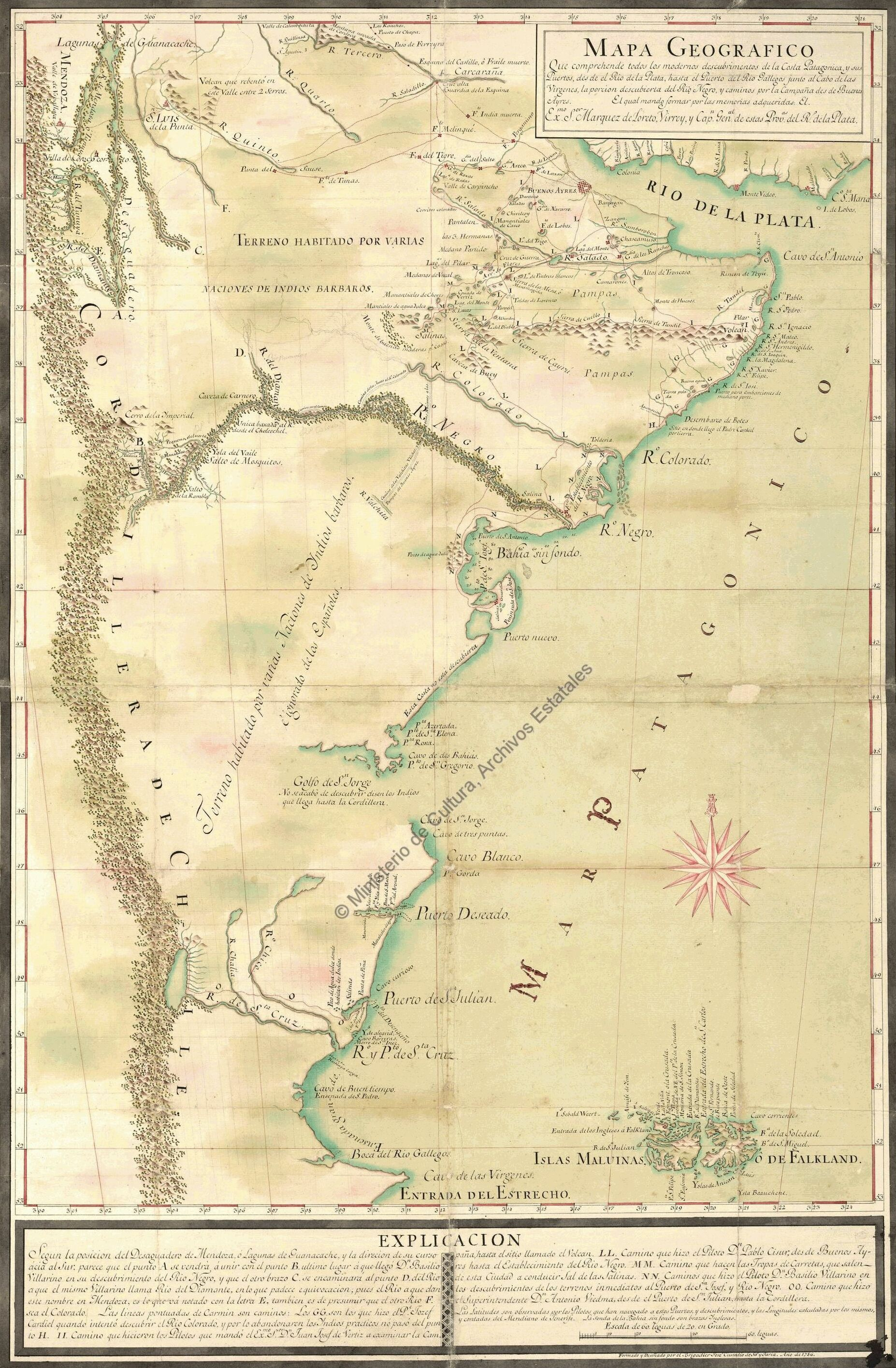
Mapa de la jurisdicción del Virreinato del Río de la Plata, mandado a confeccionar por el Virrey Nicolás del Campo, marqués de Loreto, de 1786.
Mapa de Juan de Lángara de 1798.
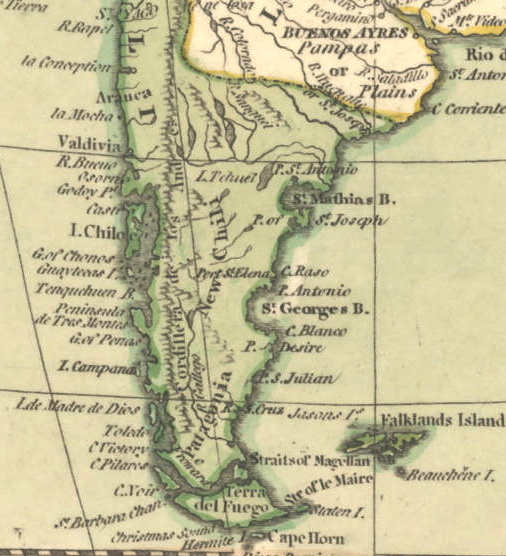
Mapa británico
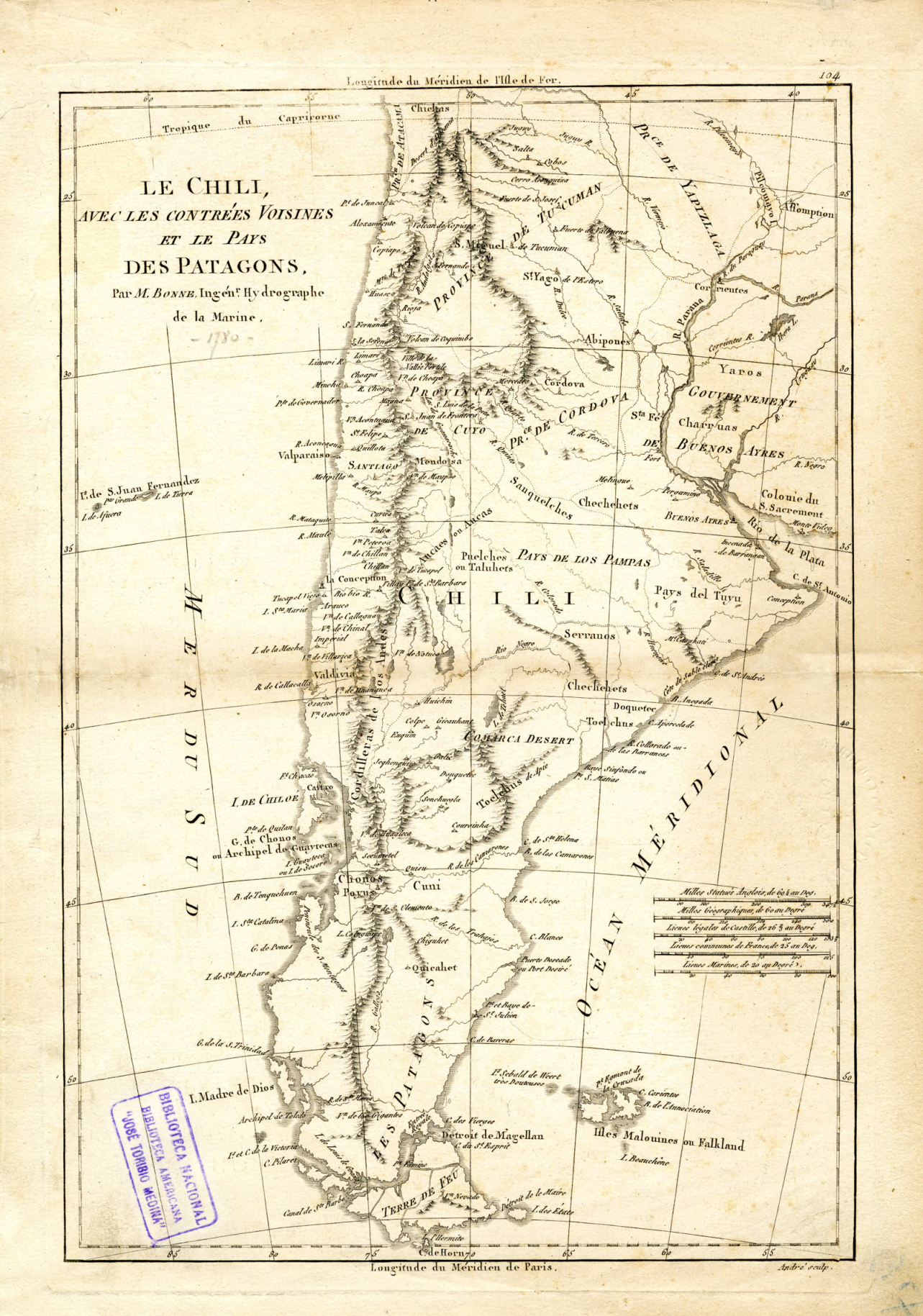
Mapa francés Le Chili avec les contrées voisines et le Pays des Patagons de M. Bonne (1780)
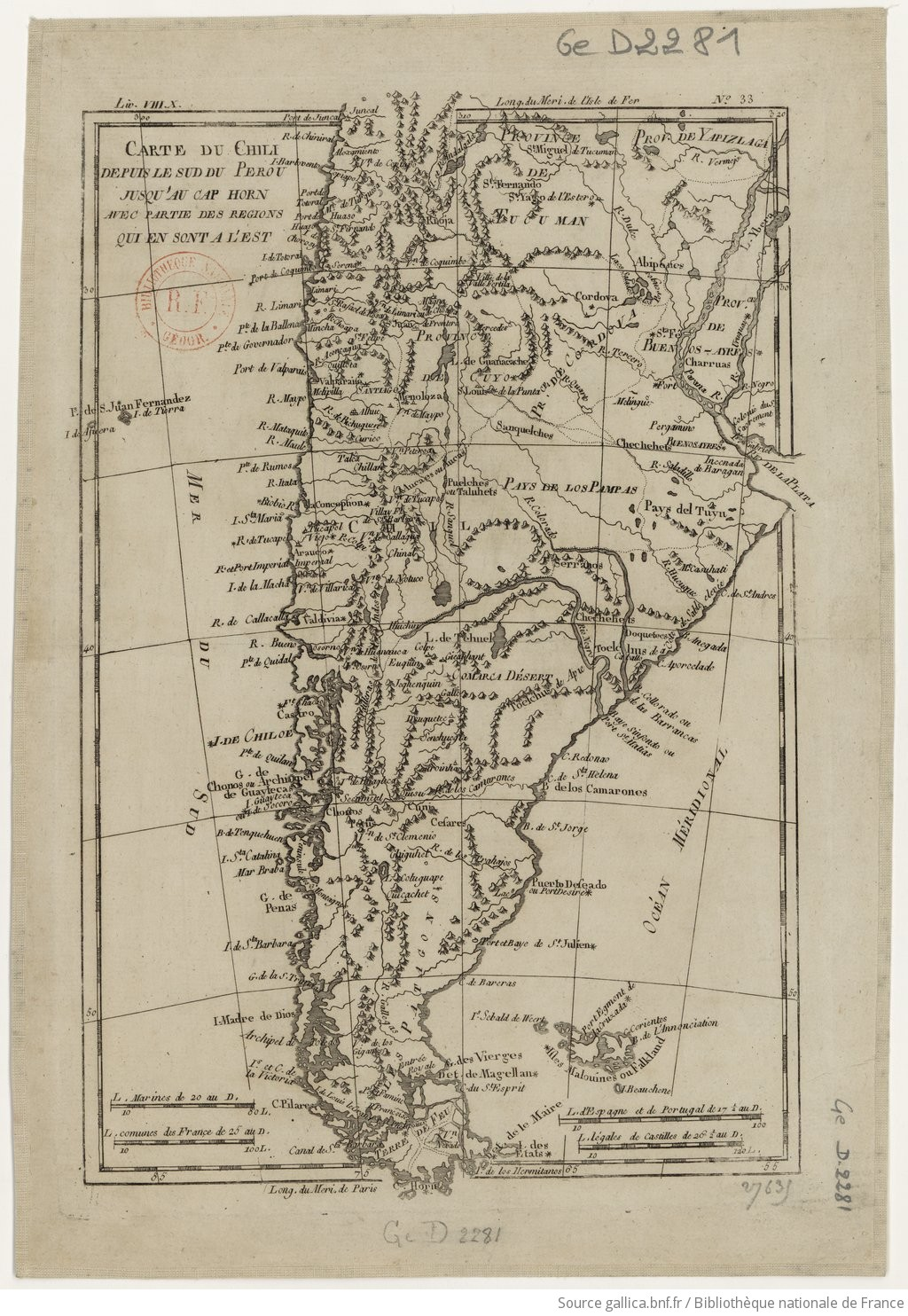
Carte du Chili depuis le soud du Pérou Jusqu'au Cap Horn M. Bonne (1780)
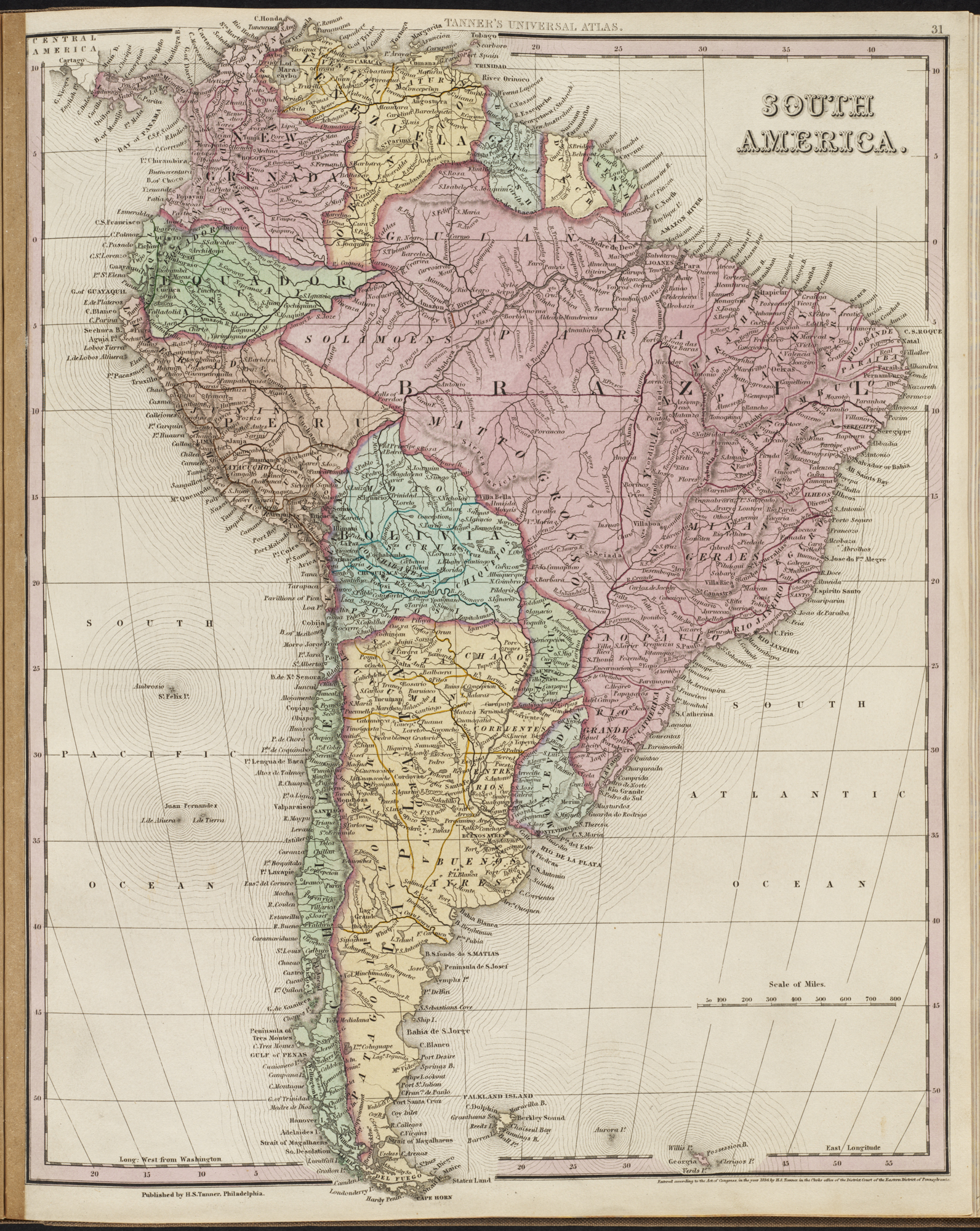
Mapa de Sudamérica, de 1836, realizado por Henry S. Tanner, en donde la Patagonia oriental pertenece a la Argentina.
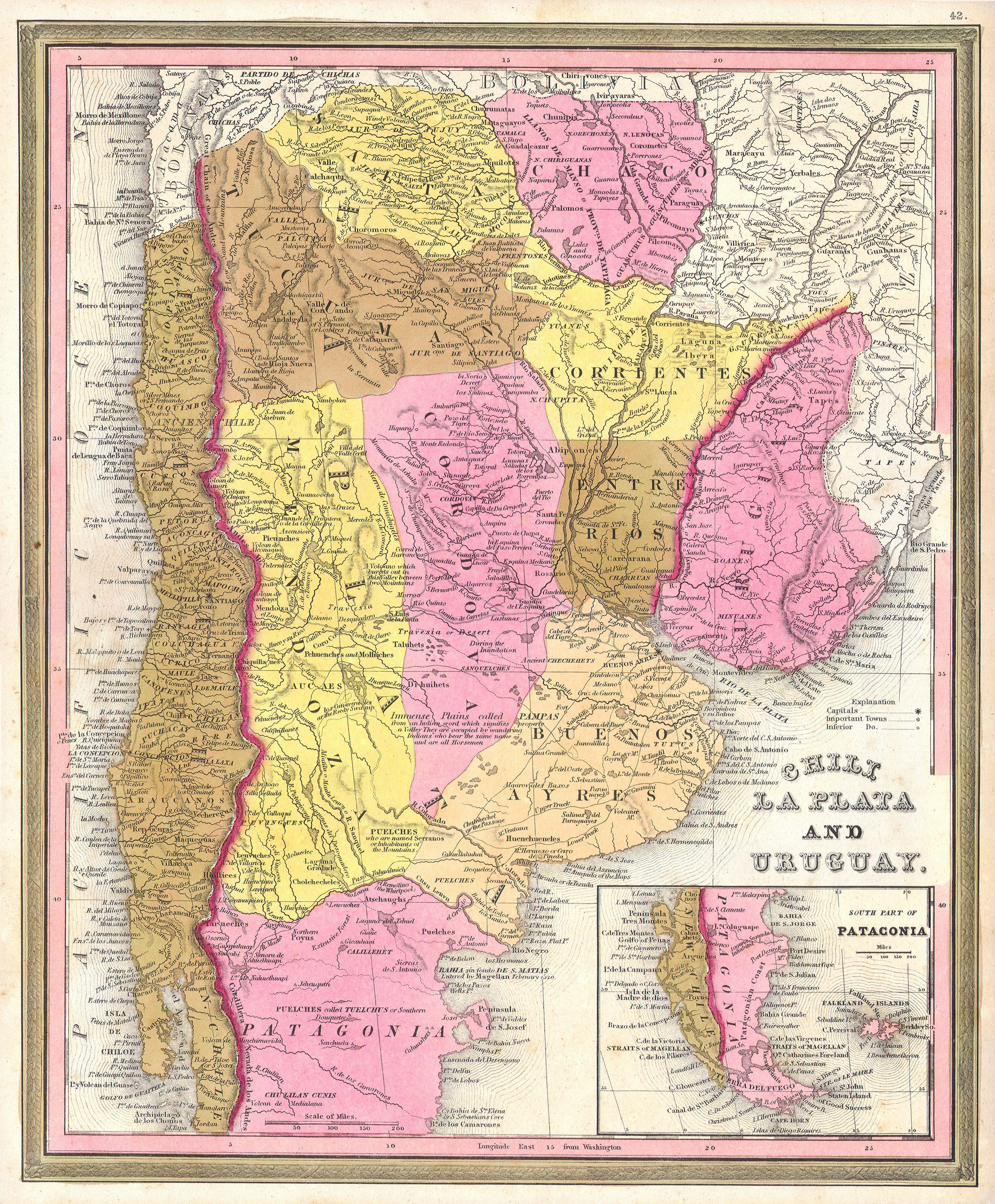
Mapa titulado “Chili, La Plata and Uruguay”, de 1846, realizado por Samuel Augustus Mitchell, en el cual aparece la denominación “New Chili” (Chile Moderno) en vertical y en el lado occidental de la Cordillera de los Andes y la Patagonia oriental pertenece a la Argentina.
- Mapa de la Patagonia de F. A. Garnier, 1862, en donde se lee la siguiente aclaración en francés: “Cette vaste Contrée dépendait jadis de l’ancienne Vice-Royauté de Buénos-Ayres; et, à ce titre, elle est aujourd’hui encore réclamée par la République Argentine” (“Este vasto País dependía del antiguo Virreinato de Buenos Aires; y, a este título, todavía hoy lo reclama la República Argentina”).